# Nemrut Dağı (Adıyaman)

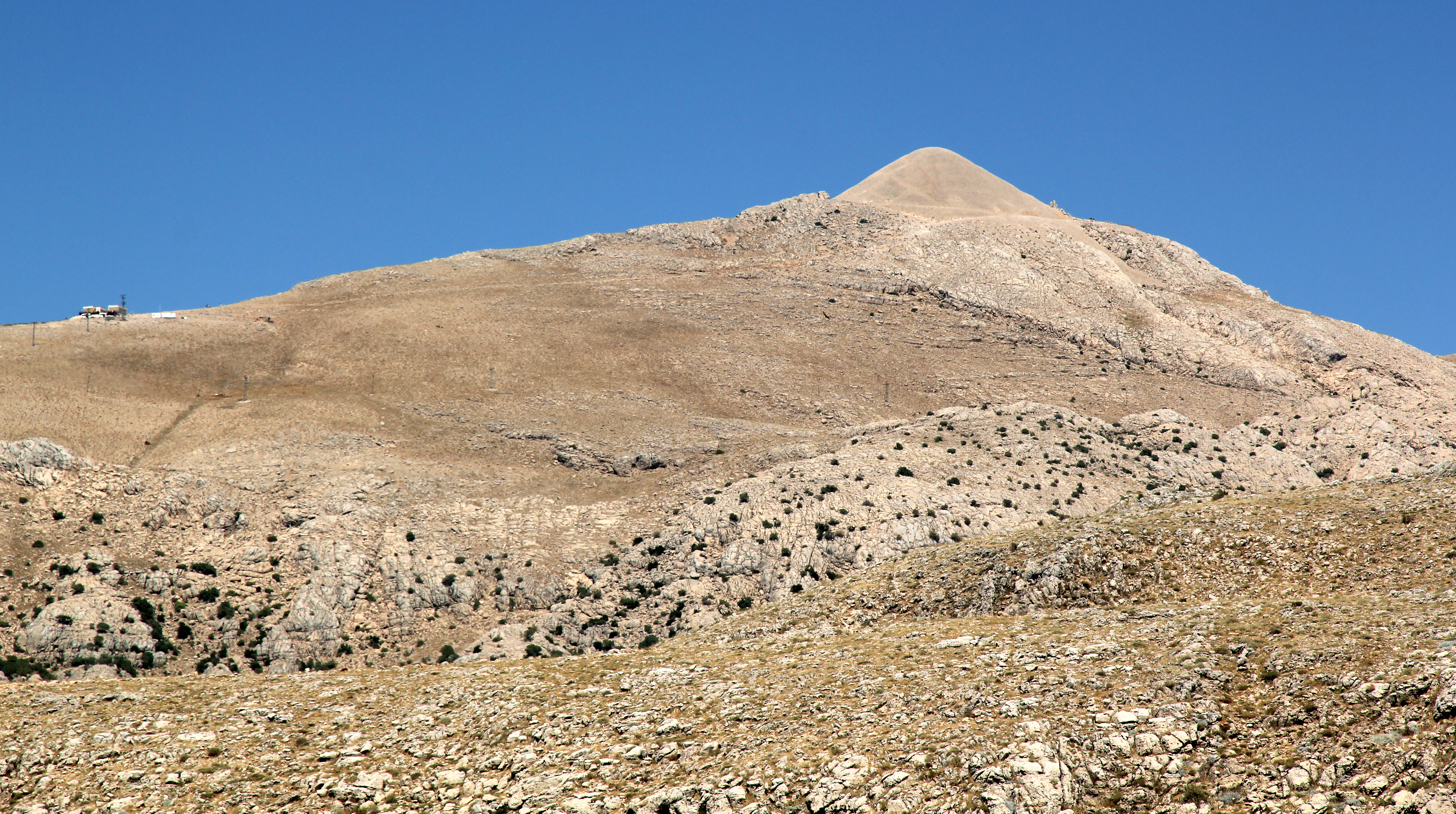
Tumulus von Süden, links Parkplatz und Ausgangspunkt des Gipfelwegs

Der Nemrut Dağı, auch Nemrut Dağ oder Nemrud Dağı (armenisch Նեմրութ Nemrut, kurdisch Çiyayê Nemrûdê), ist ein Berg im Südosten der Türkei, unweit des Oberlaufs des Euphrat. Er gehört zum Taurusgebirge und liegt 86 Kilometer nordöstlich von Adıyaman in der gleichnamigen Provinz. Er ist mit 2150 Metern Höhe eine der höchsten Erhebungen des nördlichen Mesopotamiens. Die Region wurde 1988 zum Nationalpark erklärt.
Dieser Berg ist nicht zu verwechseln mit dem Nemrut Krater, Nemrut Dağı (Bitlis), einem 3050 Meter hohen (die Höhenangaben schwanken je nach Quelle zwischen 2865 m und 3300 m), heute ruhenden Vulkan in der Türkei bei Tatvan am Vansee.
Auf seinem Gipfel erhebt sich eine monumentale Kombination aus Heiligtum und Grabstätte. Sie wurde von dem späthellenistischen König Antiochos I. Theos (69–36 v. Chr.) von Kommagene errichtet, der dafür den Begriff Hierothesion (griechisch ἱεροθέσιον) prägte. Das Heiligtum sollte Zentrum einer neuen Religion sein, die persische und griechische Mythologie vereinte. Antiochos selbst gab sich kurz nach seiner Krönung den Namenszusatz Theos (Gott), eine auch im Rahmen des hellenistischen Herrscherkultes ungewöhnliche Selbstvergöttlichung. In zwei langen griechischen Inschriften legte der König fest, wie genau er zu Lebzeiten und nach seinem Tod verehrt werden sollte. Seine Abstammung führte er väterlicherseits auf die achämenidischen Großkönige Dareios I. und Xerxes I. und mütterlicherseits auf die Seleukiden mit Alexander dem Großen als Ahnherren zurück.
Die Kultstätte wurde 1881 vom deutschen Ingenieur Karl Sester wiederentdeckt. Seitdem führten türkische, amerikanische und deutsche Archäologen hier Ausgrabungen durch. Die ersten Erforscher des Hierothesions waren 1882/83 Otto Puchstein und Carl Humann, ihnen folgte in den 1950er und 1960er Jahren ein deutsch-amerikanisches Ausgrabungsteam mit Friedrich Karl Dörner und Theresa Goell von den American Schools of Oriental Research. 1987 wurde das Grabheiligtum in die UNESCO-Liste des Welterbes aufgenommen. Seitdem waren verschiedene Gruppen, darunter die International Nemrud Foundation und zuletzt die Mitglieder des Commagene Nemrut Conservation and Development Program von der Technischen Universität des Nahen Ostens auf dem Berg tätig.
Das Grabmal besteht aus einer Geröllaufschüttung mit einem Durchmesser von 150 und einer Höhe von 45 Metern über dem natürlichen Gipfel des Berges. Der Schotterhügel ist umgeben von drei Terrassen im Norden, Westen und Osten. Auf der westlichen und östlichen Terrasse sind große Götterstatuen zu sehen, die König Antiochos in Gesellschaft von griechisch-persischen Göttern darstellen. Dazu kommen verschiedene Reihen von Reliefstelen, die die Ahnengalerie des Königs und andere Verwandte darstellen, sowie Abbildungen von rituellen Handlungen. Um Platz für die Errichtung des Heiligtums zu schaffen, wurden rund 300.000 m³ massiver Fels bewegt. Auf den Berg führen Prozessionswege aus drei Richtungen.
Im Laufe der Zeit haben Erdbeben, Unwetter und zahlreiche Besucher dazu beigetragen, dass ein großer Teil der Reliefs zerstört und die einstmals 8–10 m hohen Statuen heute kopflos sind. Die Häupter sind vor den Statuen aufgestellt. Im Hügel wird eine Grabkammer vermutet, die allerdings ungeachtet vieler Versuche, in das Innere des Hügels vorzudringen, bis heute nicht nachgewiesen wurde.
Die Monumentalstatuen mit dem Altar und den Reliefs bieten, besonders bei Sonnenauf- und -untergang, ein beeindruckendes Bild. Die Anlage gilt als unfertig, es wurden keinerlei Spuren von abgehaltenen Kulthandlungen vorgefunden.
Der heutige, türkische Name des Berges bezieht sich auf den sagenhaften, in Bibel und Koran vorkommenden König Nimrod.

## Lage

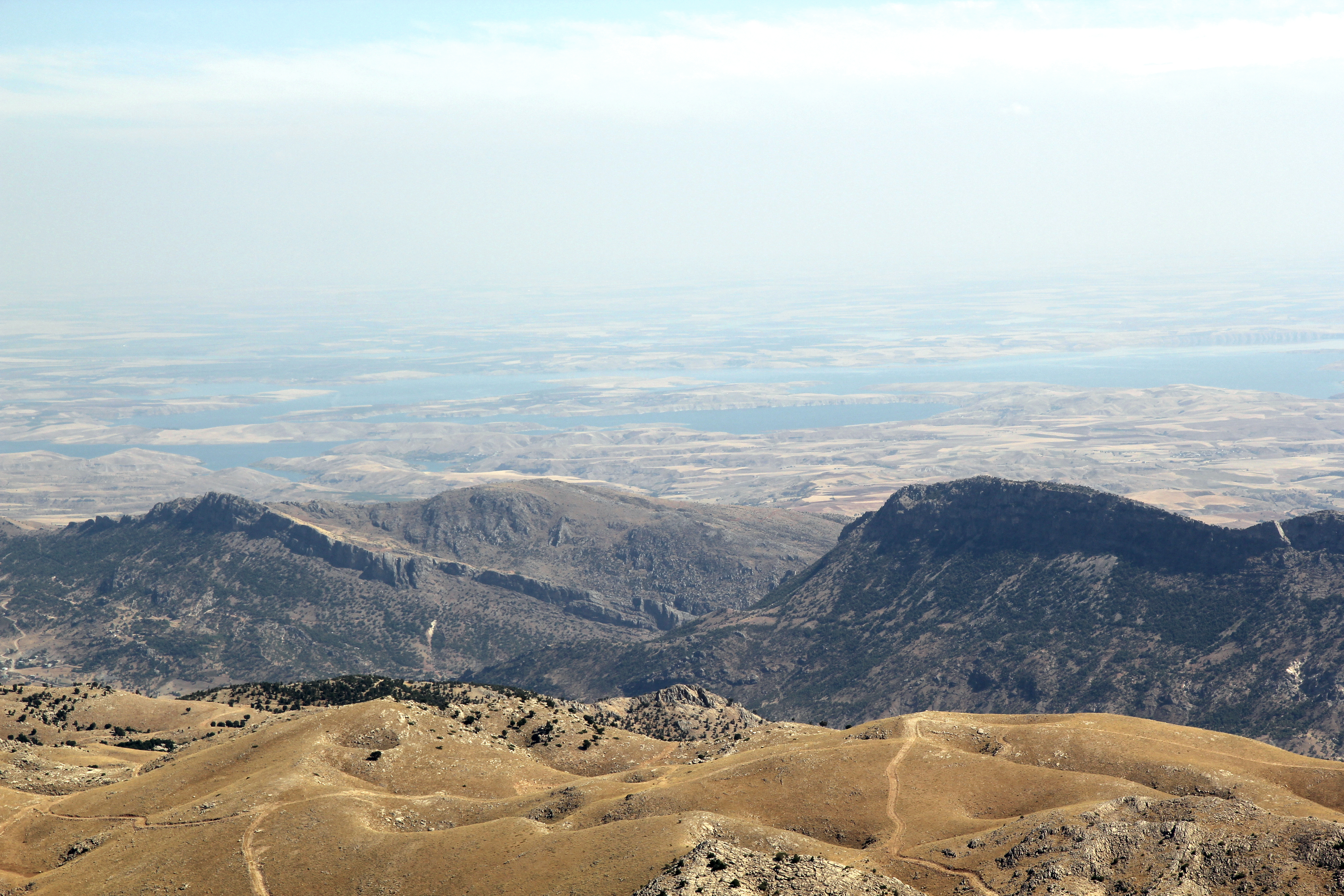
Blick vom Nemrut Dağı nach Südosten auf den Euphrat

Der Nemrut Dağı befindet sich im Norden des Landkreises Kâhta der türkischen Provinz Adıyaman. Er gehört zu den Ankar Dağları, den westlichen Ausläufern der zum Taurusgebirge gehörenden Maden Dağları, nördlich liegen die Malatya Dağları, die die Grenze Kommagenes bildeten. Über letztere führen Passstraßen in die Gegend von Malatya, die militärisch und als Karawanenwege genutzt wurden und zum Teil noch heute in Gebrauch sind. Auch wenn einige Berge des Grenzgebirges im Nordwesten höher sind, ist der Nemrut Dağı eine aus fast allen Richtungen sichtbare Landmarke. Er überblickt nach Südosten Nordmesopotamien und das Euphrattal, nach Südwesten den Fluss Kahta Çayı (auch Cendere Çayı, antiker Name Chabinas) und Adıyaman sowie nach Süden das heute im Atatürk-Stausee verschwundene Samosata und den Euphratübergang bei Zeugma. Von der südwestlich gelegenen Residenzstadt Arsameia am Nymphaios führte ein Prozessionsweg zum Nemrut Dağı.
Heute erreicht man den Nemrut Dağı von Kahta aus über die D-360, von der bei Narince eine beschilderte Straße nach Norden abzweigt. Sie ist zunächst asphaltiert, im letzten, steilen Teil dann gepflastert und führt bis zu einem Parkplatz mit einem Touristenzentrum unterhalb des Gipfels, von wo aus die Terrassen mit den Monumentalstatuen nach einem Aufstieg von etwa 25 Minuten zu erreichen sind.

## Geologie
Die Formationen der Ankar Dağları entstanden im Laufe der Gebirgsbildung aus zahlreichen verschiedenen Gesteinsarten. Für den Gipfel und die nähere Umgebung des Nemrut Dağı waren dabei nur eozäne Kalksteine ausschlaggebend. Dieser Entstehungsprozess begann vor über 35 Millionen Jahren im Eozän und setzte sich im Oligozän fort. Die schroffe Landschaft am Fuß des Berges entstand in dieser Zeit und im nachfolgenden Pliozän durch Verwitterung. Die aufgefalteten Kalksteinschichten treten an den Hängen des Nemrut in Form von Durchbrüchen zu Tage, in den tieferen Zonen sind sie vom Oberboden bedeckt. Im Südosten finden sich dabei typische Formen einer Karstoberfläche. Dazu gehören Senken, die durch eingebrochene, unter dem Mutterboden entstandene Hohlräume im Kalkstein entstanden sind und die der Vermessungs-Ingenieur in Goells Team Heinrich Brokamp, der eine topographische Karte des Berges erstellte, als Ice caves (Eishöhlen) bezeichnet. Dort halten sich das Jahr über Reste von verfestigtem Firnschnee, die im Sommer Tieren zur Tränke dienen.
Im Nordosten, etwa zwei Kilometer hangabwärts, treten einzelne Schichten von grau-grünem Sandstein auf. Sie liegen, im Gegensatz zu den schräg aufgeschobenen Kalksteinplatten, waagrecht. Das hat zur Folge, dass an dieser Schnittstelle der beiden Gesteinsarten eine Quelle entspringt, die schon in hellenistischer Zeit, aber auch noch heute, der Wasserversorgung dient.
Die Handwerker, die das Heiligtum auf dem Berggipfel erstellten, verwendeten dazu nur Steine aus der direkten Umgebung. Neben Sandstein aus der Umgebung der Quelle kam Kalkstein zum Einsatz, der aus den Durchbrüchen an den Berghängen gebrochen wurde. Möglicherweise wurde auch Material von der abgetragenen Spitze des Berges verarbeitet.

## Flora und Fauna
Zur kargen Vegetation der Hochgebirgslandschaft gehören weder Bäume noch Sträucher. In einer Untersuchung von Ahmet Zafer von 2009 wurden 250 Arten von Samenpflanzen gezählt, darunter 14 % Korbblütler, 10 % Lippenblütler, 9,2 % Süßgräser, 7,6 % Kreuzblütler und 7,2 % Hülsenfrüchtler. 43 Arten sind endemisch, d. h. sie kommen nur in dem Gebiet vor, darunter Astragalus altanii und Galium galiopsis. Zur Tierwelt des Nationalparks gehören Bär-, Wolf-, Schakal-, Fuchs- und Dachsarten. Unter den Vogelarten, die beobachtet werden können, sind der Weißkehlsänger, der Steinschmätzer, der Balkansteinschmätzer (Oenanthe melanoleuca) und der Rostbürzelsteinschmätzer (Oenanthe xanthoprymna), weiterhin Schneefink, Ohrenlerche und Brachpieper.

## Forschungsgeschichte

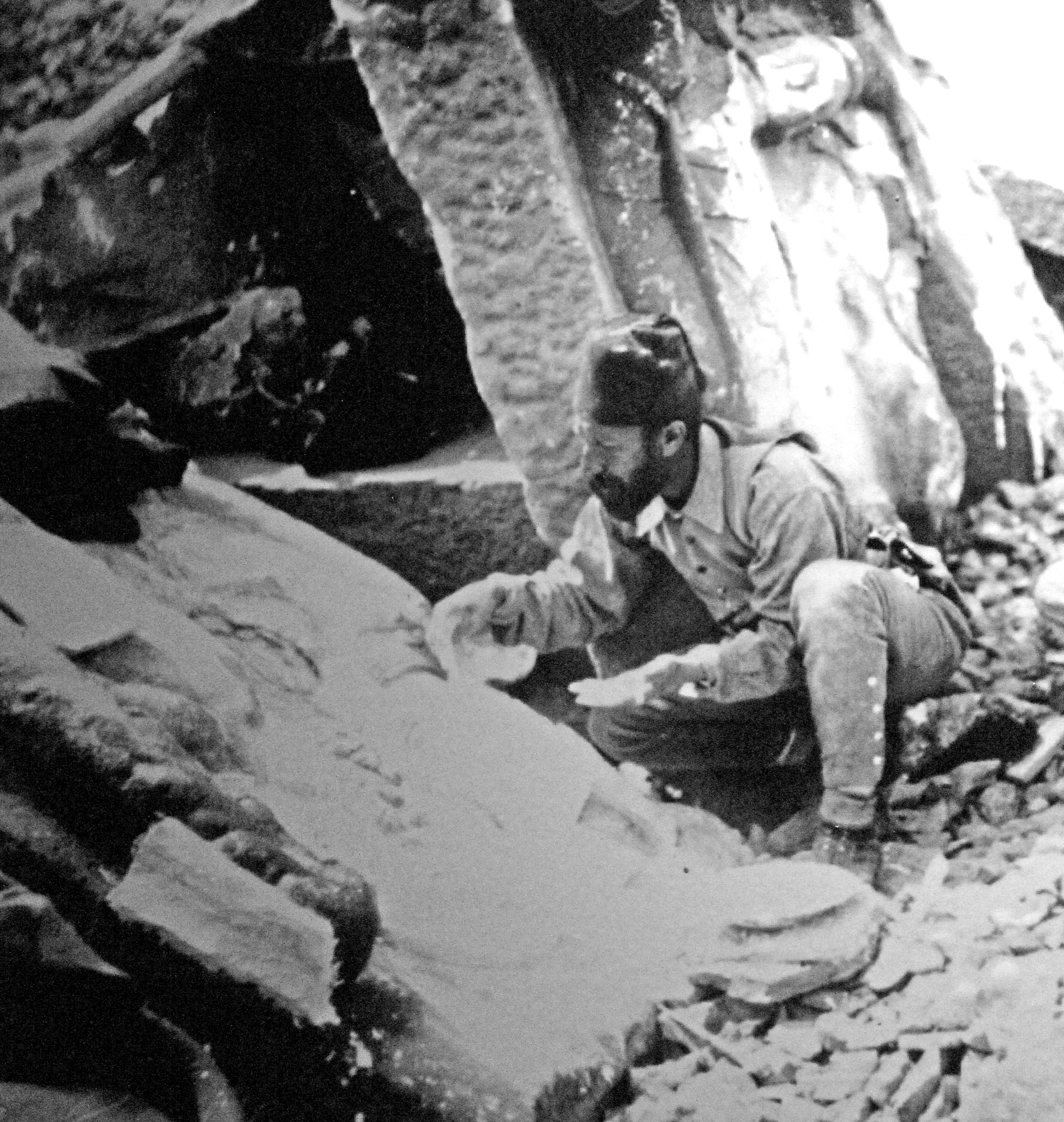
Osman Hamdi Bey 1882 auf dem Nemrut Dağı

Der Nemrut Dağı wurde bereits im frühen 19. Jahrhundert durch Helmuth von Moltke kartiert, der als Militärberater im Osmanischen Reich weilte. Obwohl er den Zeugnissen der Antike durchaus Aufmerksamkeit widmete und den Berg als Landmarke bei seinen Landaufnahmen benutzte, war ihm das Heiligtum auf dem Gipfel entgangen. 1881 berichtete der Straßenbauingenieur Karl Sester in einem Brief an die Königlich-Preußische Akademie der Wissenschaften in Berlin von assyrischen Monumenten auf dem Berg. Der Archäologe Otto Puchstein wurde daraufhin 1882 von Alexander Conze, dem Generalsekretär des Deutschen Archäologischen Instituts, im Namen der Akademie beauftragt, mit dem Ingenieur zum Nemrut Dağı zu reisen. Am 4. Mai 1882 trafen sie erstmals auf dem Berg ein, den sie noch mit tiefem Schnee bedeckt fanden. Puchstein fand dennoch die griechische Inschrift auf der Rückseite der Statuen und begann mit der Abschrift. Wegen der Witterung, die ihre Untersuchungen behinderte, reisten sie bald wieder ab und Puchstein kehrte im Juni desselben Jahres zurück. Am 19. Oktober gab er vor der philosophisch-historischen Klasse der Akademie einen Bericht ab. Im folgenden Jahr reiste Carl Humann im Auftrag der Akademie in Begleitung von Puchstein und Felix von Luschan zum Nemrut Dağı. Vom 8. bis 23. Juni 1883 erstellten sie Zeichnungen und Photographien der Monumente und brachten zahlreiche Gipsabdrücke nach Berlin in die Königlichen Museen. Auf ihrem Weg besuchten und erforschten sie auch andere Orte der Kommagene, darunter die Hierothesia von Karakuş und Sesönk, Samosata, Perrhe sowie die späthethitischen Fundstätten von Sakçagözü und Zincirli. Der türkische Archäologe Osman Hamdi Bey, der von der Unternehmung erfahren hatte und ebenfalls Kommagene kennenlernen wollte, war bereits im Mai, in Begleitung des Bildhauers Osgan Efendi, auf dem Berg und hatte trotz hohen Schnees Forschungsarbeiten durchgeführt. Ihren Bericht Le tumulus de Nemroud-Dagh: Voyages, description, inscriptions gab das von Osman Hamdi Bey begründete Kaiserlich-Ottomanische Museum im Herbst 1883 heraus. Die Forschungsergebnisse Humanns und Puchsteins erschienen 1890 unter dem Titel Reisen in Kleinasien und Nordsyrien.
Der deutsche Althistoriker Friedrich Karl Dörner brach 1938 mit dem Bauforscher und Architekten Rudolf Naumann zu einer Forschungsreise durch die Landschaft Kommagene auf und besuchte dabei das Heiligtum, konnte aber seine geplanten Arbeiten wegen des Ausbruchs des Zweiten Weltkriegs zunächst nicht fortsetzen. Erst 1951 reiste er erneut dorthin mit der Absicht, die Möglichkeiten von Grabungen auf dem Nemrut Dağı zu erkunden. Auf dem Weg von Kahta zum Ort Horik, der die Basisstation für die Arbeiten am Nemrut Dağı bilden sollte, erhielt er in einem Dorf von einem Bewohner Hinweise auf einen Bildstein. Dies führte zur Entdeckung der kommagenischen Residenzstadt Arsameia am Nymphaios mit dem dortigen Hierothesion und der großen Kultinschrift. Die amerikanische Archäologin Theresa Goell hatte sich ebenfalls bereits 1939 mit dem Nemrut Dağı befasst und ihn 1947 erstmals aufgesucht. Im Jahr 1951 war sie mit Unterstützung durch die American Schools of Oriental Research wiederum, gemeinsam mit dem deutschen Altorientalisten Albrecht Götze, auf dem Weg dorthin, ohne mit Dörner zusammenzutreffen. Als Goell und Dörner voneinander erfuhren, beschlossen sie, nach einem zweijährigen Briefwechsel, die Untersuchungen in Kommagene gemeinsam durchzuführen. Nachdem Dörner 1953 die Erlaubnis der Türkischen Republik zu Grabungen in Arsameia erhalten hatte, war Goell von 1953 bis 1956 als Architektin in Arsameia tätig, während Dörner als Epigraphiker an den Forschungen auf dem Gipfel beteiligt war. Die Ausgrabungen dauerten bis 1964 an. Danach kehrte Goell noch einige Male zurück, so wurden 1967 Mess- und Fotografierarbeiten durchgeführt und 1973 der Hauptaltar restauriert. Für 1976 waren Radaruntersuchungen des Tumulus und des unter dem Schotter anstehenden Felsen durch das Stanford Research Institute geplant, mit dem Ziel, die Grabkammer des Königs zu finden, sie scheiterten jedoch an Finanzierungsproblemen.
Friedrich Karl Dörner kehrte 1984 noch einmal zu Restaurierungsarbeiten auf der Westterrasse zum Nemrut Dağı zurück, konnte aber aus gesundheitlichen Gründen die Arbeiten nicht weiterführen. Unter der Leitung von Dörners Schülern Sencer Şahin, Jörg Wagner und Elmar Schwertheim, dem nachmaligen Leiter der von Dörner gegründeten Forschungsstelle Asia Minor, arbeitete das deutsch-türkische Nemrut-Dağı-Projekt von 1987 bis 1991 an der Erforschung und Sicherung der Monumente. 1998 gründete der niederländische Architekt Maurice Crijns in Zusammenarbeit mit Herman A. G. Brijder von der Universität von Amsterdam die International Nemrud Foundation (INF). Sie widmete sich bis 2003 der Arbeit auf dem Berg. Das türkische Ministerium für Kultur und Tourismus zog 2004 die Grabungsgenehmigung des INF zurück und 2005 wurde an der Middle East Technical University in Ankara das Commagene Nemrut Conservation and Development Program unter der Leitung der Architektin Şahin Güçhan ins Leben gerufen. Ziel des Projektes ist nicht nur die weitere archäologische Untersuchung und Instandhaltung des Heiligtums, sondern auch die Verbesserung der touristischen wie der allgemeinen Infrastruktur im Bereich des Nationalparks um den Nemrut Dağı. Zu den Plänen gehört auch die Errichtung eines Museums unterhalb des Gipfels. Nach den Vorschlägen von Sencer Şahin soll es unter einem Kuppelbau eine Tumulussimulation enthalten, an der die Monumente, geschützt vor den Gefahren der Witterung, aufgestellt werden. Auf dem Berg selbst sollen die Originale durch Repliken ersetzt werden.

## Geschichtlicher Hintergrund
Die historische Landschaft Kommagene liegt in der heutigen Südosttürkei im Winkel zwischen dem Euphrat im Osten und dem Antitaurus mit den Malatya Dağları im Nordwesten. Im Süden reicht sie bis zum Euphratübergang bei Zeugma, nahe dem heutigen Birecik und bis Doliche beim modernen Gaziantep. Nach dem Ende des eisenzeitlichen luwischen Königreichs Kummuḫ war das Land assyrische, später babylonische Provinz, bis zur Eroberung Babylons durch das persische Reich der Achämeniden im Jahr 539 v. Chr. Nach zwei Jahrhunderten Zugehörigkeit zum Perserreich folgte die Herrschaft Alexanders des Großen, der Armenier und schließlich der Seleukiden. Im Jahr 163 v. Chr. sagte sich der Statthalter Ptolemaios vom Seleukidenreich los und begründete das selbstständige Königreich Kommagene. In der Regierungszeit seiner Nachfolger Mithridates Kallinikos und dessen Sohn Antiochos I. lag Kommagene zwischen den Interessengebieten des Römischen Reiches im Westen und der Parther im Osten. Einflüsse aus dieser Vorgeschichte und der gegenwärtigen Lage in einem Spannungsgebiet waren maßgeblich prägend für den Königskult, den Antiochos einführte, und damit auch für die Gestaltung des Hierothesions, das er, vermutlich gegen Ende seiner Herrschaft in der zweiten Hälfte des 1. Jahrhunderts v. Chr. auf dem Nemrut Dağı errichten ließ.

## Königskult und Kunstreligion des Antiochos I.

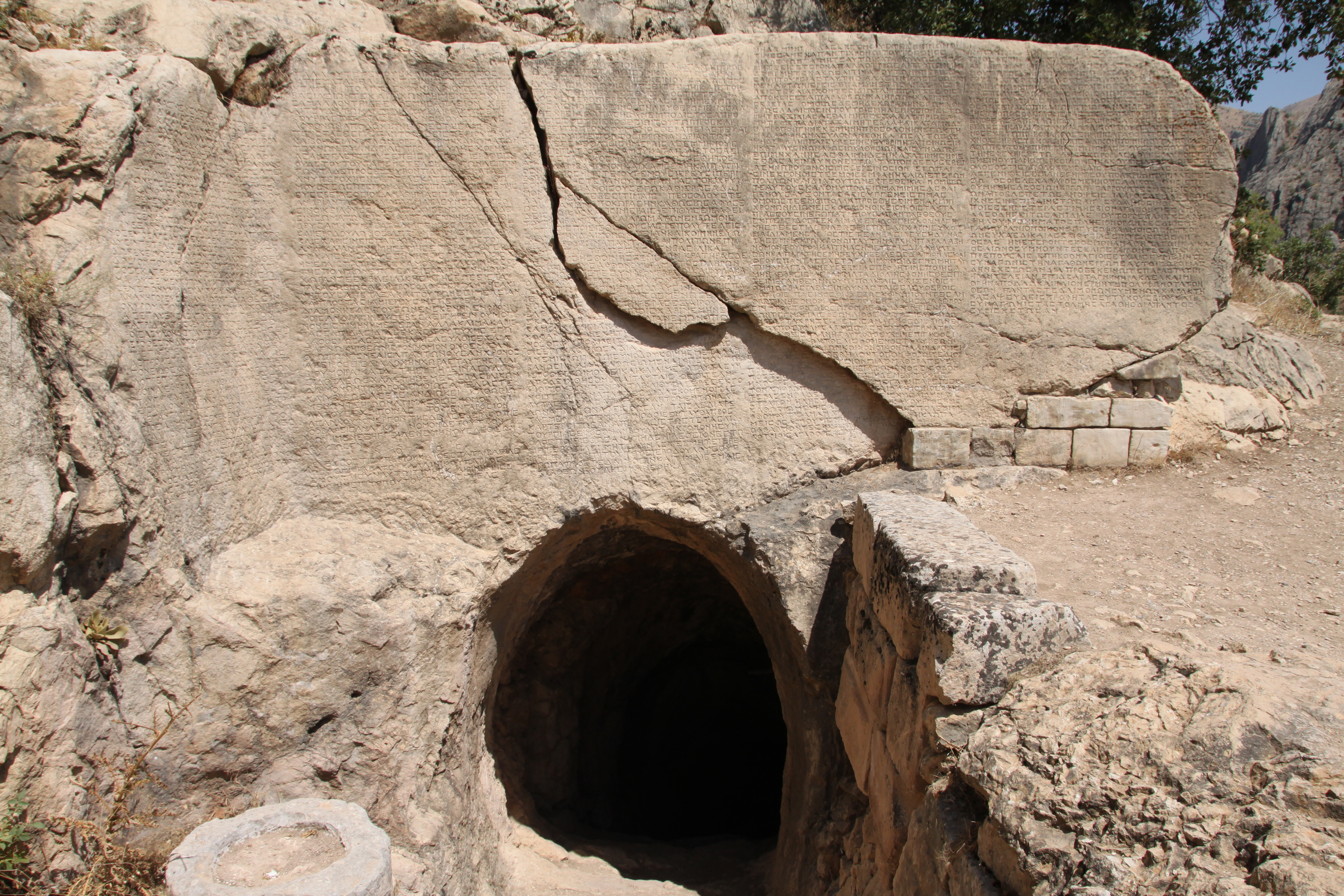
Große Kultinschrift von Arsameia am Nymphaios

Nach Antritt seiner Herrschaft im Jahr 69 v. Chr. baute Antiochos I. den kommagenischen Königskult, den bereits sein Vater eingeführt hatte, erheblich aus und initiierte dazu eine synkretistische Kunstreligion. An zahlreichen Orten seines Reiches erbaute oder erweiterte er Hierothesia oder Temene, die der Ausübung dieses Kultes und damit seiner Verehrung dienten. Hierothesia waren nach Friedrich Karl Dörner „sepulkrale Kultstätten“, also Heiligtümer in Verbindung mit Grabstätten von Angehörigen der Herrscherfamilie. Temene bezeichneten kleinere Kultstätten ohne Grab. Heiligtümer bestanden neben dem Nemrut Dağı unter anderem in Arsameia am Nymphaios mit dem Grab von Antiochos’ Vater Mithridates Kallinikos, in Arsameia am Euphrat (dem heutigen Gerger) für seinen Großvater Samos II., am Karakuş, wo vermutlich Antiochos’ Gemahlin Isias und weitere weibliche Angehörige begraben sind, in Sesönk, einem weiteren Grabhügel, in dem das Grab einer hochgestellten Familie, möglicherweise auch des Mithridates II., des Sohnes des Antiochos’, vermutet wird, sowie bei Sofraz Köy, Zeugma und Samosata. An allen Orten wurden Inschriften gefunden, in denen er zum Teil sehr ausführliche Anweisungen für die Ausübung seines Kultes gab. Weiterhin können aus den Texten Schlüsse auf die Entwicklung des Kults und der begleitenden Religion gezogen werden.
Die Bevölkerung des Landes Kommagene bestand zu der Zeit aus einer iranischen Oberschicht, die der persischen Tradition folgte, aber auch aus einer griechischen Elite, die im Zuge der makedonischen Eroberungszüge Alexanders ins Land gekommen war. Außerdem lag das Land im Spannungsgebiet zwischen dem römischen Reich im Westen und dem Partherreich im Osten. Diese beiden westlichen und östlichen Kulturrichtungen wollte Antiochos in dem Kult um seine Person und in der Kunstreligion, die er dazu ins Leben rief, vereinen. Dazu führte er zum einen seine Abstammung auf der väterlichen Seite auf die Achämeniden bis zu Xerxes I. und Dareios I. zurück, auf der mütterlichen Seite über die Seleukiden bis auf Alexander den Großen. Zum anderen positionierte er sich als Gott in der Gesellschaft anderer Götterfiguren, die er als synkretistische Vereinigungen von orientalischen und hellenistischen Göttern darstellte, und fügte seinem Namen den Zusatz Theos (griechisch θεός für Gott) hinzu.
- Der oberste Gott, dem griechischen Zeus entsprechend, trägt den Namen Zeus-Oromasdes (Ζεύς Ώρομάσδης),[22] nach dem altpersischen Himmelsgott Ahura Mazda, in der zoroastrischen Religion ein Hochgott, den Dareios zu seinem persönlichen Schutzgott erwählt hatte.[21]
- Den griechischen Apollon vereinigte er mit drei anderen Göttergestalten zu Apollon-Mithras-Helios-Hermes (Ἀπόλλων Μίθρας Ἥλιος Ἑρμῆς).[22] Bereits Mithridates hatte die Kombinationen Mithras-Apollon und Helios-Hermes eingeführt, wobei in beiden Zusammenstellungen jeweils ein Sonnengott vertreten ist. Der griechische Sonnengott Helios ist einerseits mit dem ebenfalls hellenistischen Götterboten Hermes verknüpft, zum andern Apollon mit Mithras, wobei letzterer auf den altpersischen Mitra- verweist. Dieser entwickelte sich in der Achämenidenzeit vom Hüter der menschlichen Beziehungen zum Sonnengott, dem eine herausragende Funktion in der altpersischen Religion zukam.
- Der dritte Gott ist Artagnes-Herakles-Ares (Ἀρτάγνης Ἡρακλῆς Ἄρης). Während Herakles der griechische in den Olymp aufgenommene Heros ist und Ares der bekannte Kriegsgott, ist Artagnes die griechische Wiedergabe des altiranischen Götternamens Verethragna. Artagnes taucht in achämenidischen Quellen nicht auf, einzig in wenigen verstreuten Schriften werden Herakles oder Ares als eine interpretatio graeca eines Gottes im westiranischen Raum erwähnt, sodass angenommen werden kann, dass er in der achämenidischen Religion höchstens eine untergeordnete Rolle spielte. Sein Auftauchen an prominenter Stelle in Kommagene kann wohl nur mit einem späteren Popularitätsschub erklärt werden, den er auch in Khuzistan erfahren hat, wo er ebenfalls mit Herakles gleichgesetzt wurde.[23]
- Die einzige weibliche Gottheit in Antiochos’ Pantheon ist die allnährende Kommagene (παντρόφος Κομμαγηνή), die Landesgöttin. Sie wird mit der griechischen Schicksalsgöttin Tyche gleichgesetzt, auch wenn der Name in der Inschrift auf der Rückseite ihrer Monumentalstatue nicht ausdrücklich genannt wird.[24]

Auffällig ist hier, dass die persische (östliche) Komponente der Namen bei den männlichen Göttern nur jeweils einen von mehreren Bestandteilen bildet, die weibliche Gottheit wird nur mit ihrem griechischen Namen bezeichnet. Auch tauchen die Mehrfachbenennungen nur dort auf, wo die Gottheiten dem Besucher bekannt gemacht werden sollen, an anderen Textstellen wird lediglich der griechische (westliche) Name angegeben. Daraus wird geschlossen, dass der gedankliche Ausgangspunkt der Religion griechisch-hellenistisch bleibt, der orientalische Anteil nur Ergänzung ist.
In verschiedenen Inschriften, unter anderem von Sofraz Köy, Arsameia am Nymphaios und dem Nemrut Dağı, legte Antiochos fest, dass seine Untertanen die Kultfeiern zu seinen Ehren am 10. und 16. jedes Monats abhalten sollten, den Daten seiner Thronbesteigung (10. Loos) und seines Geburtstages (16. Audnaios). Zu diesen Anlässen fanden auch öffentliche Speisungen statt. Aus dem Besitz des Herrschers stiftet Antiochos Ländereien, χῶραι genannt, und ganze Dörfer, κῶμαι, wurden für die Versorgung der Heiligtümer eingesetzt. Als Personal der Hierothesia wurden Hierodulen, Musiker und Musikerinnen bestimmt, die Eigentum der Gottheit waren und deshalb nicht versklavt werden durften. Diese Regelung galt auch für deren Nachkommen, sodass die personelle Ausstattung der Kultstätten „auf ewig“ gesichert sein sollte. Durch das dichte Netz von Hierothesia und Temene, die über das Reich verteilt waren, sorgte er dafür, dass jeder Einwohner die Möglichkeit hatte, regelmäßig an den Feierlichkeiten teilzunehmen.
1973 stellte Helmut Waldmann in seinem Buch Die Kommagenischen Kultreformen unter König Mithradates I. Kallinikos und seinem Sohn Antiochos I. die These auf, dass der Religionssynkretismus bereits von Antiochos’ Vater Mithridates eingeführt wurde. Der Fund der Stele und der Inschrift von Sofraz Köy durch Jörg Wagner 1974 widerlegten diese Theorie. Die Inschrift kann sicher als die früheste bekannte des Antiochos eingeordnet werden, unter anderem weil er sich dort noch als König (βασιλεύς) und nicht, wie später üblich, als Großkönig (βασιλεύς μέγας) bezeichnet. Außerdem werden in der Inschrift nur die griechischen Götter Apollon und Artemis erwähnt, ohne iranische Zusatznamen. Daher scheint es nicht wahrscheinlich, dass zu dieser frühen Zeit schon die west-östliche Kunstreligion existierte.
Nach dem Tod Antiochos’ verlor der Kult stark an Bedeutung. Sencer Şahin wies 1991 darauf hin, dass das Heiligtum nicht fertiggestellt wurde und aller Wahrscheinlichkeit nach auch nie Feierlichkeiten am Nemrut Dağı stattgefunden haben. Es fehlen geplante Statuen auf der Nordterrasse sowie in der Inschrift beschriebene Tische und der Kopf der Monumentalstatue des Königs auf der Ostterrasse ist unfertig, vor allem aber gibt es keinerlei Kleinfunde, die nach dem regelmäßigen Abhalten von Kulthandlungen sicher zu erwarten wären.

## Heiligtum

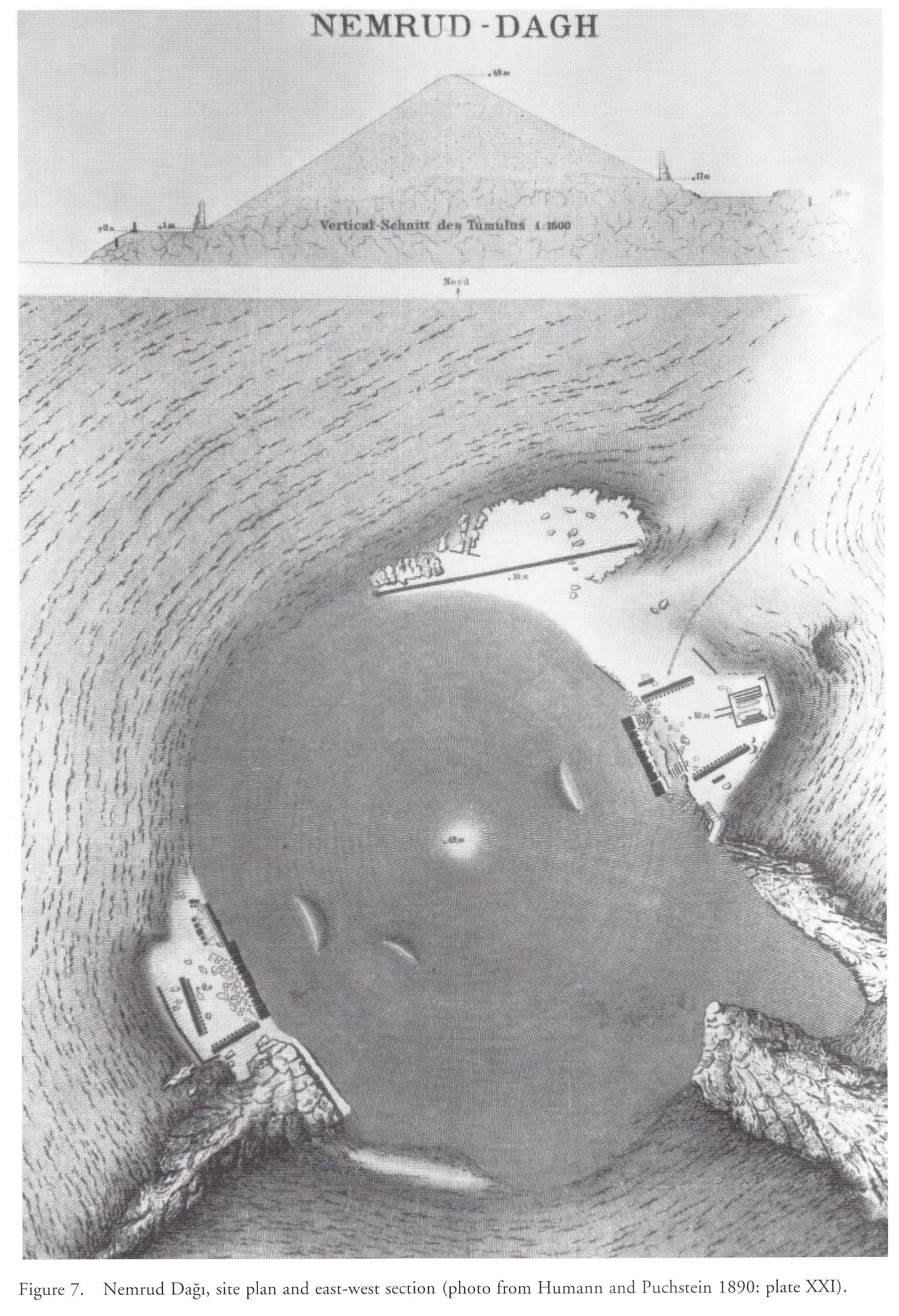
Zeichnung des Tumulus mit den Terrassen von Carl Humann und Otto Puchstein, 1890

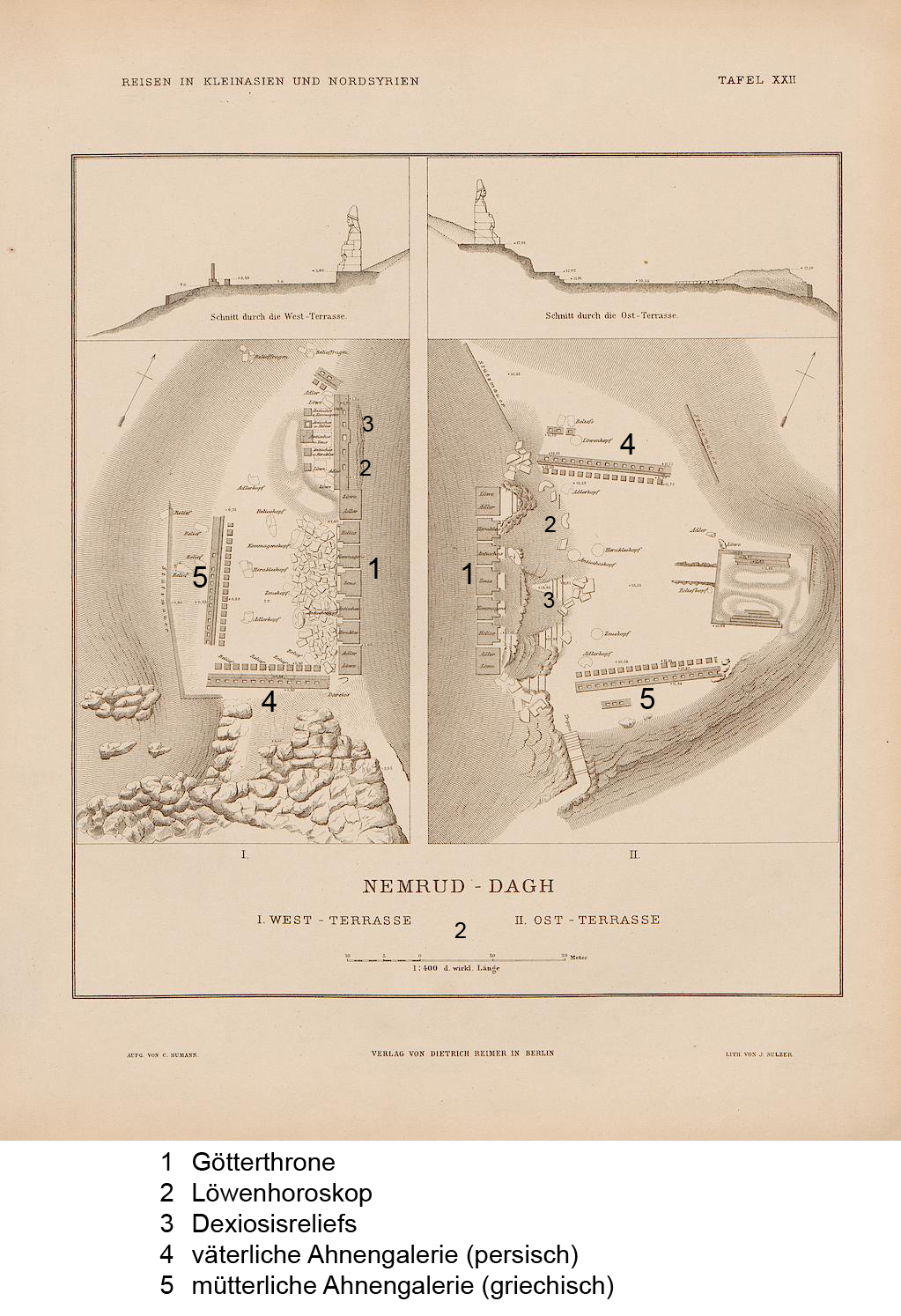
Plan der Terrassen von Carl Humann und Otto Puchstein, 1890

### Tumulus und Terrassen
Über dem Gipfel des aus Kalkstein bestehenden Berges ist ein Tumulus aus Schottersteinen mit einem Durchmesser von etwa 150 Metern und einer Höhe von 45 Metern aufgeschüttet. Darunter liegen im Nordosten, im Südwesten und im Nordwesten drei künstlich angelegte Terrassen, kurz als Ost-, West- und Nordterrasse bezeichnet. Die Ostterrasse ist annähernd rechteckig, ihr zentraler Hof misst etwa 21 × 26 Meter, einschließlich aller Monumente und des großen Altars ist sie etwa 50 × 50 Meter groß. Die etwa zehn Meter tiefer liegende Westterrasse hat Gesamtmaße von 50 × 30 Metern und ist nach Westen zum Teil künstlich unterfangen, um Platz für die Ausstattung zu schaffen. Für den Tumulus müssen nach den Berechnungen des Geologen Hans-Gert Bachmann etwa 300.000 Tonnen Geröll bewegt worden sein. Ein Teil davon dürfte beim Herausarbeiten der Terrassen aus dem Berg angefallen sein, ob der Gipfel selbst dafür bearbeitet wurde, ist unsicher. Die Monumentalstatuen, die Wächtertiere und die Sockel der Stelen sind ebenfalls aus lokalem Kalkstein geschaffen, am südöstlichen Hang unterhalb der Ostterrasse sind noch Spuren von Steinbrucharbeiten zu erkennen. Für die Reliefstelen der Ahnen wurde grünlicher Sandstein verwendet, der bei einer Quelle nordöstlich des Berges in einer Entfernung von etwa eineinhalb Stunden Fußweg gewonnen wurde.

### Ausstattung
West- und Ostterrasse verfügten über die annähernd gleiche Ausstattung. Vorhanden waren jeweils:
- Die Reihe der monumentalen Sitzstatuen der Götter Antiochos, Kommagene, Zeos-Oromasdes, Apollon-Mithras-Helios-Hermes und Herakles-Artagnes-Ares, dazu auf jeder Seite die Wächtertiere Löwe und Adler.
- Zwei Reihen von gesockelten Reliefs der Ahnen, 15 Vorfahren auf der väterlichen, persischen Seite und 17 auf der mütterlichen, griechisch-makedonischen Seite. Unter letzteren befinden sich auch weibliche Vorfahren.
- Eine Reihe von Dexiosis-Reliefs, die Antiochos beim Handschlag mit den Göttern zeigen, daneben das Löwenhoroskop. Diese Reihe wird ebenfalls von (kleineren) Wächterlöwen und -adlern eingerahmt.
- Zwei kurze Reihen von je drei Reliefs von zeitgenössischen Mitgliedern der Königsfamilie, hinter den Ahnengalerien. Davon wurden nur auf der Ostterrasse Reste und Sockel gefunden. Der Fund eines weiteren Reliefs auf der Westterrasse, das laut Inschrift möglicherweise Antiochos’ Sohn und Nachfolger Mithridates II. zugeordnet werden kann, zeigt jedoch, dass auch dort eventuell derartige Reihen vorhanden waren.
- Eine Reihe mit weiteren Reliefs, Investiturgruppe genannt.

Die Anordnung der Statuen, Stelen und der zugehörigen kleinen Altäre ist den örtlichen Gegebenheiten folgend unterschiedlich. Ein großer, gestufter Altar ist nur auf der Ostterrasse vorhanden. Dort sind die Dexiosisreliefs auf einem zweiten Podium unterhalb der Kolossalstatuen aufgestellt, beidseitig davon führt eine Treppe nach oben zu den monumentalen Wächtertieren. Dazwischen steht vor den Statuen und Reliefs ein Blockaltar, der wahrscheinlich auf der Westterrasse ein Pendant hatte.

### Monumentalstatuen

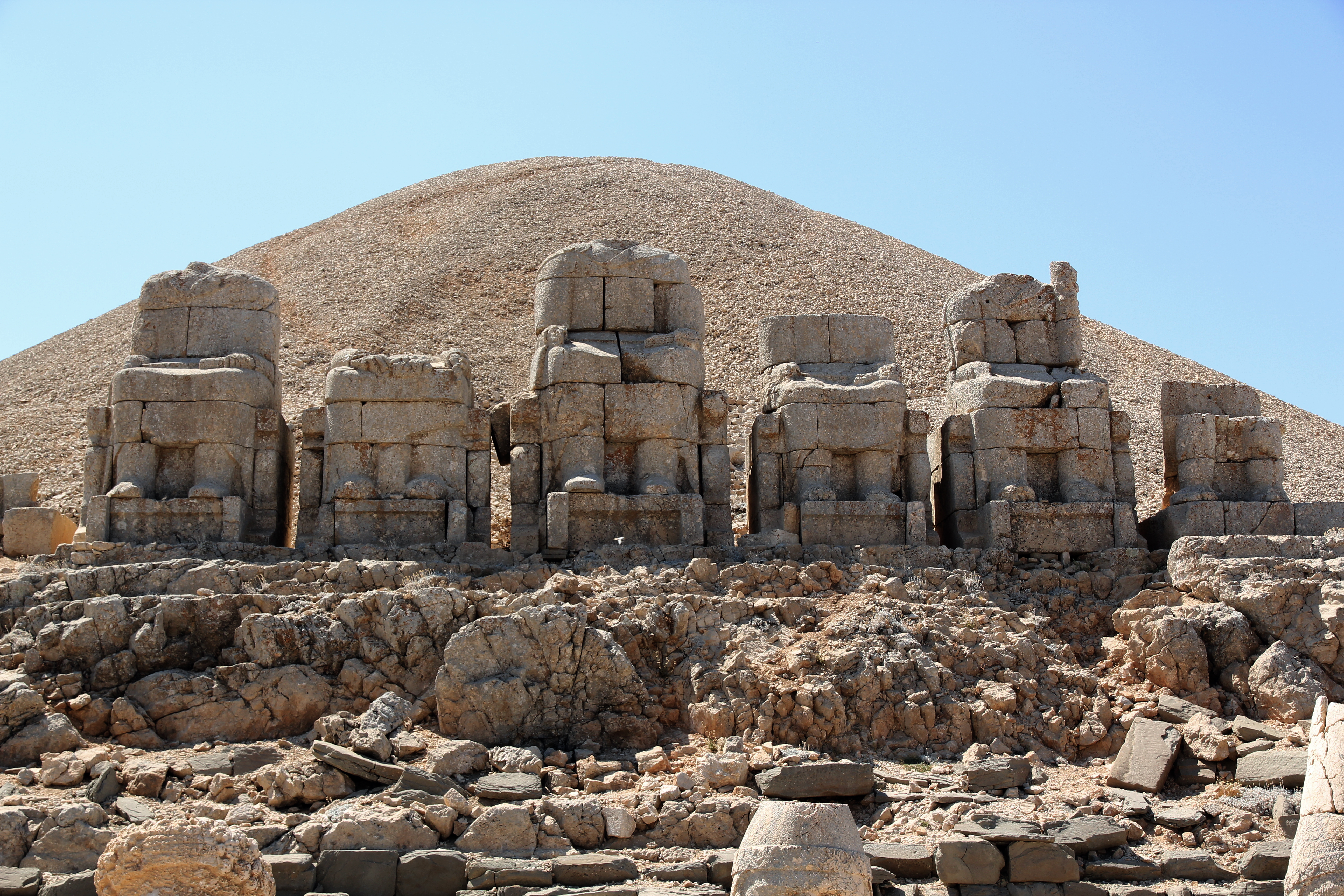
Die Throne der Ostterrasse

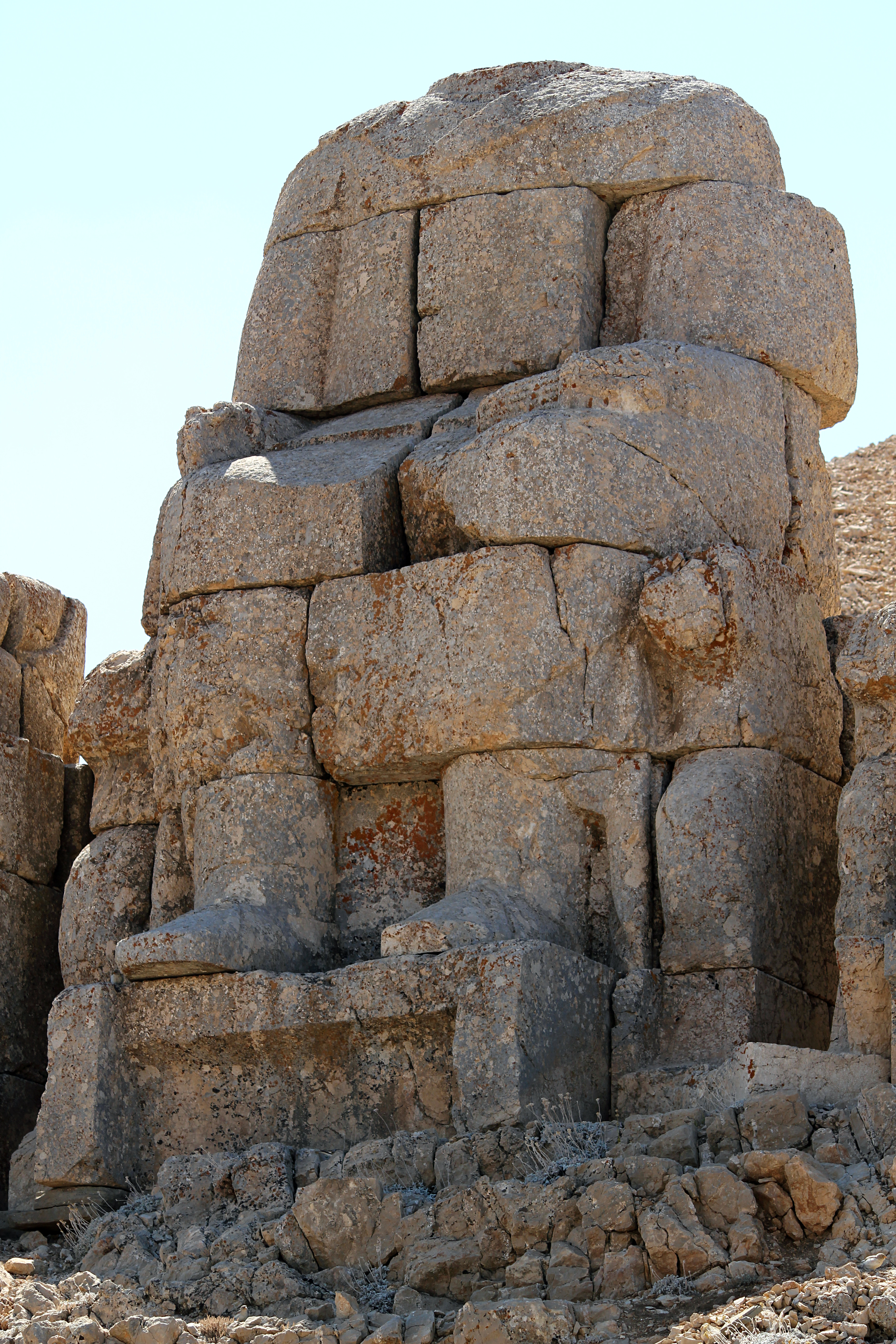
Thron des Zeus, Ostterrasse

Die monumentalen Sitzstatuen der Götter standen mit dem Rücken zum Tumulus und überblickten die jeweilige Terrasse. Sie waren aus Kalksteinblöcken in sieben Schichten mit einer Höhe von etwa einem Meter zusammengesetzt. Die oberste Schicht bestand nur aus einem Block von 2,5 bis 3 Metern Höhe, der den Kopf der Figur bildete. Damit erreichten die Figuren eine Höhe von über acht Metern. Die Grundfläche der Throne einschließlich der davorstehenden Fußbank beträgt etwas über drei Meter im Quadrat. Bei der den zentralen Platz einnehmenden Zeusfigur, die die anderen auch in der Höhe mit 8,75 Metern (Westterrasse 9,65 Meter) übertraf, ist auch die Basis mit 3,82 × 3,32 Metern am größten. Die untere Schicht bildete den Sockel des Throns und den Fußschemel, die nächsten drei die Füße, Unterschenkel und die Oberschenkel der Figur. Diese Schichten bestanden aus einem mehrteiligen, rechteckigen Rahmen, dessen hohler Innenraum bis zu einer Höhe von zwei Metern mit Geröllsteinen gefüllt war. Die Schichten 5 und 6 bildeten den Oberkörper und die Schultern des Gottes, wobei bei den meisten die Schulterschicht aus nur einem Block besteht. Darauf saß der Kopf, in einigen Fällen war der obere Teil der Kopfbedeckung aus einer weiteren, achten Schicht gebildet.
Die Anordnung der Götter ist von links nach rechts Antiochos, Kommagene, Zeus-Oromasdes, Apollon-Mithras-Helios-Hermes und Herakles-Artagnes-Ares. Sie werden beidseitig von je einem ebenfalls überlebensgroßen Adler und ganz außen von einem Löwen flankiert.
Die Bekleidung der männlichen Götter besteht aus einem Mantel, der auf der Ostterrasse übergeworfen ist und auf der rechten Schulter von einer Plattenfibel zusammengehalten wird. Auf der Westterrasse sind die Mäntel angezogen. Darunter tragen die Figuren ein langärmliges Gewand, dessen Stoff an den Seiten von den Beinen herabfallende Falten bildet, sowie eine Hose. Die Füße sind mit doppelt geschnürten Stiefeln mit Zunge bekleidet. Auf den Köpfen saß eine persische Tiara, eine aus der phrygischen Mütze hervorgegangene, konische Kopfbedeckung, deren Spitze nach vorne abgeknickt ist. Ohren- und Nackenschutz hängen bis auf die Schulterschicht herab. Im Unterschied dazu trägt Antiochos als einziger eine „armenische“ Tiara. Diese ist an den Seiten abgeflacht und läuft nach oben spitz zu, wobei am oberen Rand fünf strahlenartige Dreiecke zu erkennen waren, von denen heute allerdings nur noch vier vorhanden sind. Dazu sind die Ohren- und Nackenteile hochgeklappt. Über den Tiaren tragen die Götter ein etwa 15 Zentimeter breites Diadem, das hinten zusammengebunden ist. An der Vorderseite der Kopfbedeckung läuft als Verzierung ein Band mit runden Scheiben von unten bis zur Spitze. Apollon, Zeus und Antiochos halten in der linken, auf dem Schoß liegenden Hand ein Barsom, ein zusammengeschnürtes Zweigbündel. Herakles hält eine aufrecht stehende Keule in der linken Hand, die bis an die Schultern reicht.
Kommagene trägt über den Schultern einen Mantel (Himation), der den halben Hinterkopf bedeckt, den Oberkörper und die Arme freilässt und auf dem Schoß wieder zusammengefasst und vermutlich mit der linken Hand gehalten wird. Der Saum läuft deutlich erkennbar über die Unterschenkel. Ihre Unterbekleidung bildet ein Chiton, der seitlich an den Beinen herabfällt und unter den Brüsten mit zwei Bändern zusammengegürtet ist. Die Fußbekleidung ist aufgrund des schlechten Erhaltungszustandes schwer zu deuten, wahrscheinlich handelt es sich um Sandalen. Die zylindrische Kopfbedeckung deuten Dörner und der Kunsthistoriker John H. Young als Kalathos, während der vorderasiatische Archäologe Bruno Jacobs einen Kranz aus Früchten und Ähren zu erkennen glaubt. In der linken Hand hält die Göttin ein Füllhorn, das aufrecht stehend bis auf Schulterhöhe reicht.

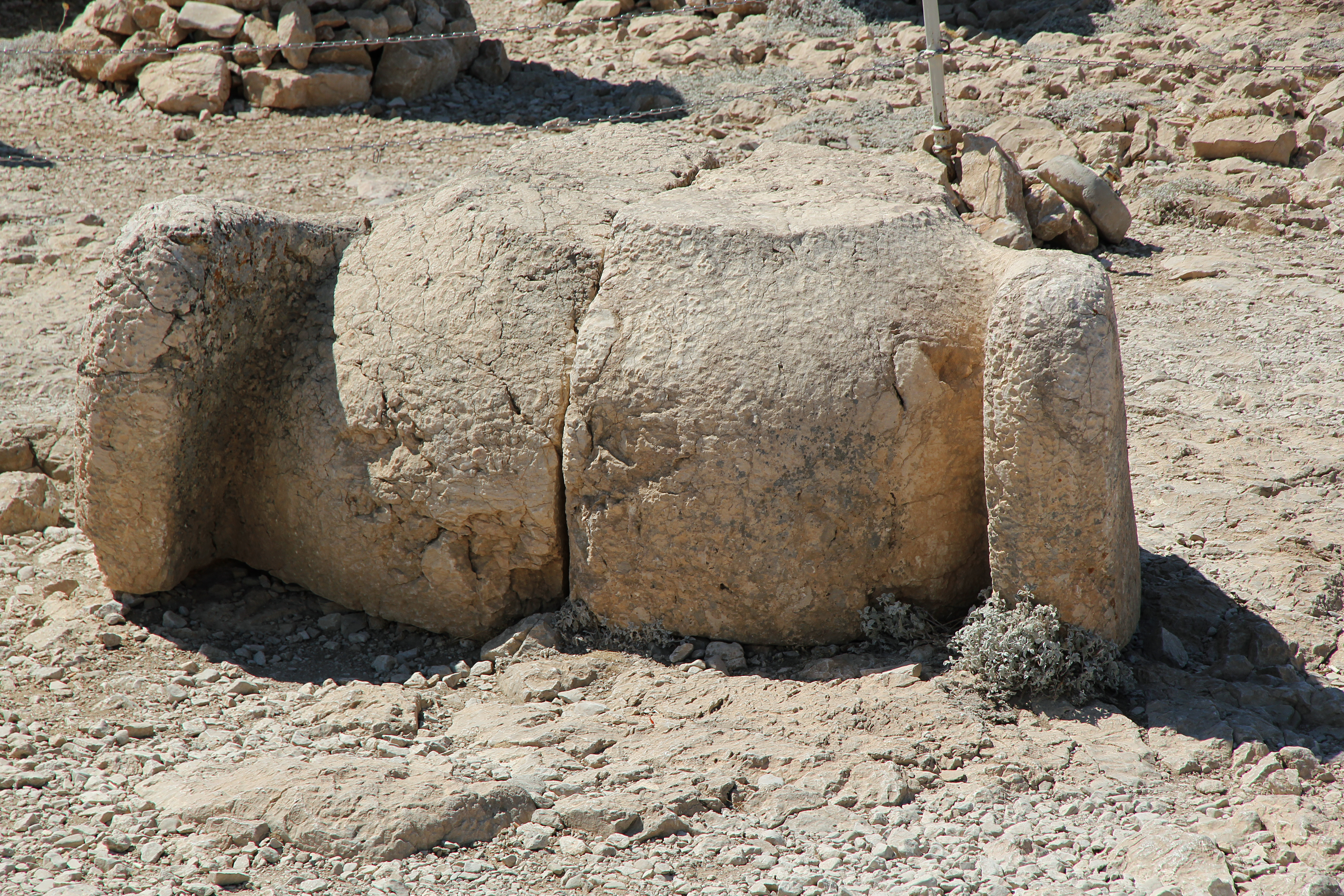
Schulterpartie eines Adlers, Ostterrasse

Die Paare von Wächtertieren beiderseits der Götterreihe sind ebenfalls aus mehreren Schichten zusammengesetzt, auf der Ostterrasse sind es fünf, auf der Westterrasse sechs. Die auf einem gemeinsamen Sockel stehenden Tierfiguren sind zwischen 4,5 und 5 Metern groß, der Löwe überragt den Adler um wenige Zentimeter. Der hohle Innenraum der Körper ist wiederum mit Schottersteinen gefüllt. Die Köpfe sind aus einem Teil gearbeitet. Die Figur des Adlers ist einfach gearbeitet, er hat einen mächtigen Kopf mit kräftigem oberen Schnabel, weit geöffneten Augen und buschigen Brauen. Die Flügel sind an den Körper angelegt, die Schultern nach vorn gereckt. Die Klauen sind zu einem Halbkreis gespreizt. Der Löwe ist sitzend dargestellt. Die aufgestellten Vorderpranken haben an der Rückseite einen Streifen mit angedeutetem Fell. Die mächtige Mähne besteht aus zahlreichen übereinanderliegenden Haarbüscheln. Über dem leicht geöffneten Maul sind die Nasenlöcher tief eingeschnitten. Die Augen sind weit geöffnet und haben knotige Brauen. Darüber ist vor dem Mähnenansatz ein Streifen feinerer Haare zu sehen. Die Ohren sind nur als Löcher in der Mähne dargestellt. In diesen kleinen Ohren, der symmetrischen, flammenartig gezeichneten Mähne, der schematischen Darstellung von Maul, Nase und Backenhaaren und anderen Merkmalen sieht Theresa Goell deutliche Gemeinsamkeiten zu assyrischen und hethitischen, aber auch achämenidischen Löwenfiguren.
Bei den Kopfteilen aller Großstatuen, der Götter wie der Tiere, sind seitlich quadratische Transportlöcher mit einem Durchmesser von etwa 5–6 Zentimetern zu sehen. Sie geben Anlass zu der Vermutung, dass die Köpfe, anders als die Körper, nicht am Objekt selbst, sondern zu ebener Erde fertig bearbeitet und danach erst aufgesetzt wurden.

### Zustand

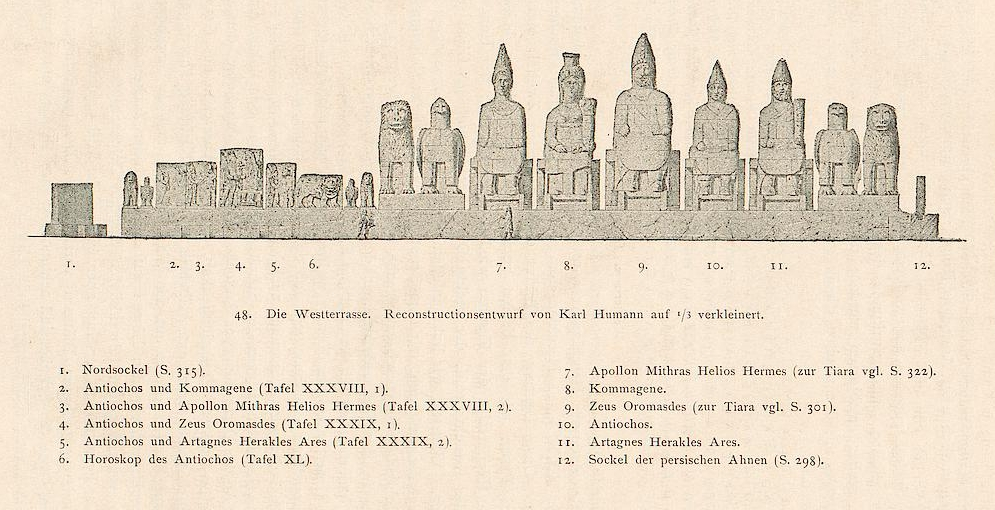
Rekonstruktion der Monumentalstatuen und Dexiosisreliefs der Westterrasse durch Humann, 1890

Die Throne der Großplastiken sind auf der Ostterrasse zum Teil bis auf Schulterhöhe erhalten, auf der Westterrasse befinden sich nur noch die drei unteren Schichten in situ. Die Köpfe sind sämtlich herabgefallen und vor den Sitzen aufgestellt. Der Kopf der östlichen Kommagene war zu Beginn der Untersuchungen durch Goell und Dörner 1953 als einziger noch an seinem Platz, stürzte jedoch zwischen 1961 und 1963 infolge eines Blitzschlags auch herab und wurde dabei beschädigt. Bei den meisten der Köpfe fehlen die oberen Abschlüsse der Kopfbedeckungen, bei den männlichen Gottheiten die Spitzen der Tiaren, bei Kommagene der Kalathos oder Korb. Einzig der Antiochoskopf auf der Westterrasse ist bis auf Abschläge an den Ecken erhalten. Nasen und Lippen sind meist durch den Absturz abgeschlagen. Otto Puchstein nahm auf Grund der gleichmäßigen Falllage an, dass die Zerstörungen zeitgleich stattgefunden hatten, und schrieb sie deshalb einem Erdbeben zu. Hans-Gert Bachmann dagegen vertritt die Ansicht, dass Witterungseinflüsse im Laufe der Jahrhunderte ausgereicht haben könnten, den heutigen Zustand auszulösen.

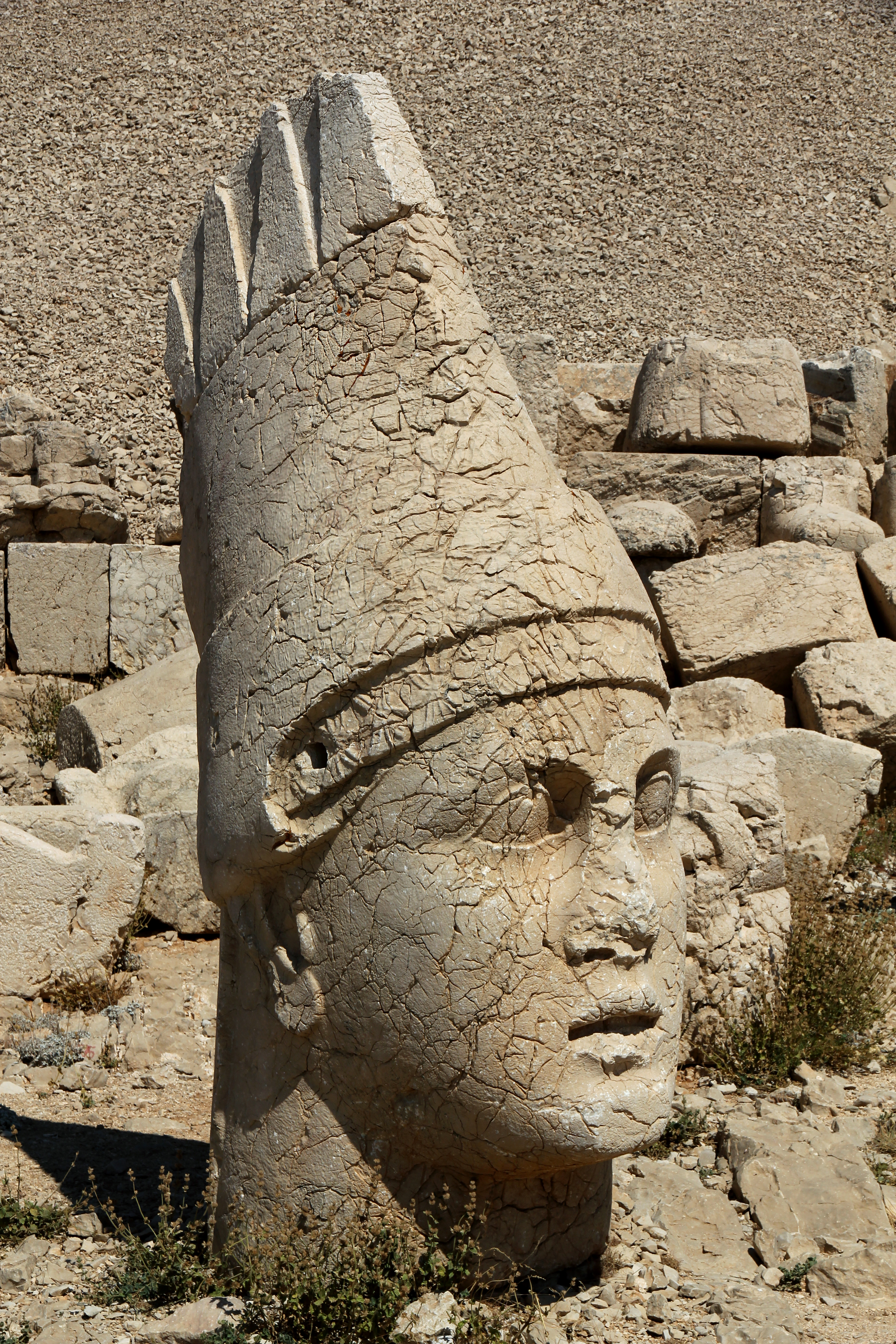
Antiochos West
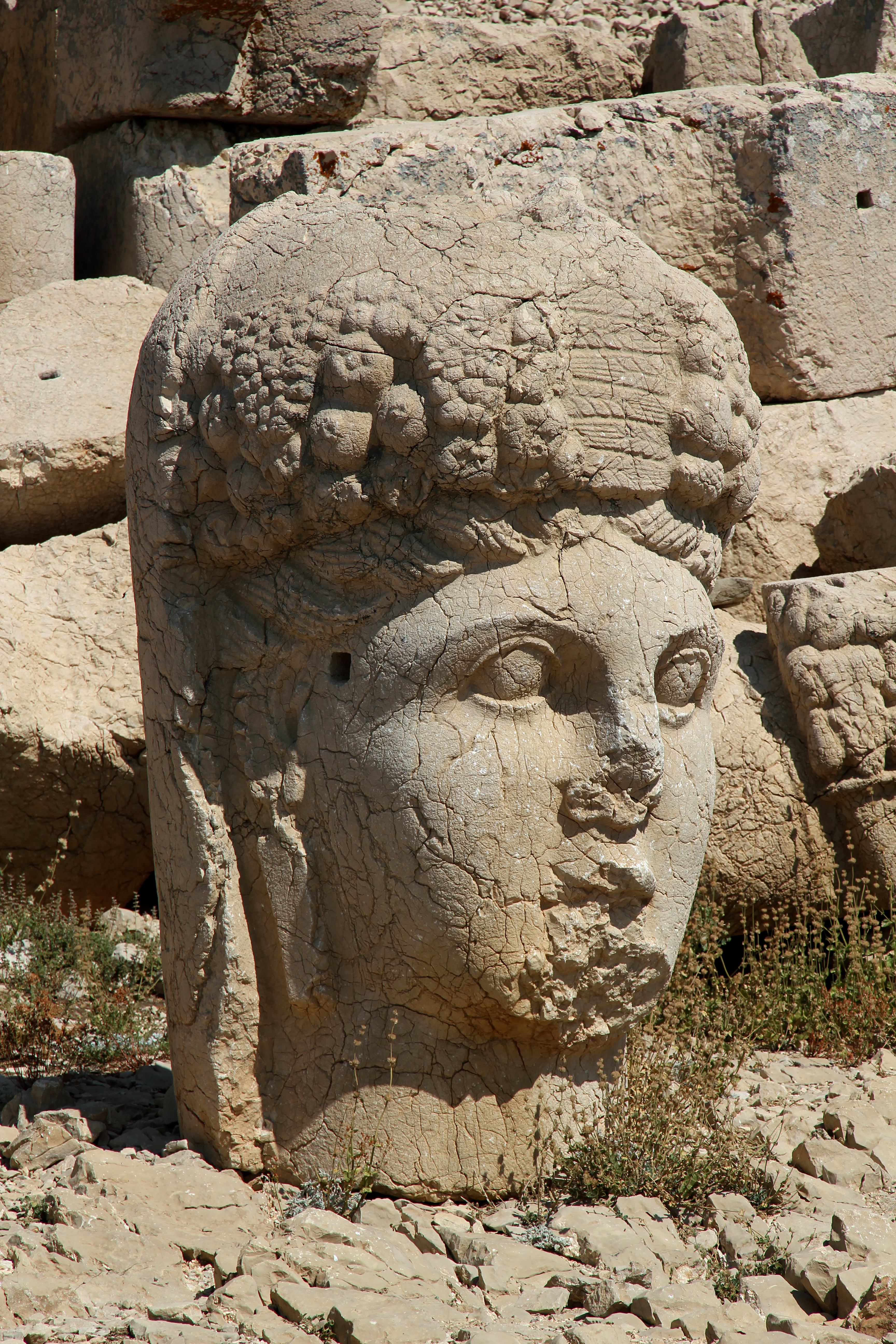
Kommagene West
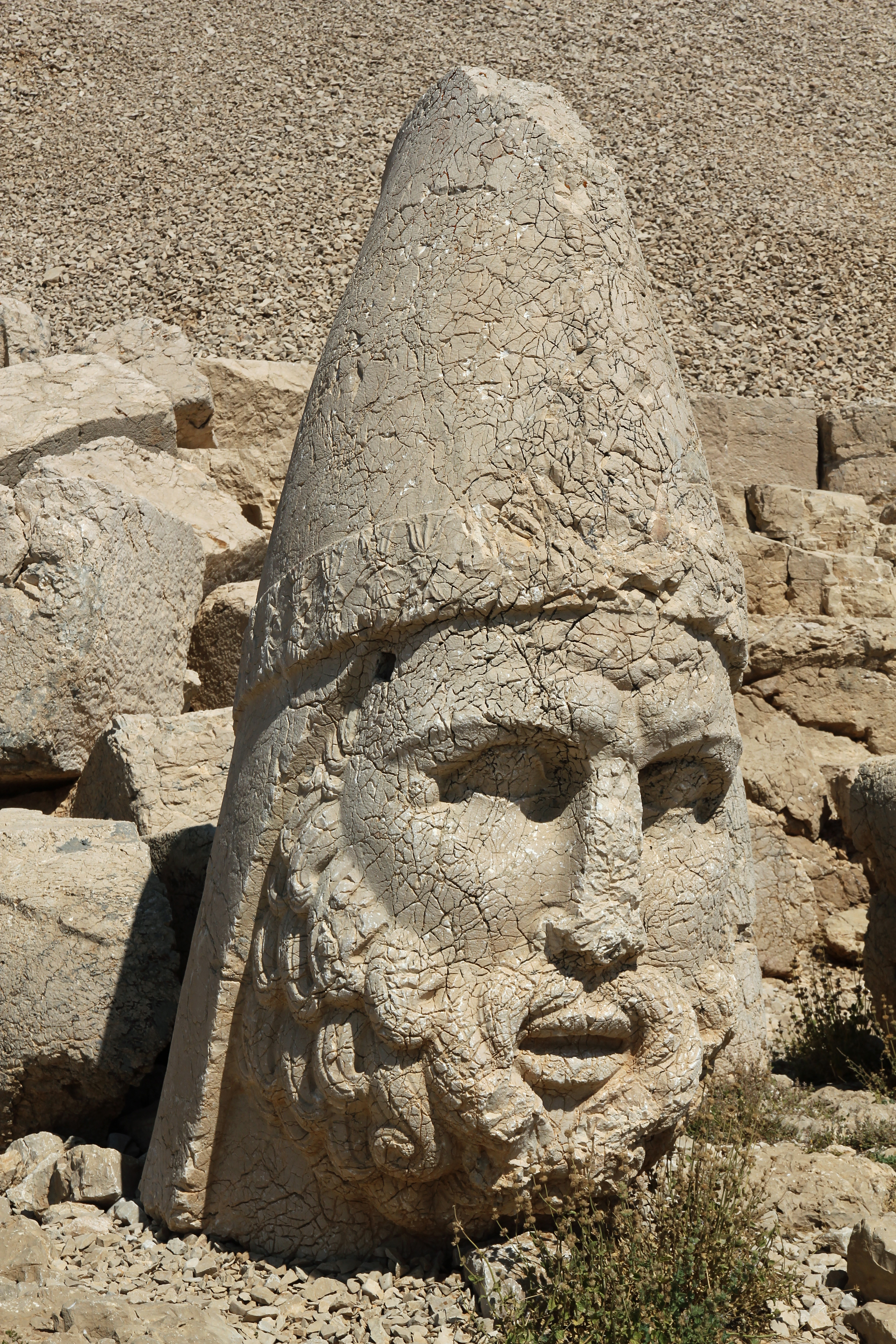
Zeus West
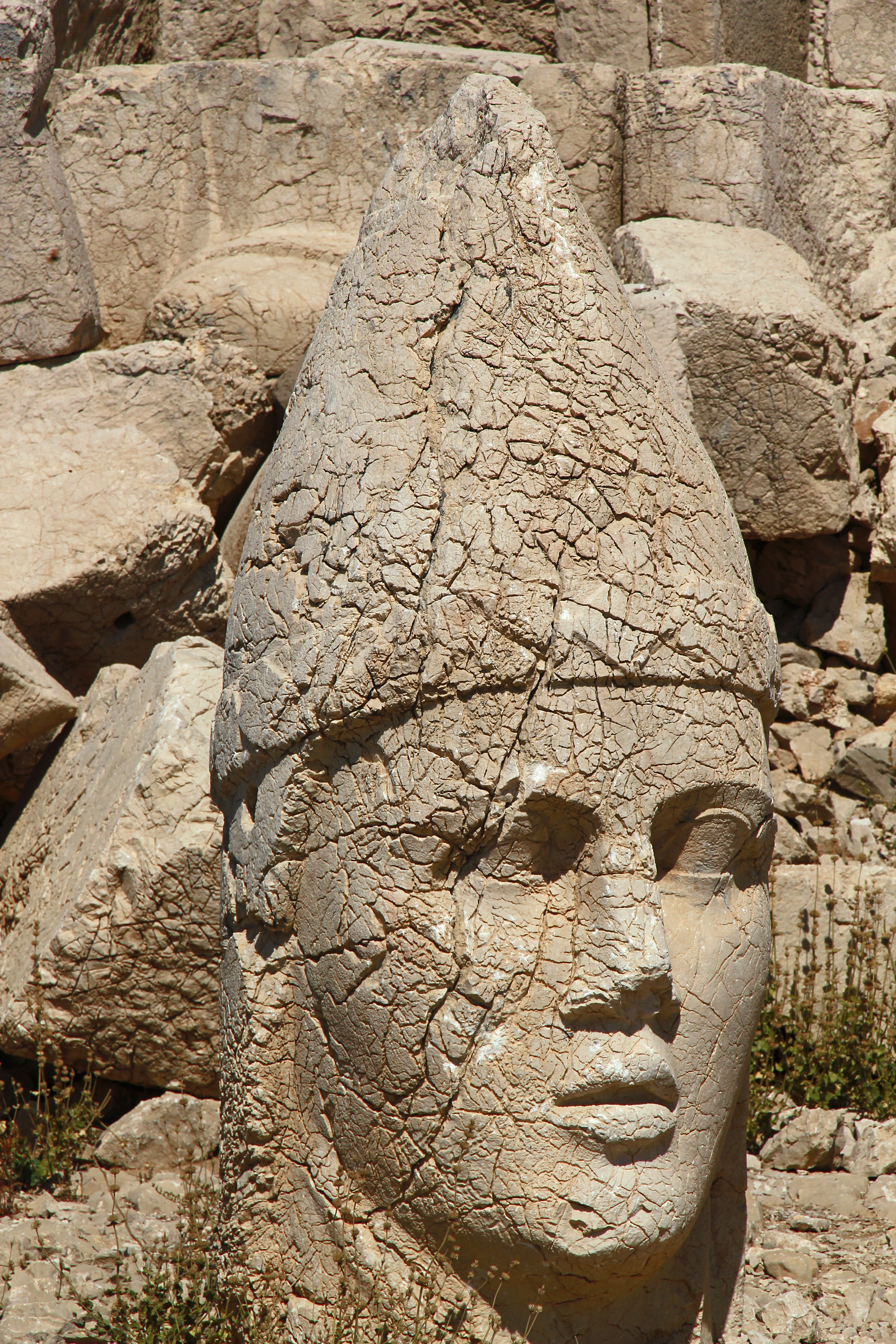
Apollon West
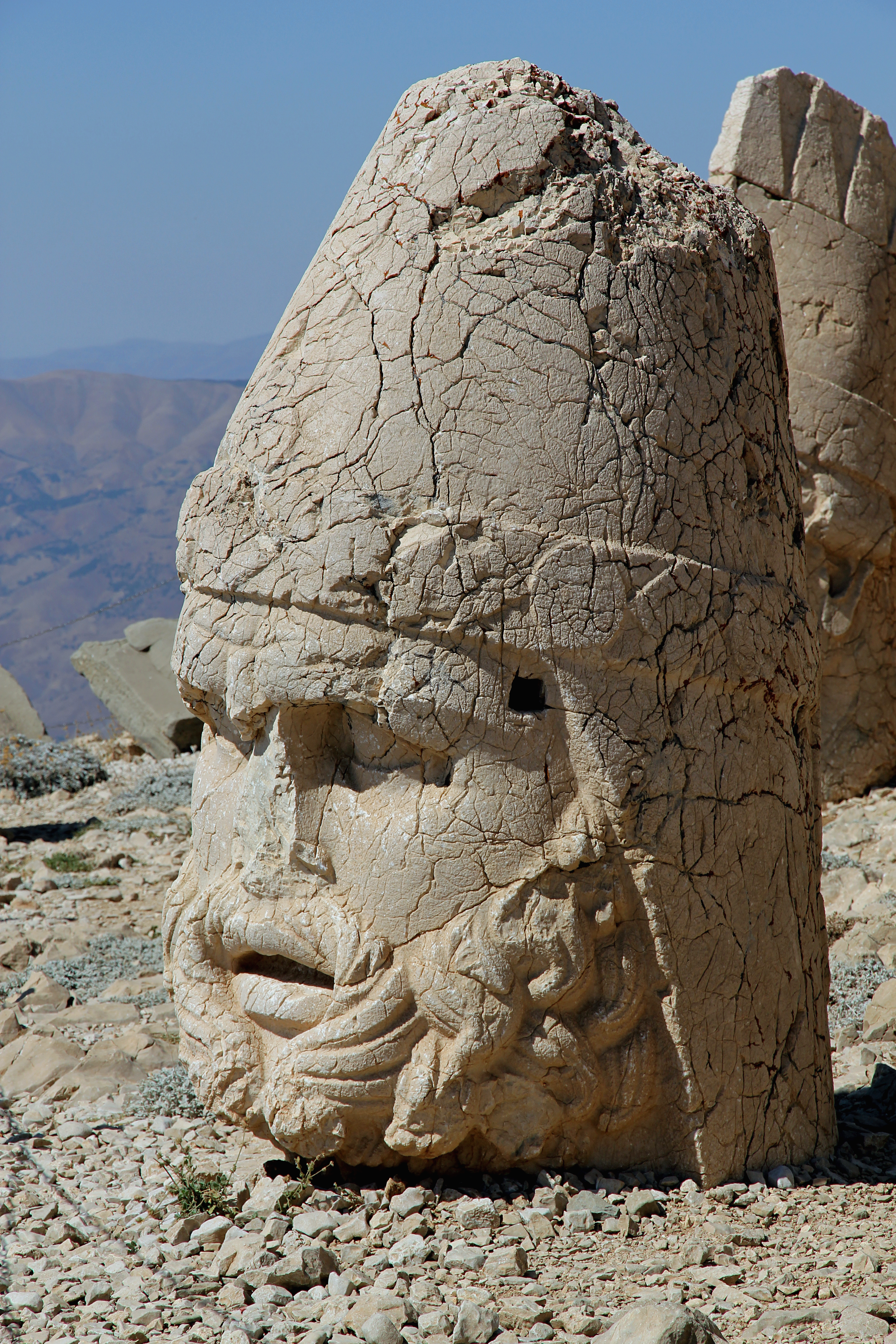
Herakles West
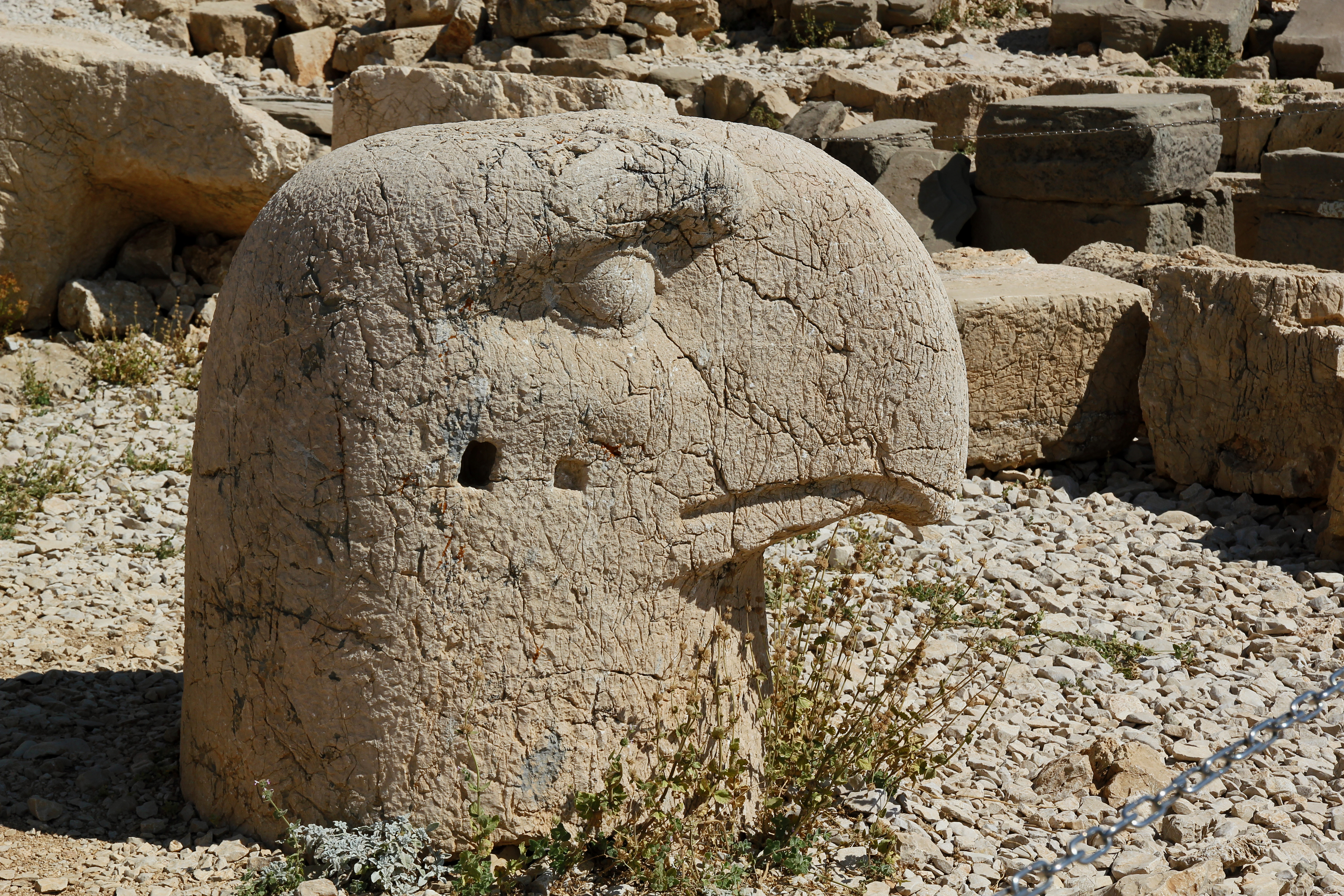
Adlerkopf West

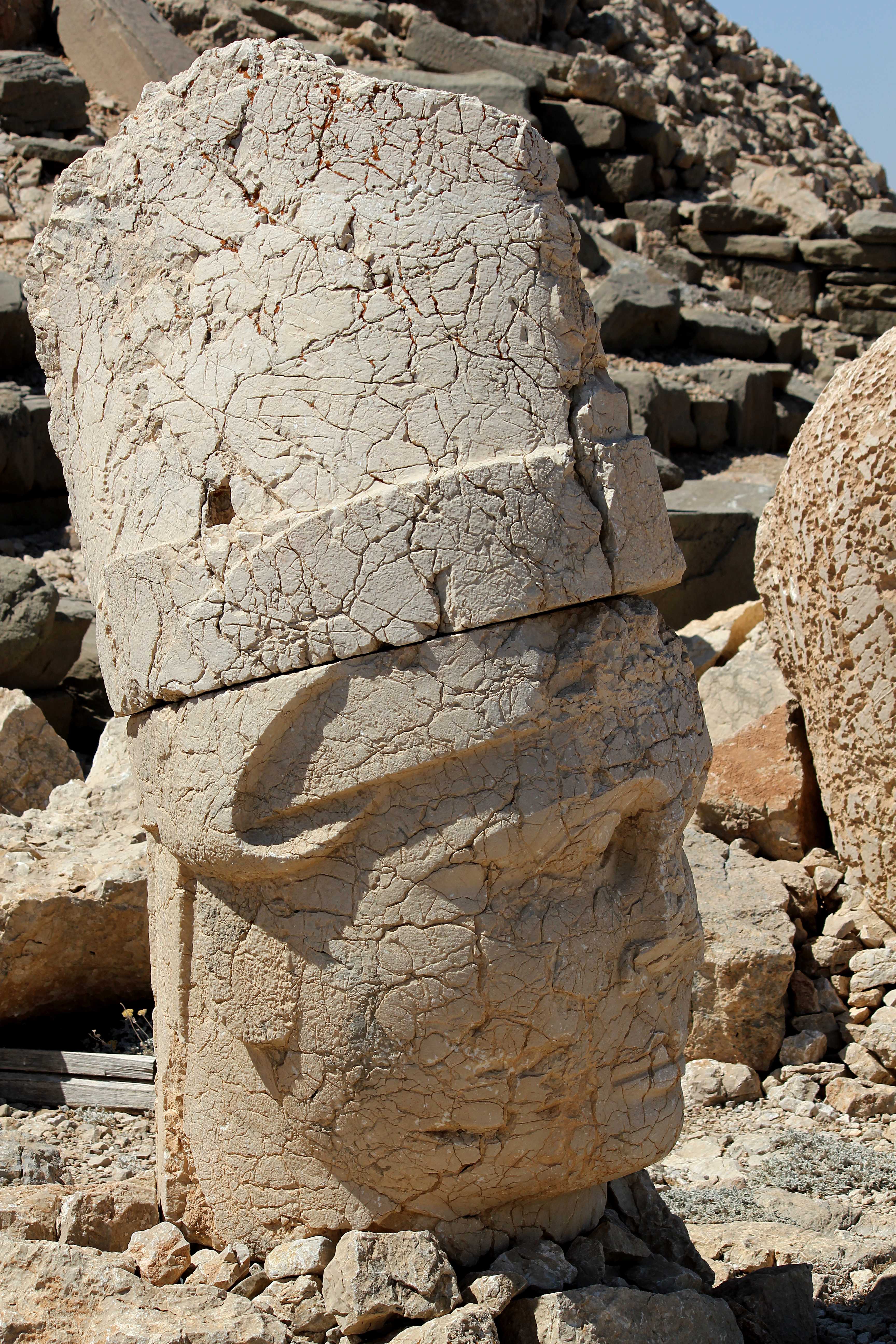
Antiochos Ost
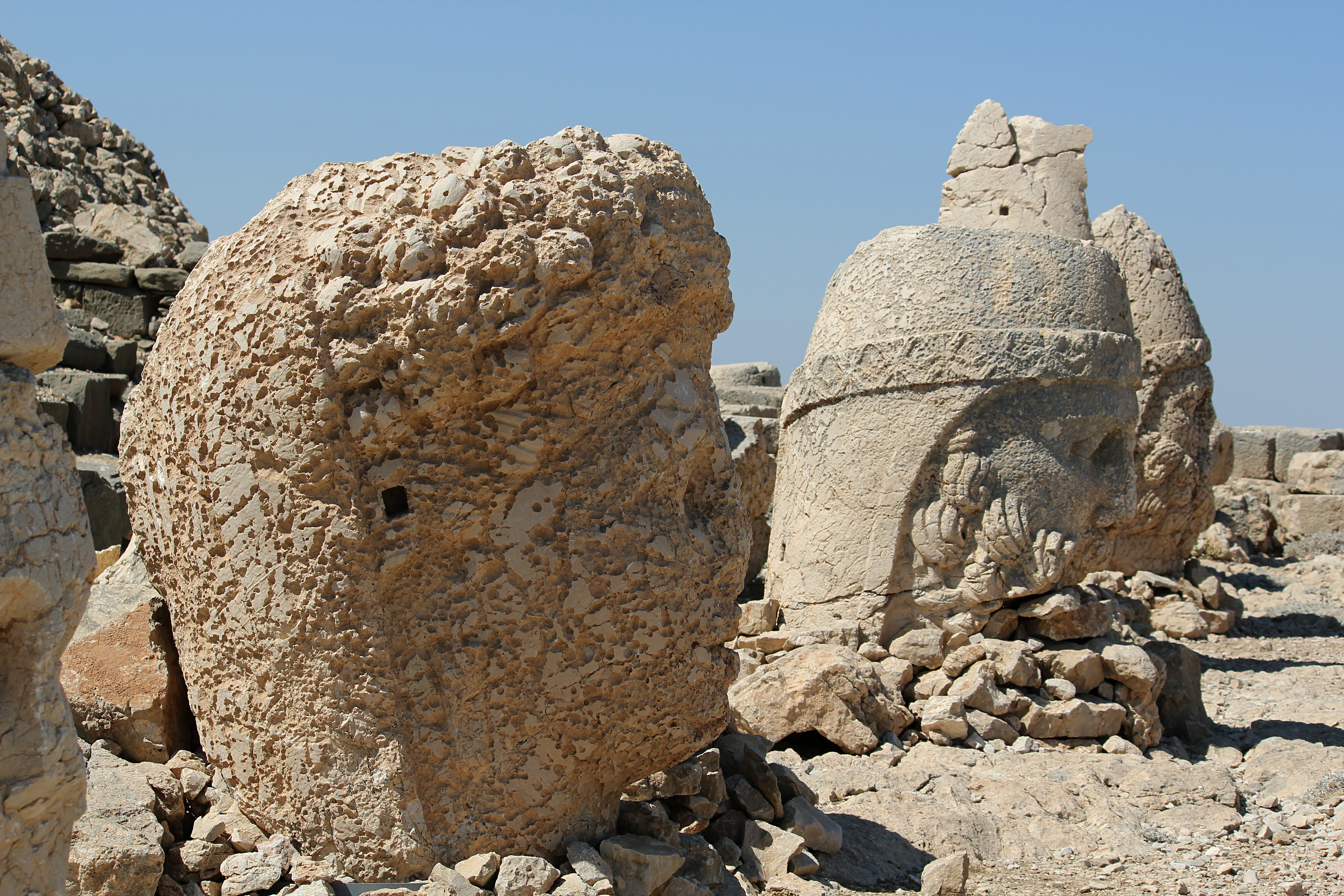
Kommagene Ost
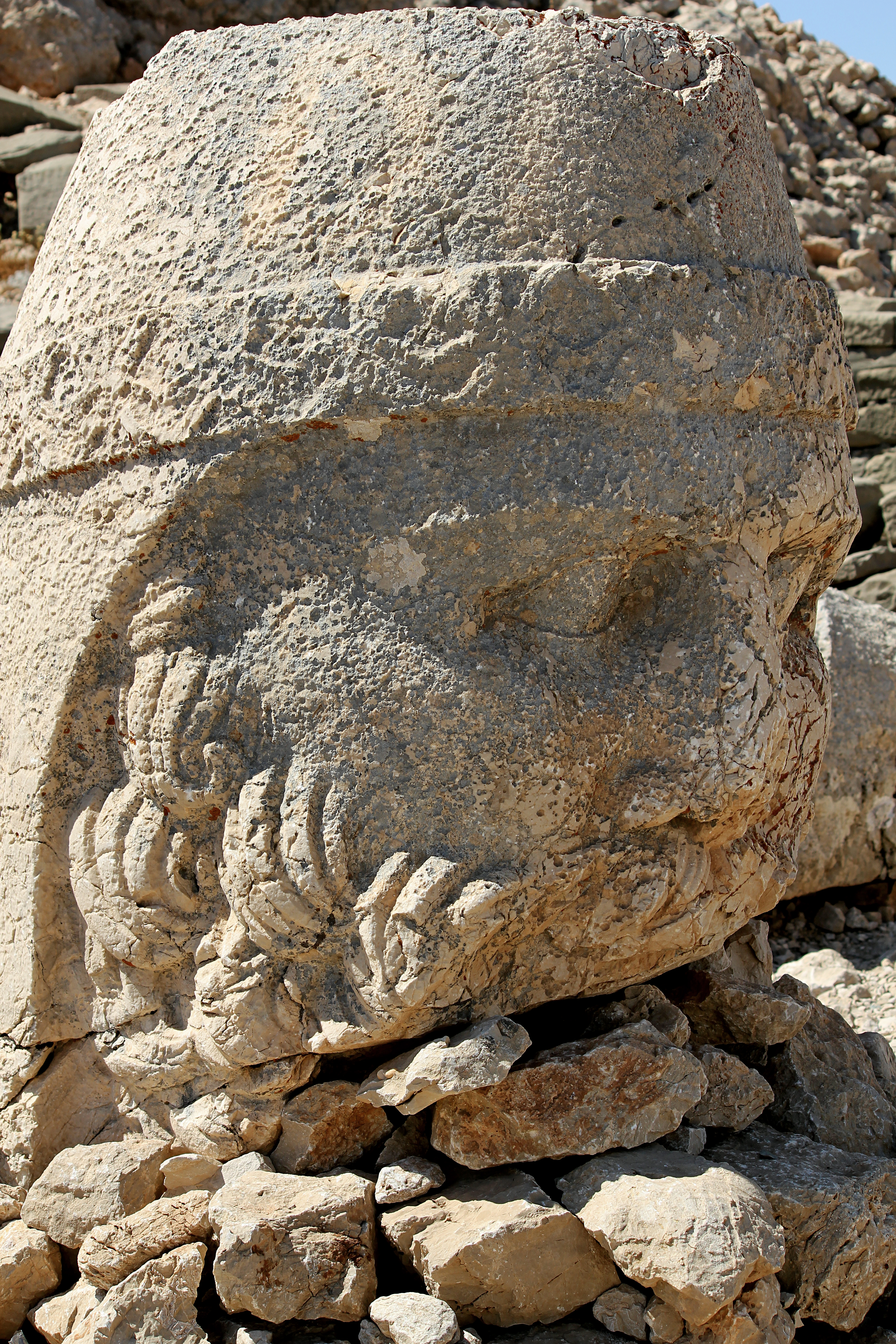
Zeus Ost
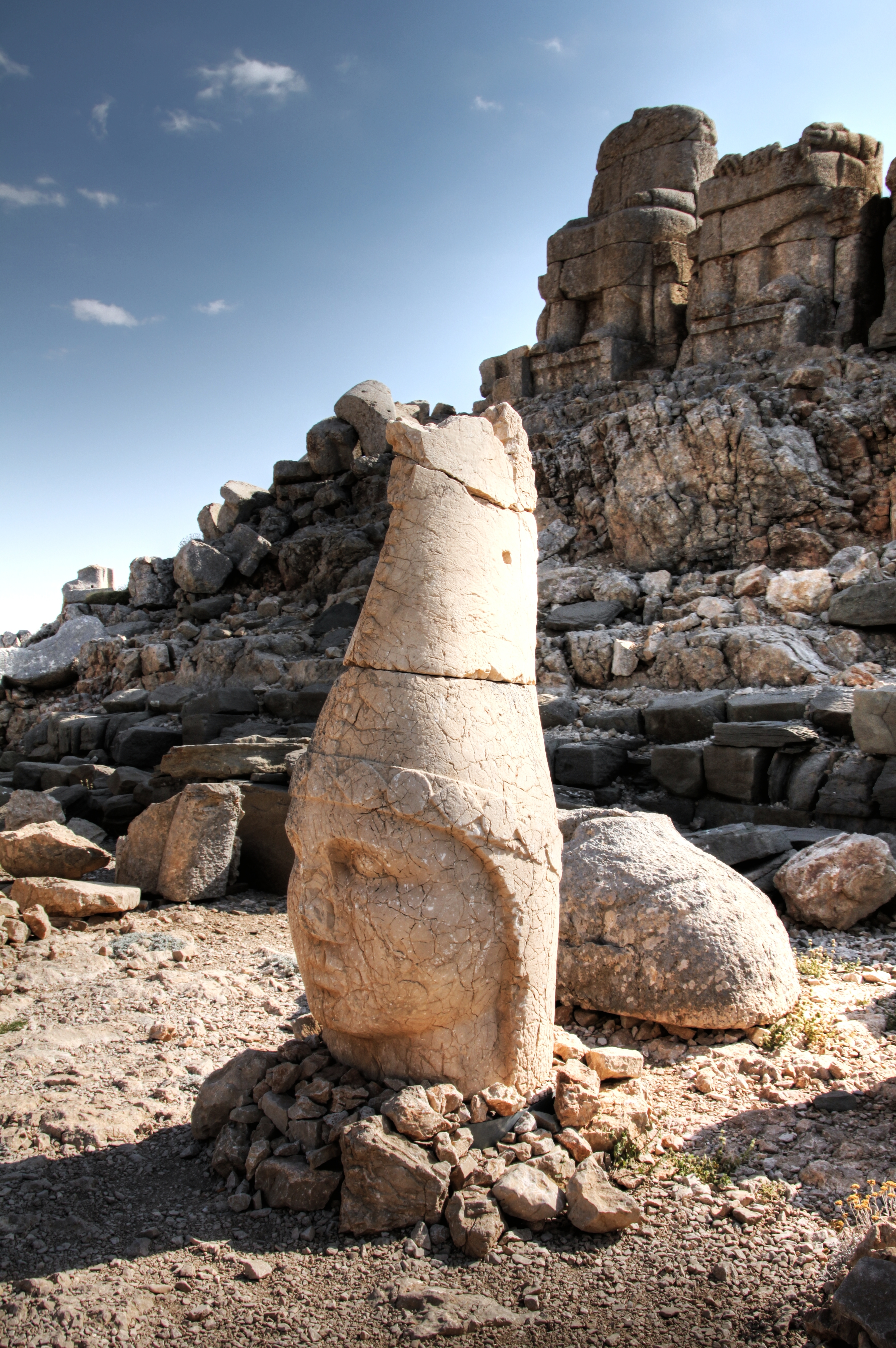
Apollon Ost
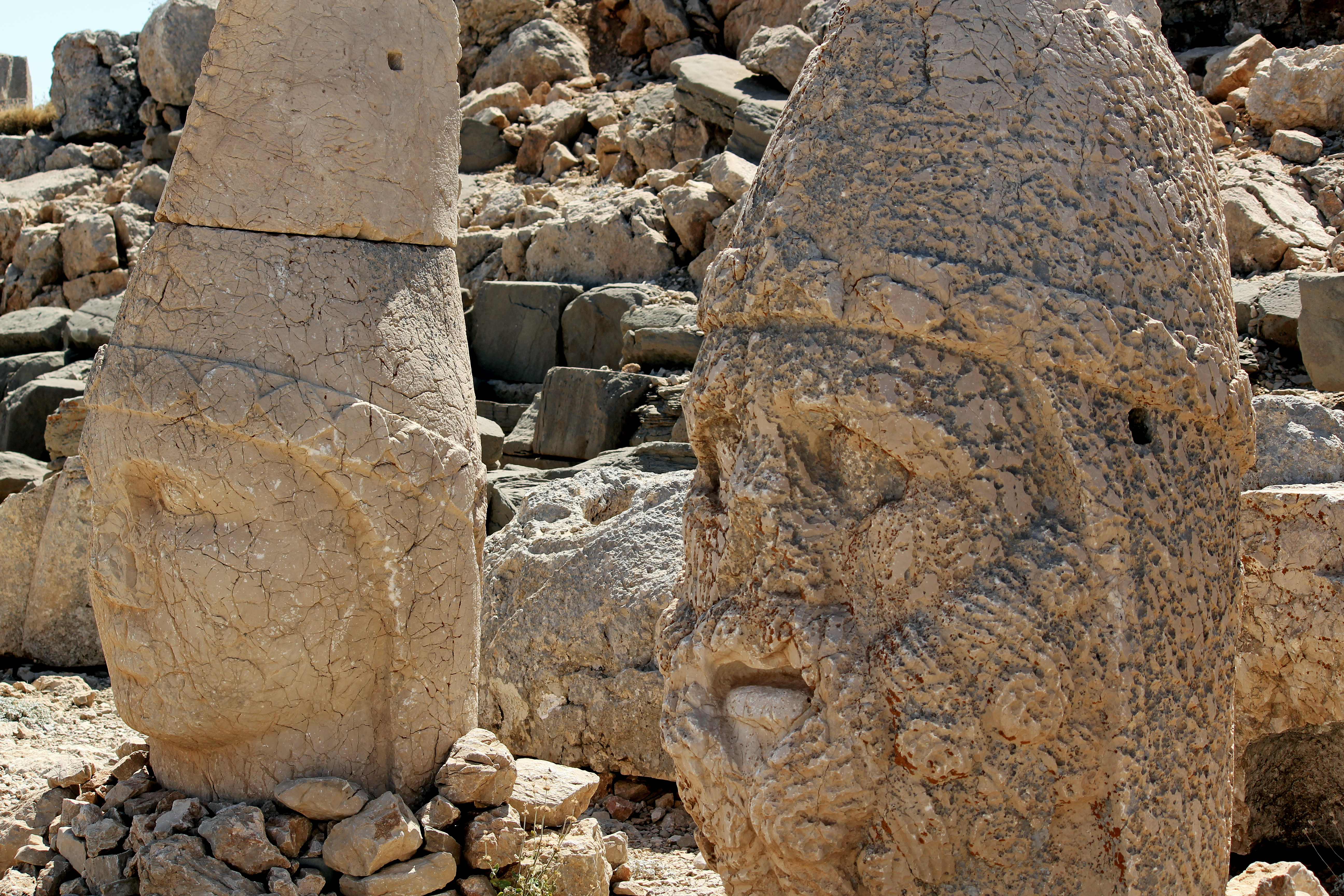
Apollon und Herakles Ost
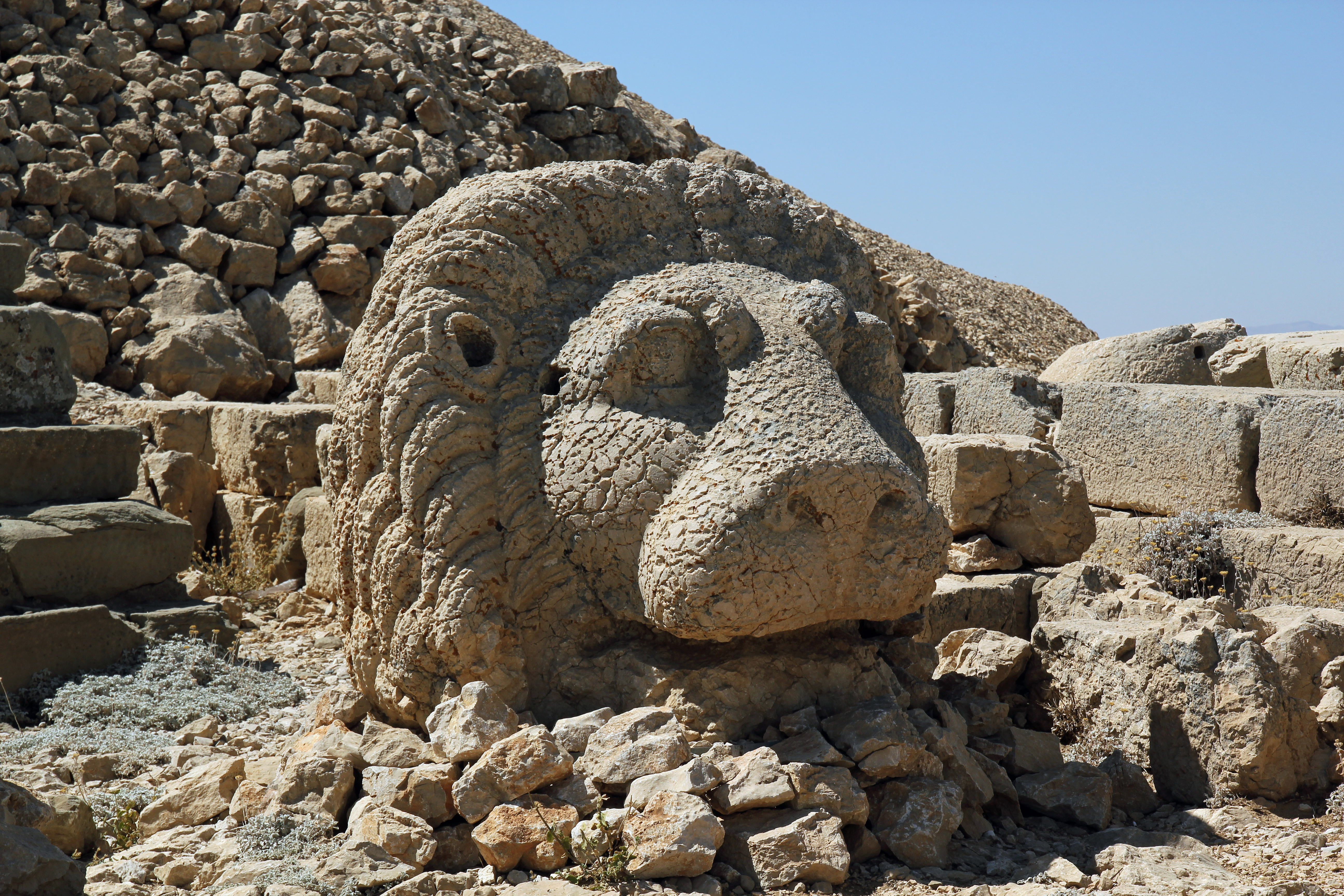
Löwenkopf Ost

### Kultinschrift

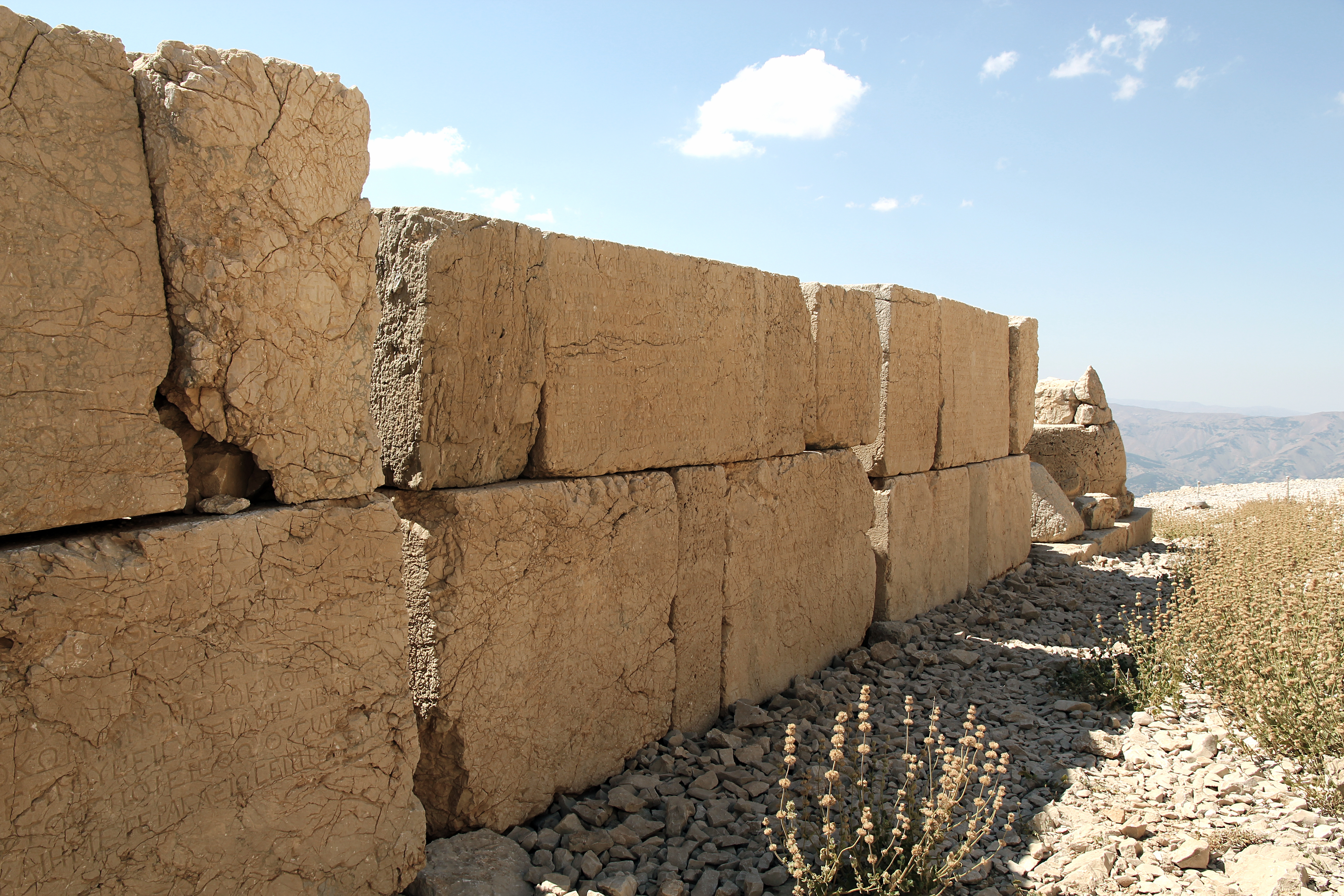
Rückseite der Monumentalstatuen mit Inschrift, Westterrasse

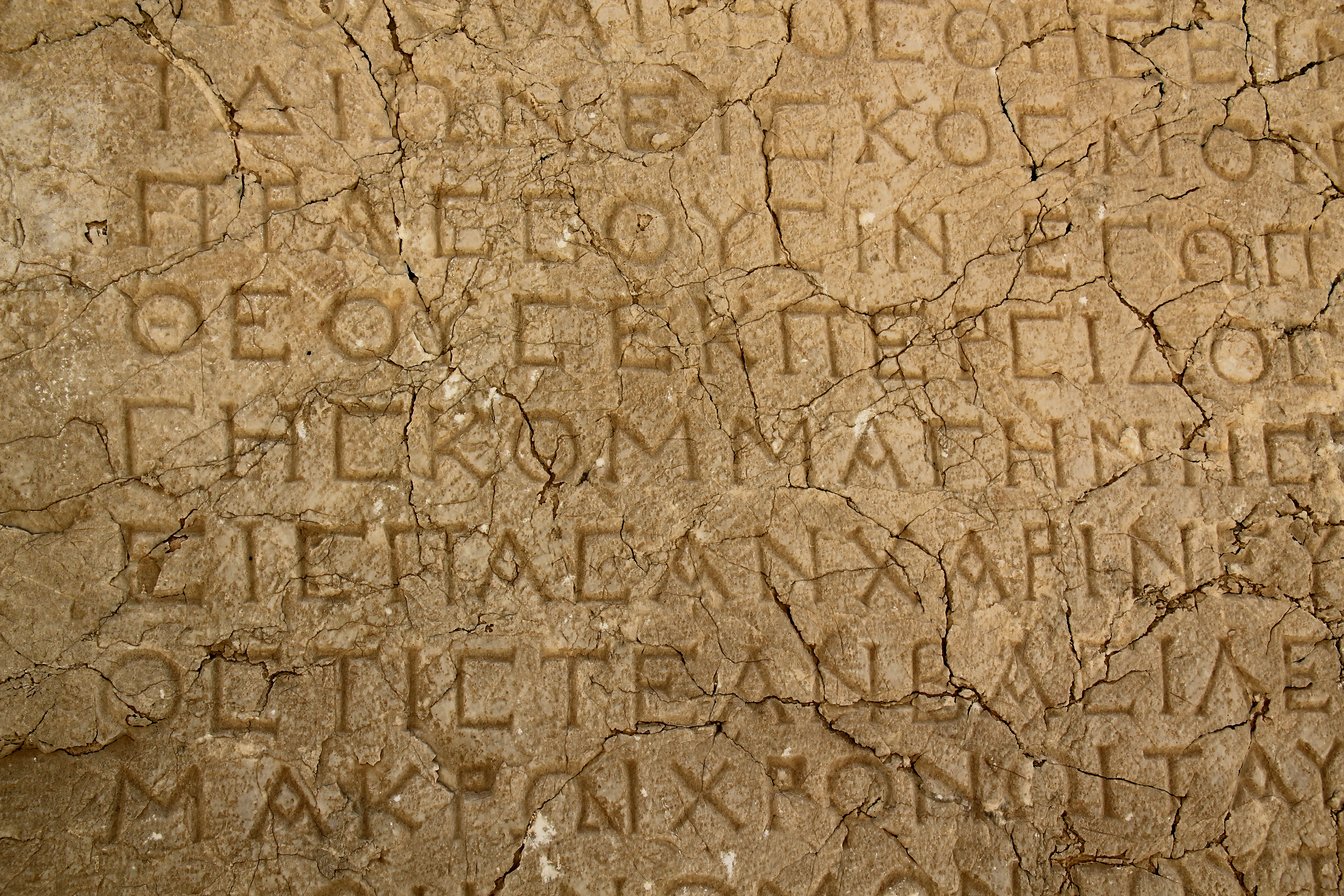
Ausschnitt der Inschrift, Westterrasse

Auf der Rückseite der Throne befindet sich auf beiden Terrassen die große Kultinschrift des Antiochos. Nach einer Überschrift, die der König selbst gibt, wird sie als Nomos-Inschrift (griechisch Νόμος, deutsch Gesetz) bezeichnet. Sie umfasst auf der Westterrasse zwei der Kalksteinblöcke, auf der Ostterrasse ist die Ausführung etwas monumentaler und füllt die unteren drei der Blöcke aus, die den Götterthron bilden. Inhaltlich sind die beiden Texte, von einzelnen Buchstaben abgesehen, identisch, die westliche Version ist besser erhalten, sodass kleinere Fehlstellen des Osttextes damit ergänzt werden konnten.
Antiochos stellt sich in der Inschrift zunächst mit Abstammung und allen Titeln und Epitheta vor:

«[Βασιλεύς μέ]γας ᾿Αντίοχος Θεὸς
Δίκαιος ᾿[Επιφ]αν[ὴς] Φιλορώμαιος καὶ
Φιλέ[λλ]ην, ὁ ἐκ βασιλέως Μιθραδά-
του Καλλινίκου καὶ βασιλίσσης Λαο-
δίκης θεᾶς Φιλαδέλφου τῆς ἐκ βασι-
λέω[ς] Αντιόχου ᾿Επιφανοῦς Φιλο-
μήτορος Καλλινίκου ἐπὶ καθω-
σιομένων βάσεων ασύλοις
γράμμασιν ἔργα χάριτος ἰδίας εἰς
χρόνον ἀνέργραφεν αἰώνιον»

„Der grosse König Antiochos, Gott, der Gerechte, Epiphanes,
Freund der Römer und Hellenen, Sohn des Königs Mithradates
Kallinikos und der Königin Laodike, Göttin, der Bruderliebenden,
Tochter des Königs Antiochos Epiphanes, des Mutterliebenden,
Siegreichen, zeichnete auf geheiligten Thronbasen mit unvergänglichen
Buchstaben Worte der eigenen Huld auf – für ewige Zeiten.“

Im Folgenden beschreibt er sein Leben, wobei er vor allem seine immerwährende Frömmigkeit hervorhebt, die er „für seine treueste Schutzwehr und seine unnachahmliche Wonne“ hält. Aus diesem Grund errichtet er seine Grabstätte sowie eine Stätte der Götterverehrung „rund um den Gipfel der Schluchten des Tauros“. Danach gibt er in dem Nomos Anweisungen für die Durchführung der Kulthandlungen in dem Hierothesion. Der von ihm bestimmte Priester soll an den festgelegten Feiertagen persische Gewänder anlegen und seine Helfer mit goldenen Kränzen bekrönen. Auf den Altären sollen Opfer an Kräutern, Weihrauch, Wein und Speisen dargebracht werden. Die versammelte Volksmenge soll zuvorkommend empfangen werden und bei einem genussreichen Fest mit Speisen und Getränken versorgt sowie mit Musik unterhalten werden. Weiter legt er fest, dass die von ihm für die Feierlichkeiten vorgesehenen Personen für alle Zeiten von niemandem versklavt oder anderweitig verkauft werden dürfen. Die für die Versorgung der Festlichkeiten zuständigen Dörfer, „die ich als unantastbaren Besitz der Götter geweiht habe“, dürfen nicht angegriffen oder geschädigt werden. Er schließt mit der Drohung des unversöhnlichen Zorns der Götter sowie der vergöttlichten Ahnen für jeden, der dieser Anordnung zuwiderhandelt. Ebenso soll den Folgsamen die ewige Huld der Götter sicher sein.
Der Klassische Philologe Eduard Norden bezeichnet die Inschrift als „das bedeutendste Denkmal griechischer Prosa einer Zeit, aus der sonst so gut wie nichts erhalten ist“.

### Dexiosisreliefs

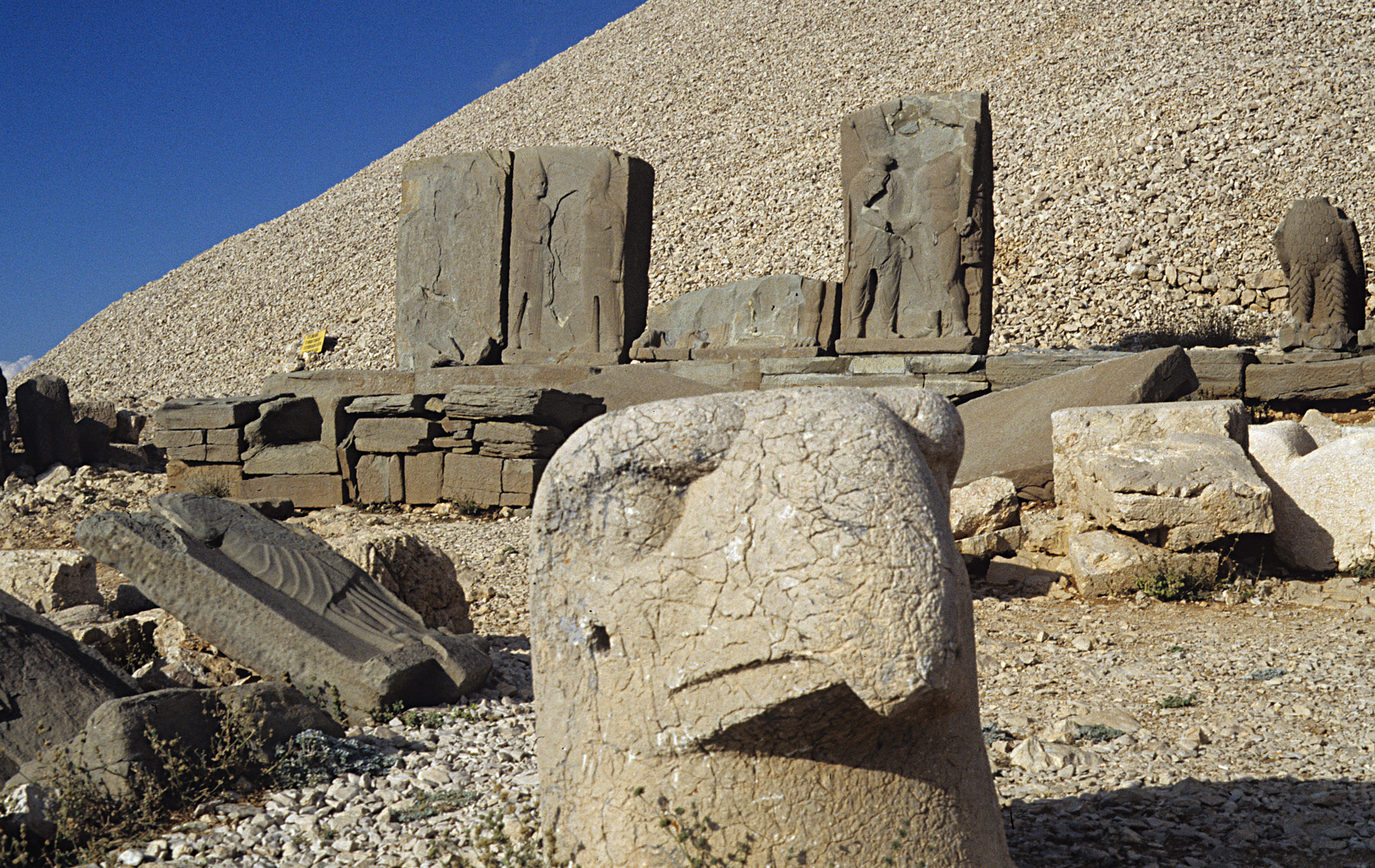
Teilweise aufgestellte Dexiosisreliefs der Westterrasse 1996, von links Kommagene, Apollon, Reste der Zeusstele, Herakles. Das Löwenhoroskop fehlt.

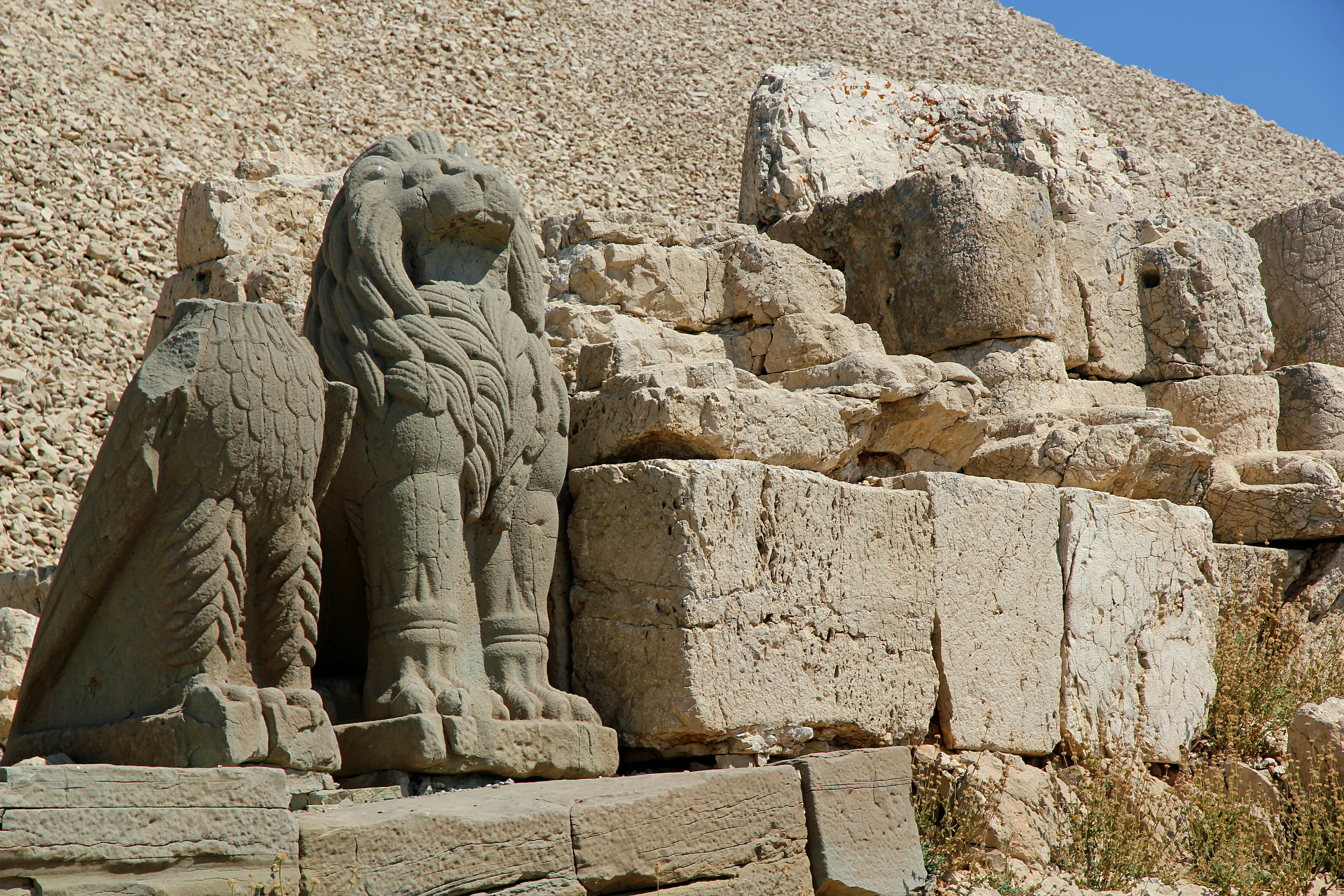
Die Dexiosisreihe abschließende Figuren von Adler und Löwe, Westterrasse

Eine Reihe von fünf Stelen befand sich im Osten vor den Monumentalstatuen auf einem Podium, vor dem ein 0,85 Meter hoher Altarblock von 2,50 × 1,50 Metern stand. Im Westen schlossen die entsprechenden Skulpturen sich rechts (nördlich) an die Sitzstatuen an. Im ersten Relief ist nicht die für Dexioseis typische Handreichung zu sehen, vielmehr streckt die Landesgöttin dem König die Rechte mit den Früchten des Landes entgegen. Die nächsten drei sind echte Dexiosisreliefs, die den Erbauer Antiochos beim Handschlag mit seinen Mitgöttern zeigen. Die fünfte, rechte Stele ist als Löwenhoroskop bekannt. Die Reihe wird wie die Großstatuen von je einem Löwen und einem Adler flankiert. Von den Stelen und Figuren sind auf der Ostterrasse nur eine geringe Zahl von kleinen Fragmenten erhalten, während im Westen teilweise fast komplette Stelen oder zumindest mehr und größere Bruchstücke vorgefunden wurden. Die folgende Beschreibung bezieht sich demgemäß auf die westlichen Reliefs. Die Stelen waren 2011 bis auf einen kleinen Teil der Zeusdexiosis am Nemrut Dağı nicht zu sehen. Alle Personenreliefs besitzen auf der Rückseite eine Inschrift, die den König mit Titulatur und die jeweils dargestellte Gottheit nennt.

#### Antiochos-Kommagene

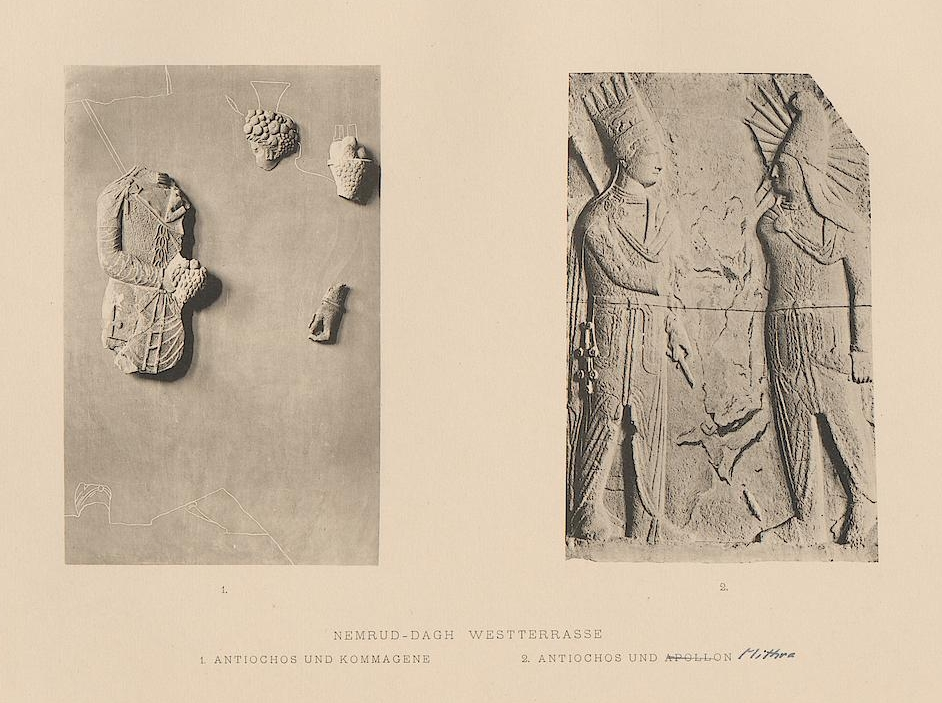
Rekonstruktion der Dexiosisreliefs von Antiochos mit Kommagene und Apollon auf der Westterrasse von Humann und Puchstein (1890)

Das erste Relief zeigt König Antiochos mit der Landesgöttin Kommagene. Es ist etwa 2,65 Meter hoch und 1,50 Meter breit. Der Oberkörper des links stehenden Königs ist frontal dargestellt, der nach rechts gewandte Kopf im Profil. Kommagenes Körper ist ihm leicht zugewandt, der Kopf ist seitlich gezeigt. Sie streckt ihm die rechte Hand entgegen und bietet ihm die Früchte des Landes an, in der linken hält sie ihr Füllhorn. Antiochos trägt die armenische Tiara, die mit einem von Früchten, Blumen und Blättern umrahmten Löwen verziert ist und deren oberer Teil fehlt. Die hochgekippten Ohrenklappen sind ebenfalls floral verziert, das über der Tiara getragene Diadem zeigt mehrere schreitende Löwen. Der Oberkörper ist mit einem Umhang bekleidet, der auf der rechten Schulter von zwei herzförmigen Broschen gehalten wird, die mit einem Adler dekoriert sind. Darunter kommt ein Harnisch zum Vorschein, bestehend aus Rauten, die mit sechsstrahligen Sternen verziert sind. Er ist vorn offen und wird mit Schnüren zusammengehalten. An den Armen ist ein Hemd erkennbar, eine um die Hüfte geschlungene Schärpe hält einen Rock, der bis auf die persischen Stiefel reicht und typisch für kommagenische Herrscherkleidung ist. Darunter sind Hosen zu sehen, die in den Stiefeln stecken. An der rechten Seite trägt der König sein Schwert, dessen Scheide mit vierblättrigen Rosetten geschmückt ist. Von dem in der linken Hand gehaltenen Szepter ist nur der eiförmige obere Teil erhalten, der mit Blättern umwickelt ist.
Die Göttin trägt einen bis zu den Knien reichenden Chiton, darüber ein Himation. Dieses lässt die rechte Brust frei und ist über der linken zu einem Knoten gebunden. Von den zurückgekämmten Haaren fallen Locken über die Ohren und bis auf die Schultern. Darüber trägt sie einen schweren Kranz aus Früchten, darunter Trauben, Äpfel und Zitronen, darüber erhebt sich ein Kalathos. Im linken Arm hält sie ihr nach unten spitz zulaufendes Füllhorn, aus dem oben wiederum Früchte hervorquellen.
Ein Teil des Reliefs, der den Körper des Königs und Kopf sowie Oberteil des Füllhorns der Kommagene enthält, befindet sich in den Berliner Museen. Er wurde von Humann und Puchstein, den beiden ersten westlichen Archäologen, die den Berg erforschten, dorthin verbracht, nachdem sie das Relief ein Jahr nach ihrem ersten Besuch 1882 stark beschädigt vorgefunden hatten. Weitere Teile, darunter Torso der Göttin und Füße des Antiochos wurden 1954 von Goell und Dörner gefunden und zusammengesetzt.

#### Antiochos-Apollon
Das etwa 2,30 Meter hohe Relief ist bis auf einen Streifen zwischen den beiden Dargestellten weitgehend erhalten, der zweifellos vorhandene Handschlag fehlt. Die Tiara ist hier vollständig, sie zeigt die fünf Spitzen der armenischen Variante, jede oben mit einer Kugel verziert. Die Spitzen sind mit Palmetten geschmückt, die hochgebundenen Seitenklappen mit Lorbeerbündeln. Das Schwert wird hier links getragen, sodass lediglich der Griff zu sehen ist. In der linken Hand hält der König das lange Szepter. Dessen oberes Ende, das hinter seiner rechten Schulter zu sehen ist, ist mit einer Kugel versehen, das untere Ende, vor den Füßen Apolls, mit perlstabartigen Ornamenten. Der Rest der Kleidung und Ausstattung entspricht etwa der auf der ersten Dexiosis.
Apollons Kopfbedeckung ist die persische Tiara mit nach vorn gekippter Spitze und herabhängendem Nacken- und Seitenschutz, ganzflächig mit Sternen verziert. Das darübersitzende Diadem hat abwechselnd Kreise und Rauten als Schmuck. Hinter dem Kopf ist ein Strahlenkranz mit einem Durchmesser von etwa 50 Zentimetern zu sehen, der seine Funktion als Sonnengott deutlich macht. Die Strahlen reichen zum Teil über den Rand des Reliefs hinaus. Seine Bekleidung besteht aus einem eng anliegenden Hemd mit einem übergeworfenen Umhang, der vor der rechten Schulter von einer runden Brosche zusammengehalten wird. Er lässt die Brust frei und ist zwischen den Beinen wieder bis auf Knöchelhöhe sichtbar. Hosen und Stiefel entsprechen denen des Königs. Um den Hals liegt ein geflochtenes Halsband, am linken Handgelenk ist ein Armreif erkennbar. Die linke Hand hält den Barsom.
Das Relief ist verhältnismäßig flach ausgearbeitet, die Gesichter auffällig glatt. Eine ähnliche Darstellung Antiochos’ mit derselben Gottheit fand sich in Arsameia am Nymphaios, dort wird der Gott allerdings als Mithras-Helios-Apollo-Hermes bezeichnet.

#### Antiochos-Zeus

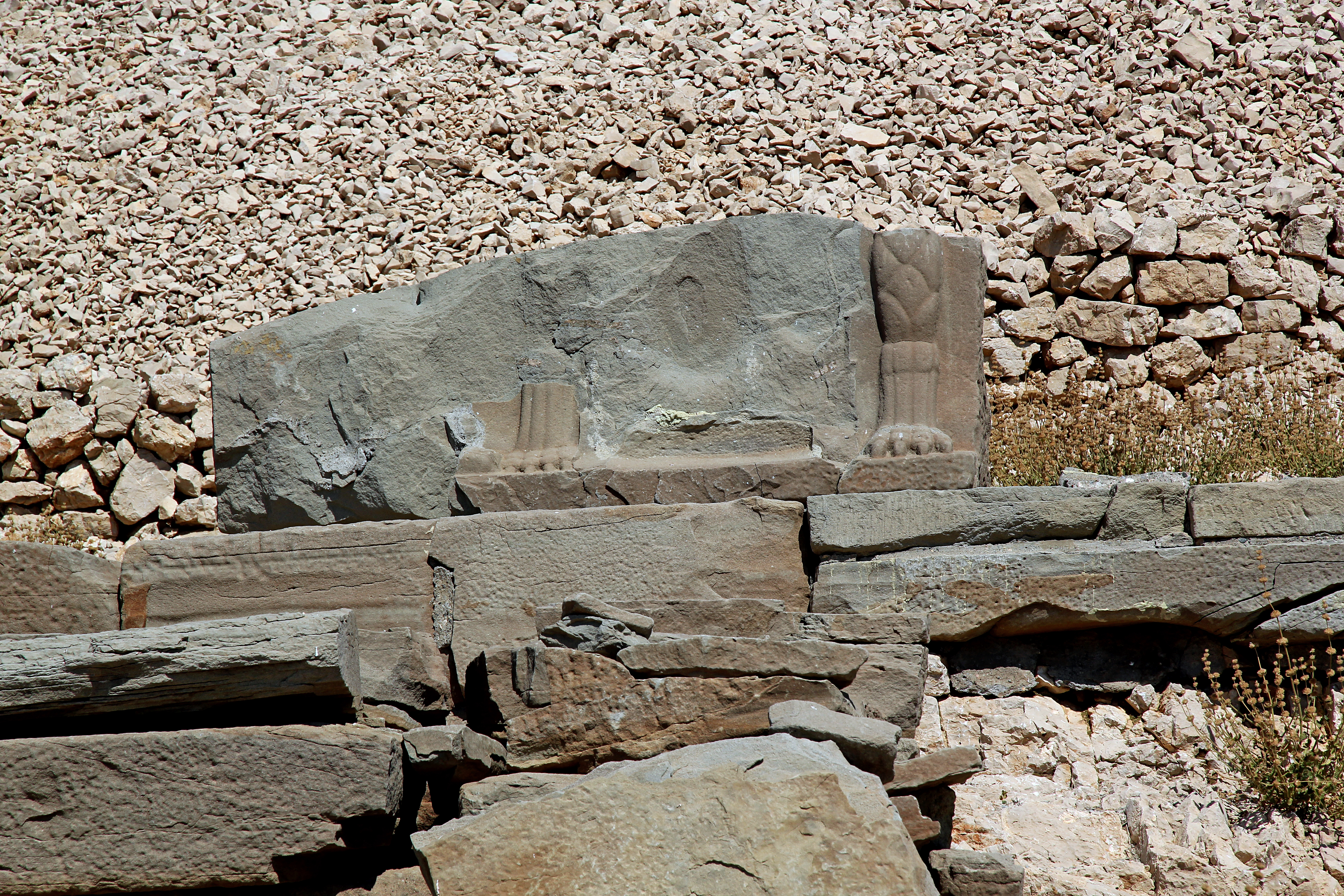
Unterteil der Zeusdexiosis auf der Westterrasse 2011

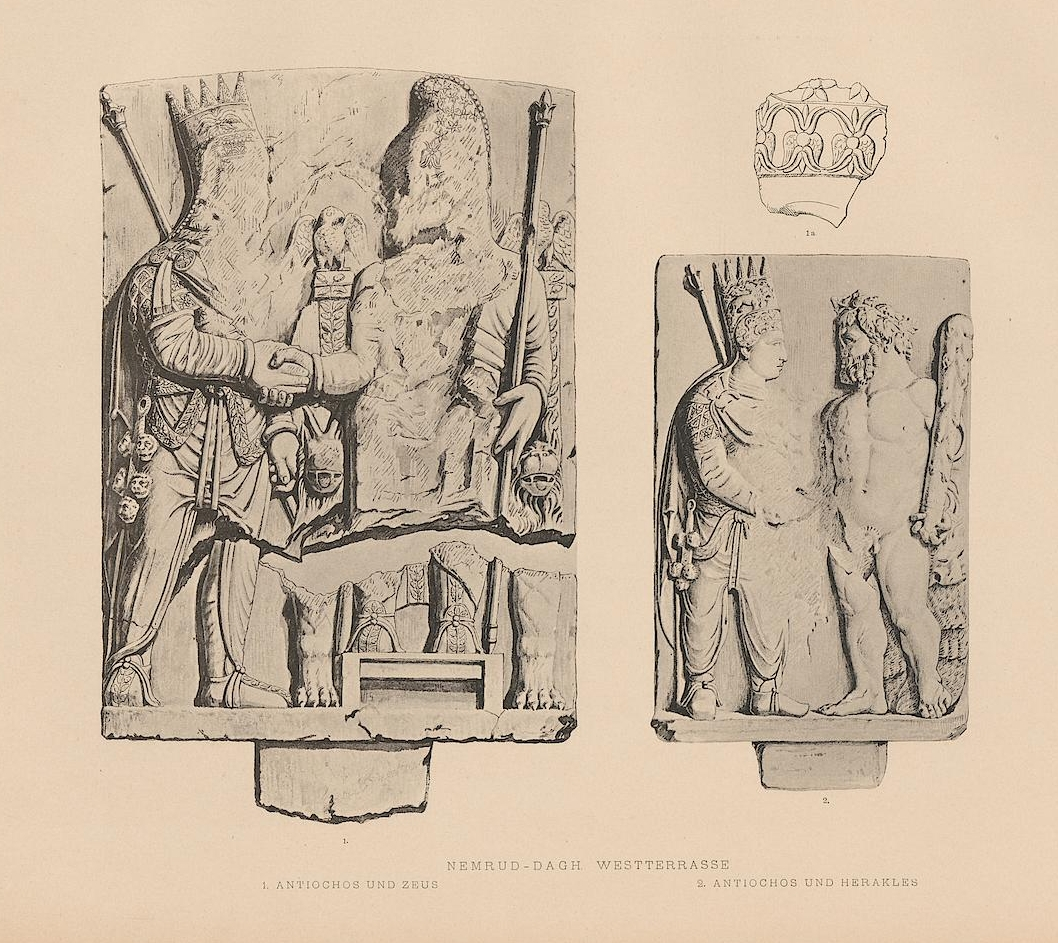
Rekonstruktion der Dexiosisreliefs von Antiochos mit Zeus und Herakles auf der Westterrasse von Humann und Puchstein (1890)

Die Zeusdexiosis überragt mit über drei Metern die Reihe der Reliefstelen deutlich. Sie ist auf etwa einem Viertel der Gesamthöhe durchgebrochen, zwischen Ober- und Unterteil besteht eine Lücke. Die Oberflächen des Zeuskörpers und von Antiochos’ Gesicht sind großflächig weggebrochen. Das Bild zeigt links Antiochos stehend und frontal, den Kopf nach rechts gewandt, während Zeus auf einem ebenfalls frontal abgebildeten Thron sitzt, den Kopf dem König zuwendet und ihm die Hand reicht. Die Darstellung der Königsfigur entspricht größtenteils derjenigen von den anderen Dexioseis. Unterschiede zeigen sich lediglich in der Dekoration verschiedener Kleidungs- und Ausstattungsstücke, so sind die Tiara und das Diadem hier mit geflügelten Blitzbündeln geschmückt, auch Eichenblätter und -zweige tauchen häufig als Ornamente auf. Das links gehaltene Szepter ist in gutem Erhaltungszustand hinter der Schulter zu sehen. Das Schwert hängt hier auf der rechten Seite, an der Scheide konnten Humann und Puchstein neben Eichenverzierungen noch Löwenköpfe erkennen.
Die Kleidung des Zeus lässt sich schwieriger rekonstruieren, sicher zu erkennen sind die nach vorn gekippte, sternengeschmückte persische Tiara und das mit Blitzbündeln versehene Diadem. Auch hier taucht das bei Antiochos beschriebene Eichenlaub wieder auf. Während die Kopfbedeckung eher auf den altpersischen Ahura Mazda verweist, ist die Oberbekleidung eindeutig griechisch. Sie besteht aus Chiton und Himation, darunter eng anliegende Hosen und Stiefeln, die wieder das Eichenblattmotiv aufweisen. Er sitzt auf einem Thron mit einer davorstehenden Fußbank. Die Beine des Thrones sind unten als Löwenpranken dargestellt, die oben an den Lehnen in einer lockigen Mähne und Löwenköpfen enden. Die Pfeiler, die rechts und links von der Rückenlehne sichtbar sind, sind mit den obligatorischen Eichenblättern geschmückt und werden von je einem Adler bekrönt, der aufrecht mit ausgebreiteten Flügeln darauf sitzt. Die beiden Vögel wenden sich die Köpfe zu. In der linken Hand hält der Gott ein Szepter, das auf der Fußbank steht. Das obere Ende ähnelt dem des Königs.

#### Antiochos-Herakles
Die letzte Dexiosis hat eine Höhe von 2,17 Metern. Sie ist recht gut erhalten, es fehlen Teile zwischen den beiden Personen, der rechte Arm des Herakles und der linke des Königs sowie der Handschlag. Das Gesicht des Antiochos ist verschwunden, aber durch ein Foto von Hamdi Bey bekannt. Vom Gesicht des Herakles fehlen kleinere Teile. Die Kleidung des Antiochos ist vergleichbar mit der von den anderen Reliefs. Die Tiara ist hier wieder, wie beim Kommagene- und dem Apollonrelief, mit schreitenden Löwenfiguren verziert, ebenso das Diadem. Umhang, Hemd, Hosen und Schuhwerk entsprechen den beschriebenen Mustern. Auch bei Szepter und Schwert sind keine bemerkenswerten Unterschiede festzustellen, die Scheide ist hier floral geschmückt.
Herakles hebt sich von allen abgebildeten Figuren dadurch ab, dass er vollständig nackt ist. Er hat auf dem Kopf ein Gebinde aus Weinblättern, seinen bekannten Löwenfellumhang trägt er über dem linken Arm. Der herabhängende Kopf und die Pranken des Löwen sind sehr detailliert herausgearbeitet. In der linken Hand hält der Gott aufrecht eine knorrige Keule, die bis zur Höhe des Kopfes aufragt. Der Körper ist muskulös, das Gesicht bärtig.

#### Bedeutung der Dexioseis
Über die Bedeutung der Dexiosisreliefs herrscht keine vollständige Klarheit. Aus zahlreichen Beispielen, die es schon seit dem 9. Jahrhundert v. Chr. gibt, ist bekannt, dass das Hauptgewicht bei der rechten Person liegt. Diese hat mit dem Handschlag seinem Gegenpart etwas zu geben. Da es in den kommagenischen Reliefs immer die Gottheit ist, die rechts steht, scheint sie dem König ihre Huld zu gewähren, ihm vielleicht seine Herrschaft zu verleihen. Sicherlich handelt es sich um Begrüßungsszenen. Puchstein sieht darin ein Zeichen der Apotheose des Königs, indem dieser von den Göttern der Reihe nach als einer ihresgleichen begrüßt und damit in ihre Reihen aufgenommen wird. Helmut Waldmann, der 1973 die kommagenischen Königsinschriften neu bearbeitete und herausgab, sieht umgekehrt Antiochos in der Rolle des Begrüßenden, der über die Dexiosisreliefs im Land kundtut, dass er ebendiese Götter begrüßt und mit ihnen den Götterkreis seiner Religion bildet. Theresa Goell sieht Parallelen unter anderem zu den älteren hethitischen Reliefs von Tudhalija IV. in der Umarmung durch seinen Schutzgott Šarruma in Yazılıkaya oder des Königs Warpalawa von Tuwana in İvriz, der dem Gott Tarḫunna gegenübersteht. In Verbindung mit dem in den Inschriften geäußerten Wunsch des Königs, auf ewig in die himmlischen Sphären aufgenommen zu werden, tendiert sie daher zur Deutung als Apotheose.

### Löwenhoroskop

#### Beschreibung

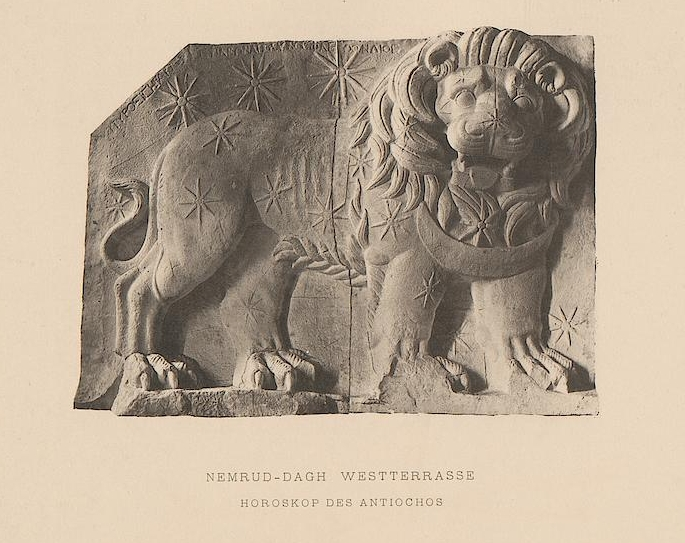
Abguss des Löwenhoroskops von Karl Humann, 1883, in den Staatlichen Museen zu Berlin

Das letzte Relief in der Reihe der Dexioseis ist das Löwenhoroskop. Von der Stele auf der Ostterrasse sind nur Fragmente gefunden worden, sie wird auf eine Breite von 2,32 und eine Höhe von 1,70 Metern geschätzt. Das Monument auf der Westterrasse wurde von Humann und Puchstein in nahezu unbeschädigtem Zustand gefunden, es misst 2,40–2,42 Meter in der Breite und 1,75–1,84 Meter in der Höhe. Sie nahmen einen Abdruck, der sich heute in den Staatlichen Museen zu Berlin befindet. Das seitdem stärker angeschlagene Relief war 2011, wie auch die Dexiosisreliefs, nicht mehr vor Ort aufgestellt.
Das Bild zeigt einen nach rechts schreitenden Löwen, dessen Kopf dem Betrachter zugewandt ist. Vor allem der Kopf und die kräftigen, muskulösen Beine ragen skulpturartig weit aus dem Relief hervor. Aus dem geöffneten Maul hängt die Zunge zwischen zwei Reißzähnen über das Kinn, darüber sind Barthaare auf dem Oberkiefer eingraviert. Über den weit offenen Augen umfängt den Kopf eine mächtige Mähne, auch an den Beinen und am Bauch sind Haarbüschel zu sehen. Der Schwanz hängt am rechten Hinterbein herab und kringelt sich wieder nach oben. Der gesamte Körper und Teile des Hintergrunds sind mit achtstrahligen Sternen bedeckt, auf der Brust liegt eine Mondsichel. Über dem Rücken des Tieres findet sich eine Reihe von drei Sternen mit 16 Strahlen, die in darüberliegenden Inschriften namentlich bezeichnet werden.

#### Deutung
Die 19 über den Löwenkörper verteilten Sterne bilden unzweifelhaft das Sternbild des Löwen. Es entspricht bis auf eine unwesentliche Abweichung der Beschreibung in den Katasterismen (Sternentstehungssagen) des Eratosthenes. Die Mondsichel auf der Brust steht somit nahe dem Hauptstern Leonis α. genannt Regulus (griechisch Βασιλίσκος, deutsch kleiner König) des Sternbilds, der Königsstern genannt wird. Die drei Sterne über dem Löwenrücken sind wie folgt beschriftet:
- Der linke Stern trägt die Bezeichnung Πϋρόεις ῾Ηρακλέους, „der Feurige des Herakles“, eine Bezeichnung des Planeten Mars. Da Mars der römische Name des Kriegsgottes Ares ist, ist hier die Beziehung zu dem Gott Artagnes-Herakles-Ares erkennbar.
- An dem mittleren Stern ist die Beschriftung Στίλβων ᾿Απόλλωνος, „der Glänzende des Apollon“, zu lesen, die den Planeten Merkur bezeichnet und über den griechischen Namen Hermes des römischen Gottes Merkur im kommagenischen Götternamen Apollon-Mithras-Helios-Hermes vertreten ist.
- Die Inschrift am dritten Stern der Reihe lautet Φαέθων Διός, „der Scheinende des Zeus“, weist auf den Planeten Jupiter und den Hauptgott Zeus-Oromasdes.

Dies führt zu der einmütig vertretenen Meinung, dass auf dem Relief eine Sternenkonstellation dargestellt ist, bei der sowohl der Mond, der mit der Göttin Hera und später mit der Personifikation des Landes Kommagene gleichgesetzt wurde, als auch die Planeten Mars, Merkur und Jupiter im Sternbild des Löwen stehen und damit an dem Königsstern Regulus vorbeiziehen. Welcher der dafür möglichen Zeitpunkte und welches damit zusammenhängende Ereignis hier von Antiochos präsentiert werden sollte, ist umstritten. Humann und Puchstein ließen von dem Astronomen Friedrich Tietjen in Berlin und dessen Mitarbeiter Paul Lehmann die möglichen Daten in der ersten Hälfte des 1. Jahrhunderts v. Chr. berechnen. Lehmann hielt „aus astronomischen Gründen“ den 17. Juli 98 v. Chr. für den wahrscheinlichsten Zeitpunkt. Humann und Puchstein schlossen sich dieser Annahme an. Da der 17. Juli nicht mit dem in der Kultinschrift angegebenen Geburtstag am 16. Audnaios (etwa Dezember/Januar) übereinstimmen konnte, vermuteten sie den Zeugungszeitpunkt als dargestelltes Datum. Damit legten sie das Geburtsjahr auf 97 v. Chr. fest, was lange Zeit in zahlreichen Publikationen übernommen wurde. Friedrich Karl Dörner stellte dazu fest, dass Antiochos dann als Sieben-Monats-Kind geboren wäre. Zudem war es unüblich, die Geburtshoroskope von Herrschern zu veröffentlichen, da sie den astrologischen Schlüssel zur Berechnung des Lebensendes lieferten. Die Astronomen Otto Neugebauer und H. B. van Hoesen stellten bei einer Neuberechnung im Auftrag des Grabungsteams 1959 fest, dass die Planeten am angenommenen Datum kurz vor der Sonne aufgingen und deshalb am Himmel nicht sichtbar waren. Sie entschieden sich demzufolge für den 7. Juli 62 v. Chr., an dem die Gruppierung bereits am Abendhimmel hell leuchtend zu erkennen war. Dörner und Goell schlossen sich diesem Votum an, ebenso wie der Philologe Heinrich Dörrie. Sie bezogen in ihre Bewertung auch die Tage vor und nach dem berechneten Zeitpunkt ein, an denen Mars, Merkur, der Mond und Jupiter am Königsstern Regulus vorbeizogen und damit die in den Dexioseis gezeigte Begrüßung des Königs nachvollzogen. Die beiden Astronomen nahmen als Anlass einen Vertrag zwischen Antiochos und Pompeius über eine Gebietsneuordnung an, der allerdings von Antiochos sonst in keiner der zahlreichen Inschriften erwähnt wird. Deshalb vermuten Dörner und Goell stattdessen, dass das Relief als Gründungshoroskop des Hierothesions am Nemrut Dağı zu deuten ist. Der niederländische Architekt Maurice Crijns, Leiter der International Nemrud Foundation (INF), die von 1998 bis 2003 vor Ort an der Erforschung und Erhaltung der Monumente arbeitete, schlug 1999 den 14. Juli 109 v. Chr. vor und hält für dieses Datum den Krönungstag von Mithridates I., dem Vater Antiochos’, für möglich. Auch diese Datierung bleibt weiter umstritten.

### Investiturreliefs

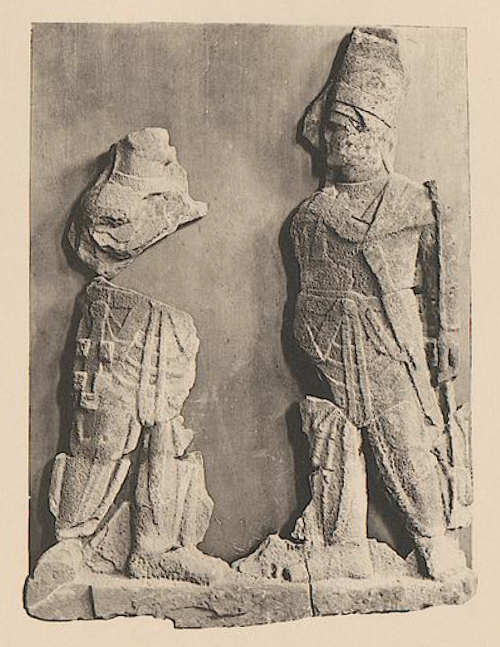
Investiturszene Westterrasse, Staatliche Museen zu Berlin

Auf der Westterrasse wurde nördlich der Dexiosisreihe, etwa rechtwinklig dazu, eine weitere Reihe von wahrscheinlich fünf Sockeln gefunden. Die dazugehörigen Stelen sind nur in Teilen erhalten. Neben zwei Reliefs mit vermutlich weiblichen Gestalten, die seitliche Positionen in der Sockelreihe einnahmen und von denen hauptsächlich Konturen zu erkennen sind, ist von der mittleren Stele mehr erhalten. Diese wurde von Humann und Puchstein in Fragmenten gefunden und nach Berlin verbracht. Auf der Ostterrasse fand sich am südlichen Ende unterhalb der Reihe der Monumentalstatuen, westlich der mütterlichen Ahnengalerie, eine ähnliche Sockelreihe, bei der die Grabungsmannschaft um Goell und Dörner ein vergleichbares Relief fand. Das westliche Bild zeigt zwei sich gegenüberstehende männliche Personen in der üblichen Haltung, den Körper frontal dem Betrachter und die Gesichter einander zugewandt. Die rechte Figur trägt die armenische Tiara, über dem Brustharnisch einen Umhang, ein Hemd mit Schärpe und Stiefel. Links hängt ein Schwert in der Scheide. Die Oberflächen der Kleidung und der Ausrüstung sind nicht ausgearbeitet oder verziert, was bedeutet, dass die Darstellungen nicht vollendet wurden. Von der linken Figur fehlen der Kopf, beide Arme und Teile der Brust. Bekleidung und Ausrüstung entsprechen, soweit erkennbar, der rechten Person. Auf dem östlichen Pendant ist zu sehen, dass die Figuren sich die rechte Hand entgegenstrecken und damit gemeinsam ein Diadem halten. Daraus lässt sich schließen, dass es sich um eine Investiturszene handelt, wobei der linken Figur von der rechten die Königswürde verliehen wird. Ob es sich dabei um Antiochos I. handelt, der von seinem Vater Mithridates I. ins Amt eingeführt wird, oder ob Antiochos selbst seinen Sohn Mithridates II. zum König macht, lässt sich nicht klären. Spuren einer Inschrift wurden nicht entdeckt. Auch über die Identität der seitlichen, weiblichen Gestalten kann nur spekuliert werden.
Wegen des von den beiden Personen gemeinsam gehaltenen Diadems wird die Investiturszene auch als „Stephanophoros“ (Kronenträger) bezeichnet.

### Ahnengalerien

#### Beschreibung

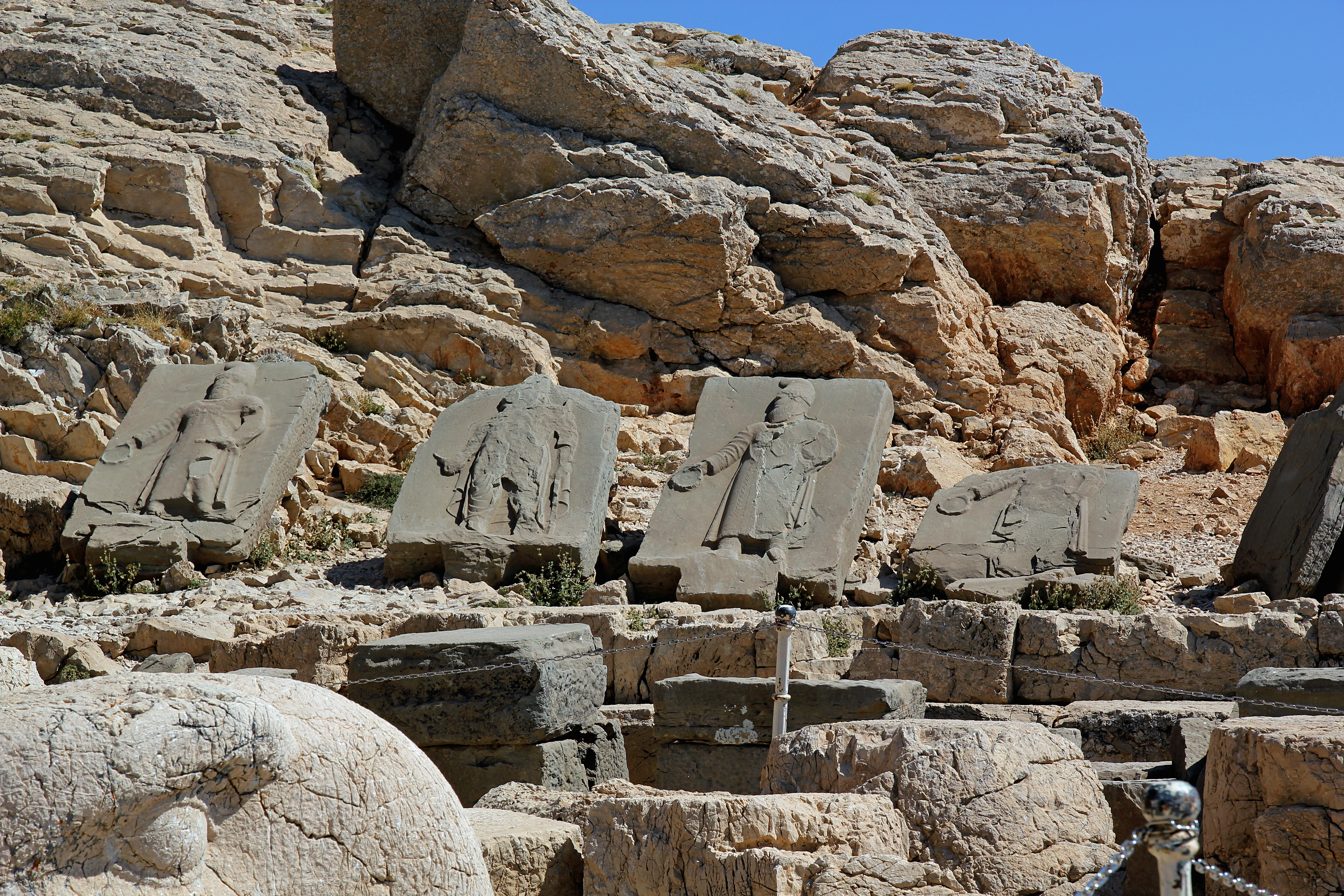
Reliefs der persischen Ahnen, Westterrasse, nicht in ursprünglicher Reihenfolge

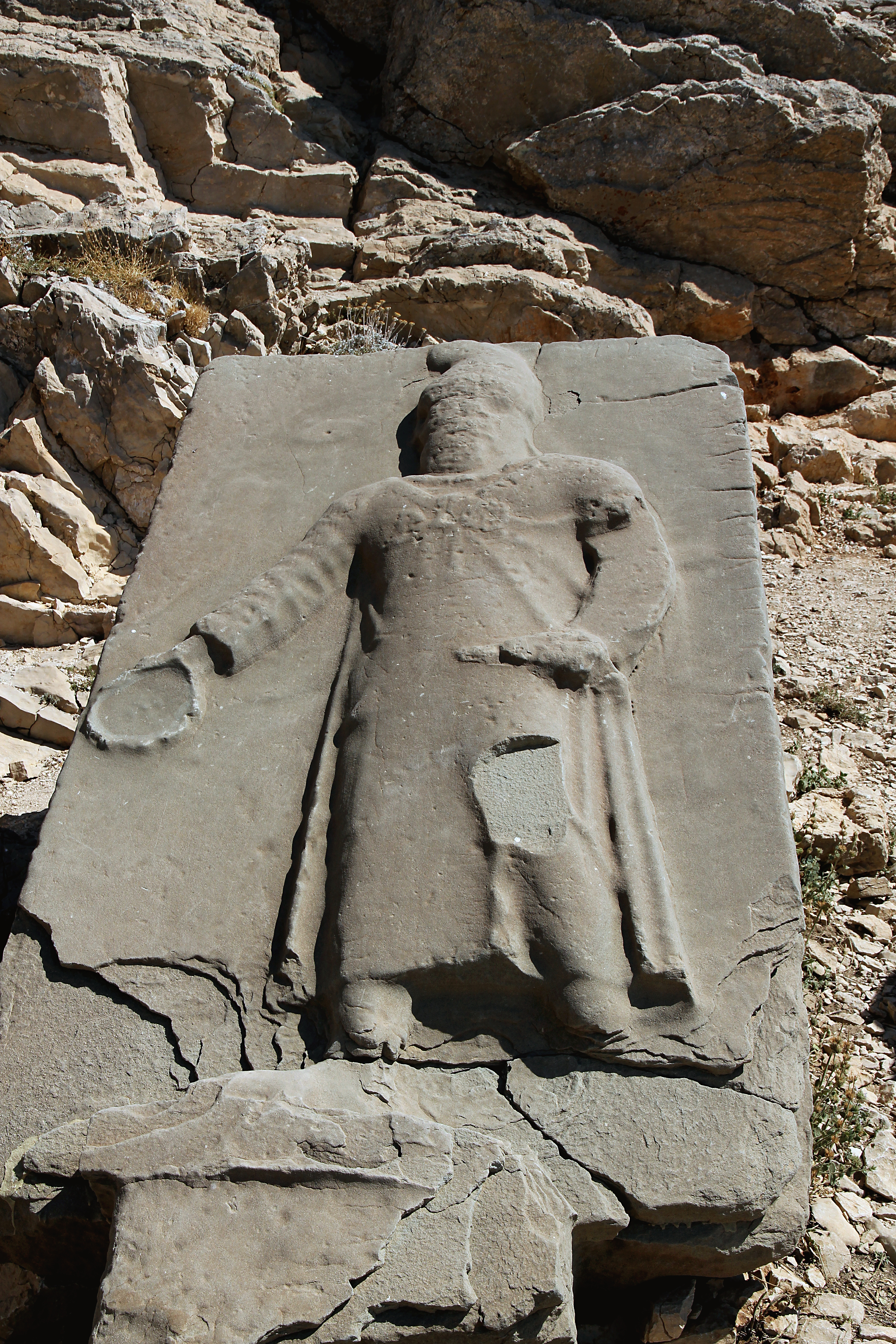
Darius I. Westterrasse

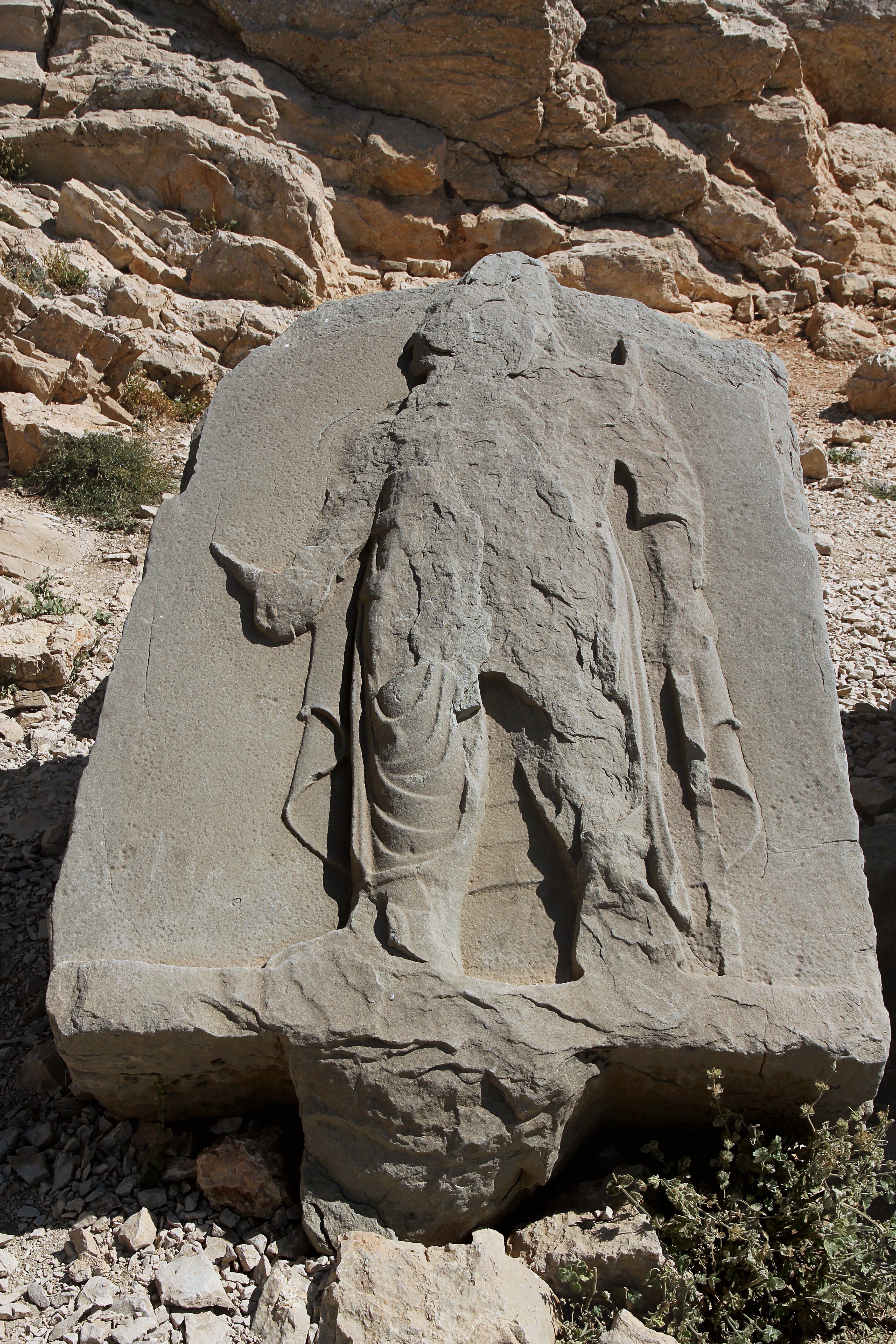
-danes Westterrasse

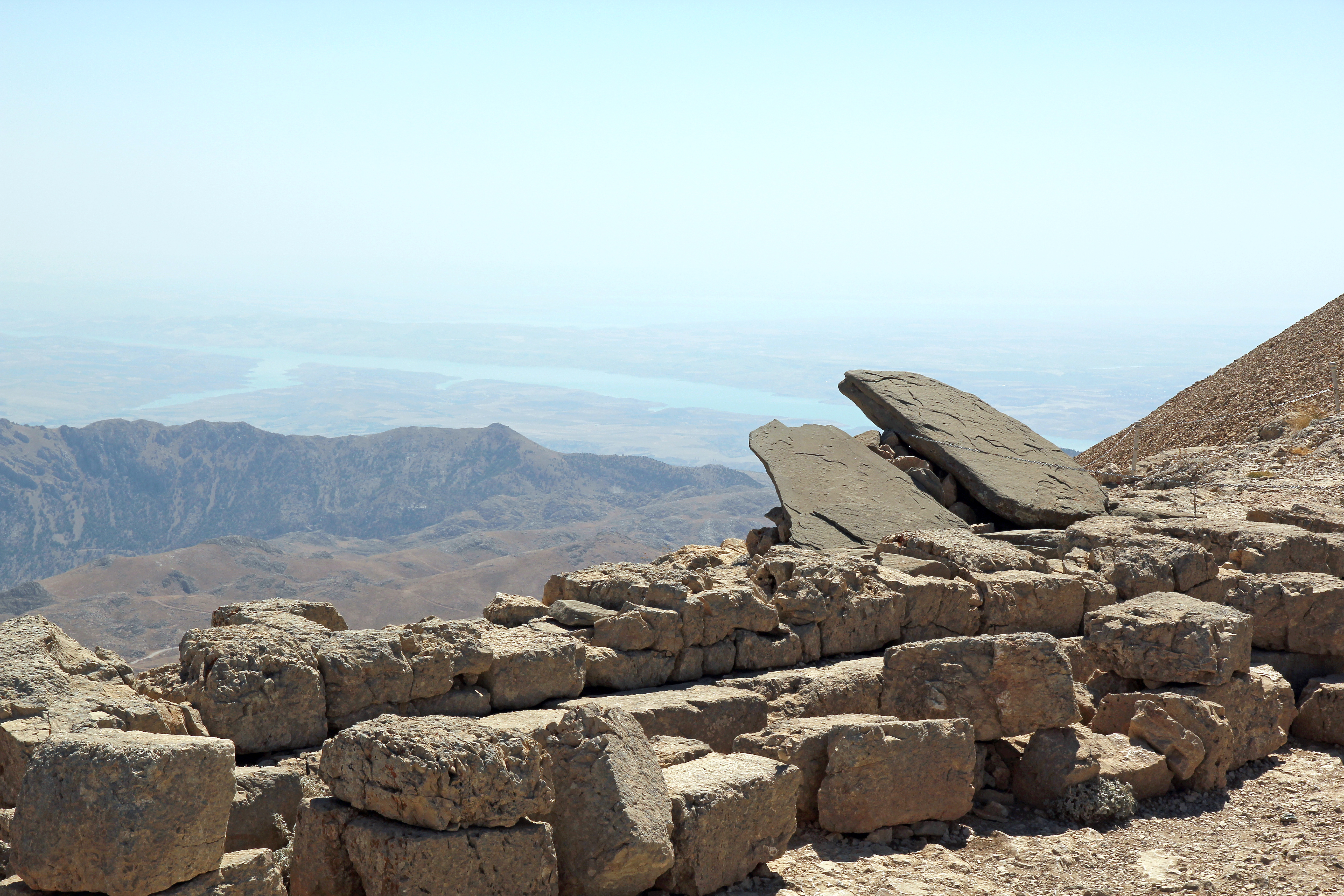
Reste von Skulpturen und Sockeln der südlichen Reihe auf der Ostterrasse

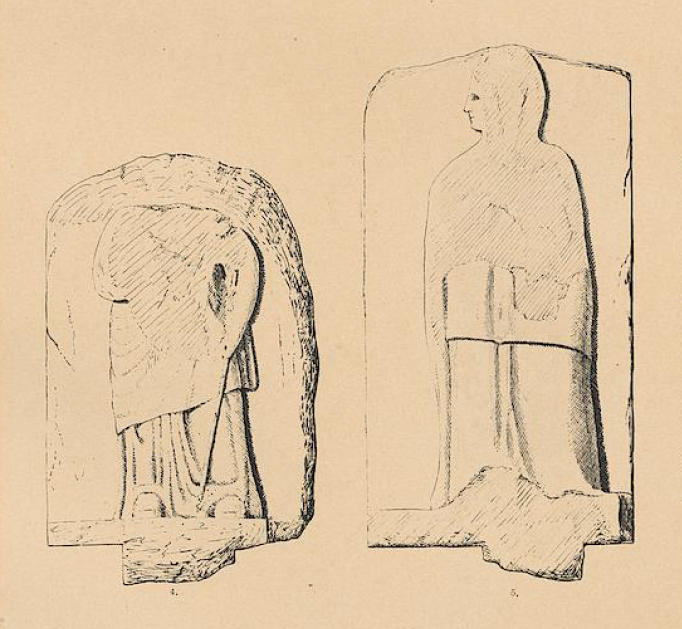
Weibliche seleukidische Ahnen, links Isias Philostorgos und rechts vermutlich Laodike, Zeichnung von Carl Humann, 1890

Auf beiden Terrassen sind zwei Reihen von Reliefstelen vorhanden, von denen eine die väterlichen, persischen, die andere die mütterlichen, seleukidischen Ahnen des Königs Antiochos zeigt. Auf der Ostseite sind beide Reihen rechtwinklig zu den Monumentalstatuen, einander gegenüberstehend, aufgestellt, im Norden die persischen, im Süden die griechischen Ahnen. Auf Grund der Platzverhältnisse ist auf der Westseite zwar die persische Ahnenreihe ebenfalls rechtwinklig zu den Götterthronen aufgestellt, im Süden der Terrasse, die makedonische jedoch im Westen, die Großstatuen anblickend. Vor jedem Ahnenrelief befand sich ein kleiner Altar aus drei Steinblöcken, von denen zwei nebeneinander und der dritte obenauf gelegt waren, sodass ein annähernder Würfel mit einer Kantenlänge zwischen 0,75 und 1,0 Metern entstand. Die Rückseite der Stelen trug jeweils eine Inschrift, bestehend aus dem Namen Antiochos im Nominativ mit Beinamen, Titeln und Eltern und dem Namen des Abgebildeten im Akkusativ mitsamt dem Namen des Vaters. Alle Figuren blicken vom Betrachter aus gesehen nach links, der erste, älteste Vorfahr steht jeweils am linken Ende. Die Abfolge der väterlichen Ahnen umfasst 15, die der mütterlichen 17 Personen. Entgegen der Meinung Puchsteins entsprechen die östlichen und westlichen Ahnenreihen einander vollständig. Den ersten Ausgräbern war ein völlig verschütteter Sockel bei der nördlichen Stelenreihe auf der Ostterrasse entgangen, weshalb sie irrtümlich hier nur 14 Vorfahren vermuteten. Die spätere Grabungsmannschaft der 1950er-Jahre konnte den fehlenden Sockel freilegen und den Fehler berichtigen.
Nur einzelne der etwas überlebensgroßen Reliefs sind erhalten. Anders als die Bezeichnung Ahnengalerie vermuten lässt, zeigen die Bilder keine individuellen, porträthaften Züge, sondern sind eher schemahaft mit nur kleineren Abweichungen aufgebaut. Die ersten fünf der iranischen Ahnen stellen persische Großkönige dar. Sie tragen die mit Sternen verzierte persische Tiara mit der nach vorn gekippten Spitze und Nackenklappe, darüber ein Diadem. Sie sind mit einem knöchellangen, langärmeligen persischen Umhang (Kandys) bekleidet, der über der Brust von Bändern und Broschen zusammengehalten wird. Im Gesicht ist ein Vollbart und ein Schnurrbart zu erkennen. Mit der rechten Hand libiert der König aus einer runden, mit einer vierblättrigen Rosette geschmückten Phiale. In der Linken hält er den Barsom. Ein besonders schönes Beispiel ist die Abbildung des Darius I. auf der Ostterrasse, die deutlich die Kombination von griechischen und orientalischen Merkmalen erkennen lässt. Theresa Goell beschreibt das Relief wie folgt:

“His face is modeled in superb Greek fashion suggesting cameo
or goldsmith work. The style and technique is an excellent example of the eclecticism
of the art of Antiochus, combining exquisite neo-classical Greek workmanship
into face and calm expression with Persian raiment and twisting mustache.”

„Sein Gesicht ist in einer ausgezeichneten griechischen Art und Weise gestaltet, die an Kamee- oder Goldschmiedearbeiten erinnert. Der Stil und die Technik sind ein hervorragendes Beispiel für den Eklektizismus der Kunst von Antiochos, welche die außerordentliche neo-klassische griechische Ausführungsqualität des Gesichts und des ruhigen Ausdrucks mit persischem Gewand und Zwirbelbart kombiniert.“

Die folgenden zehn Bildnisse zeigen zunächst Satrapen, ab der neunten Stele Könige von Armenien und schließlich von 13 bis 15 kommagenische Herrscher. Sie alle tragen, soweit das noch erkennbar ist, die übliche kommagenische Tracht. Dazu gehört als Kopfbedeckung die spitze, nicht gekippte Tiara mit Diadem. Der Oberkörper ist mit einem ledernen Harnisch mit Rautenmuster bekleidet, darüber Hemd und ein Umhang, der auf der Schulter von Broschen gehalten wird. Um die Hüfte liegt eine Schärpe, darunter ein Rock. Senkrecht in der linken Hand halten die Figuren ein Szepter, in der rechten einen spitzen Gegenstand, wohl einen Dolch. Dessen Scheide ist links am Körper an der Schärpe angebracht. Die Fußbekleidung sind Stiefel.
Bei den seleukidisch-griechischen Vorfahren der mütterlichen Seite sind die ersten 12 oder 13 männlich, von ihnen sind größtenteils nur sehr fragmentierte Reste geblieben. Soweit daraus erkennbar sind sie barhäuptig und bartlos. Im besten Zustand ist die achte Stele auf der Westseite, Seleukos IV. Philopator. Sie ist vom Knie bis zur Schulter erhalten und liefert die meisten Informationen über Kleidung und Ausstattung der männlichen Ahnen in dieser Reihe. Der Abgebildete trägt einen glatten Lederharnisch, der an der Hüfte in lappenartige Streifen oder in einen militärischen Rock übergeht. Darunter kommt ein Chiton zum Vorschein, darüber ein Mantel (Himation), den an der Schulter wiederum eine Brosche zusammenhält. Die Füße sind mit Sandalen bekleidet. Die linke Hand hält das Szepter, die rechte bringt das Trankopfer aus einem Rhyton, an der linken Körperseite hängt ein Schwert in der Scheide. Diagonal von der rechten Schulter über den Oberkörper verläuft ein 13 Zentimeter breiter verzierter Gurt. Bemerkenswert daran ist ein Medaillon auf Höhe der Taille. Es ist rund, hat einen Durchmesser von 16 Zentimetern und zeigt eine fein gearbeitete Porträtbüste des Herakles, der Gottheit Atragnes-Herakles-Ares. Der Gott ist durch die Keule in der linken Hand eindeutig zu identifizieren. Von der nächsten Stele, Antiochos IV. Epiphanes, ist ein entsprechendes Stück gefunden worden, hier ist auf der Brosche ein junger Mann mit lockigem Haar abgebildet. Da bei Seleukos zweifellos Herakles der Abgebildete war, wird vermutet, dass hier Apollon, also die Gottheit Apollon-Mithras-Helios-Hermes zu sehen ist. Von den weiteren männlichen griechischen Ahnen sind wenig verwertbare Reste vorhanden.
Die letzten vier oder fünf der Ahnenreliefs zeigen weibliche Figuren. Sie sind ebenfalls mit Chiton und Himation bekleidet. Der Chiton fällt faltenreich bis zum Boden, der darüberliegende Mantel hängt bis auf Kniehöhe und ist kopftuchartig über den Kopf gezogen. Darüber liegt auf der Stirn ein einfacher Kranz (Stephane). In der linken Hand halten die weiblichen Ahnen ein Szepter, im Unterschied zu den männlichen wird es leicht schräg gehalten. Der rechte Arm ist angewinkelt, die Hand ruht auf Höhe der Brust. An der Seite kommen ein birnenförmiger Ohrring und einige Haarlocken zum Vorschein. An den Füßen sind Sandalen erkennbar.

#### Zuweisung der Stelen zu bekannten Herrschern
Die Figuren weisen wenig individuelle Züge auf, daher kann eine direkte Zuordnung zu historischen Personen nur über die Inschriften auf der Rückseite erfolgen. Da auch diese nur in Teilen erhalten sind, müssen weitere Quellen hinzugezogen werden. Zunächst wurde davon ausgegangen, dass eine Abfolge von Vater/Mutter zu Sohn/Tochter vorausgesetzt werden kann. Dabei ergab sich das Problem, dass die jeweils zur Verfügung stehenden Zeiträume nicht mit der Anzahl der Personen in Einklang zu bringen waren. So liegen zwischen Darius I. und Antiochos etwa 450 Jahre, was bei 15 Abgebildeten einen zu großen Generationenschnitt von 30 Jahren ergäbe. Bei den seleukidischen Ahnen stehen für einen Zeitraum von 300 Jahren 17 Generationen zur Verfügung, was extrem viel erscheint. Friedrich Karl Dörner ging dabei von verschiedenen Lösungsansätzen aus. Zum einen schloss er aus den bekannten Herrschaftsdaten der persischen Könige, dass bei den ersten fünf das Vater-Sohn-Prinzip eingehalten worden war, wobei Xerxes II., der nur 45 Tage regierte, weggelassen wurde. Danach wird einmal, zwischen Stele 5 und 6 auf den Schwiegervater statt den Vater übergegangen. Bei den weiteren schloss Dörner entweder vom Vaternamen einer Stele auf den Namen des vorherigen Herrschers, wenn deren Inschrift nicht erhalten war, oder er rekonstruierte aus der Geschichtsschreibung die achämenidische Ahnenreihe. Damit kommt er auf folgende Herrscherliste:
| Stele | Name                       | Funktion                |
| ----- | -------------------------- | ----------------------- |
| 1     | Dareios I.                 | Großkönig von Persien   |
| 2     | Xerxes I.*                 | Großkönig von Persien   |
| 3     | Artaxerxes I.*             | Großkönig von Persien   |
| 4     | Dareios II.*               | Großkönig von Persien   |
| 5     | Artaxerxes II.             | Großkönig von Persien   |
| 6     | Aroandas I.                | Satrap von Armenien     |
| 7     | Aroandas II.               | Satrap von Armenien     |
| 8     | -danes (nicht mehr lesbar) | Satrap von Armenien (?) |
| 9     | Ardoates*                  | König von Armenien      |
| 10    | Samos I.                   | König von Armenien      |
| 11    | Arsames                    | König von Armenien      |
| 12    | Orontes III.*              | König von Armenien      |
| 13    | Ptolemaios                 | König von Kommagene     |
| 14    | Samos II.                  | König von Kommagene     |
| 15    | Mithridates I.             | König von Kommagene     |

* Die kursiv gesetzten Herrschernamen sind nur aus externen Quellen rekonstruierbar.
Die seleukidische Ahnenreihe beginnt mit Alexander, der hier erstmals in der bekannten epigraphischen und literarischen Überlieferung mit dem Beinamen „der Große“ ausgestattet ist. Diese fiktive Abstammung des Seleukidengeschlechts geht schon auf Seleukos I. zurück. Die nächsten drei Reliefs sind durch ihre Inschriften zu bestimmen, von den nachfolgenden nur noch zwei direkt und eines über den Vaternamen des folgenden. Die Stele von Antiochos VIII. Grypos, die Puchstein dem 12. Sockel zugeordnet hatte, vermutet Dörner auf Platz 13. Die darauf folgenden Monumente bilden weibliche Vorfahren des Antiochos ab. Bei der Bestimmung der fehlenden Namen berücksichtigt Dörner die Legitimität und die Bedeutung der bekannten Herrscher und streicht alle Usurpatoren mit ihren Nachkommen. Thomas Fischer dagegen weist darauf hin, dass nach Konflikten unter den Seleukiden die Dynastie in eine ältere und eine jüngere Linie gespalten war und berücksichtigt nur die, die danach Antiochos VIII. Grypos zu seinen rechtmäßigen Vorgängern zählte. Er stellt dabei letzteren wieder, wie Puchstein, auf Platz 12 und nimmt somit ab Stele 13 weibliche Ahnen an. In der folgenden Liste sind beide Interpretationen des männlichen Stammbaums aufgeführt.
| Stele | Name nach Dörner          | Name nach Fischer         |
| ----- | ------------------------- | ------------------------- |
| 1     | Alexander der Große       | Alexander der Große       |
| 2     | Seleukos I. Nikator       | Seleukos I. Nikator       |
| 3     | Antiochos I. Soter        | Antiochos I. Soter        |
| 4     | Antiochos II. Theos       | Antiochos II. Theos       |
| 5     | Seleukos II. Kallinikos*  | Seleukos II. Kallinikos*  |
| 6     | Seleukos III. Soter*      | Seleukos III. Soter*      |
| 7     | Antiochos III. der Große* | Antiochos der Sohn*       |
| 8     | Seleukos IV. Philopator*  | Antiochos III. der Große* |
| 9     | Antiochos IV. Epiphanes*  | Seleukos IV. Philopator   |
| 10    | Demetrios I. Soter        | Demetrios I. Soter        |
| 11    | Demetrios II. Nikator     | Demetrios II. Nikator     |
| 12    | Antiochos VII. Sidetes*   | Antiochos VIII. Grypos    |
| 13    | Antiochos VIII. Grypos    | weibliche Vorfahren       |
| –17   | weibliche Vorfahren       |                           |

* Die kursiv gesetzten Herrschernamen sind nur aus externen Quellen rekonstruierbar.
Auf Stele 14 der Westterrasse ist der Name Kleopatra zu erschließen, auch die Inschrift Isias Philostorgos auf Stele 16 ist lesbar. Ob diese mit der Isias, der Gattin des Antiochos, die in einer Inschrift zu einer Dexiosis am Karakuş erwähnt wird, identisch ist, ist unklar. Dörner ergänzt aus dem Stammbaum des Königs für Stele 15 Tryphaina und für 17 Antiochos’ Mutter Laodike. Bruno Jacobs veröffentlichte eine andere Deutung der weiblichen Figuren, beide sind im Folgenden dargestellt.
| Stele | Name nach Dörner                                                                       | Name nach Jacobs                                                                            |
| ----- | -------------------------------------------------------------------------------------- | ------------------------------------------------------------------------------------------- |
| 14    | Kleopatra Thea, Gattin von Demetrios II. Nikator und Mutter von Antiochos VIII. Grypos | Kleopatra (?) Tryphaina, Gattin von Antiochos VIII. Grypos und Tochter von Ptolemaios VIII. |
| 15    | Tryphaina, Gattin von Antiochos VIII. Grypos und Tochter von Ptolemaios VIII.          | Laodike, Gattin von Mithridates I. Kallinikos und Mutter von Antiochos I.                   |
| 16    | Isias Philostorgos, möglicherweise Gattin von Antiochos I.                             | Isias Philostorgos                                                                          |
| 17    | Laodike, Gattin von Mithridates I. Kallinikos und Mutter von Antiochos I.              | eine Tochter des Antiochos I., möglicherweise Laodike, Gattin des Orodes II.                |

### Stelen der Verwandten

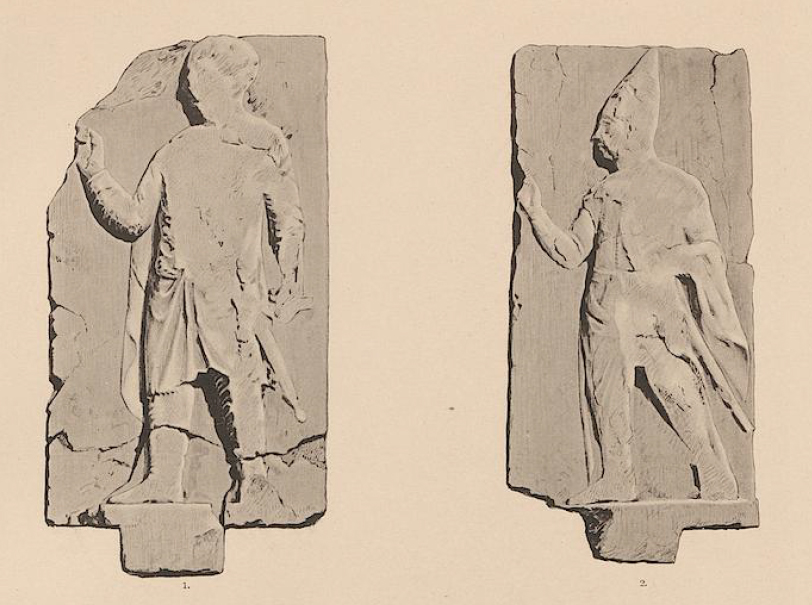
Vermutlich Söhne des Antiochos, links Antiochos II., rechts Mithridates II., Zeichnung von M. Lübke 1890

Auf der Ostterrasse wurde hinter beiden Ahnenreihen je eine weitere, dreiteilige Reihe festgestellt. Bei diesen Reliefs waren keine Altäre vorgelagert. Es wird vermutet, dass darauf noch lebende Verwandte des Königs abgebildet waren. Zwei teilweise erhaltene Skulpturen konnten bereits Humann und Puchstein bei der nördlichen, väterlichen Ahnengalerie finden. Goell und Dörner schließen aus den Darstellungen von zwei jüngeren, bartlosen Männern in kommagenischer Tracht und aus wenigen gefundenen Inschriftenfragmenten, dass es sich um zwei Söhne des Königs Antiochos I. handelt, möglicherweise Antiochos II. und Mithridates II. Von der dritten Stele sowie der entsprechenden südlichen Reihe sind nur spärliche Bruchstücke vorhanden, die keine Schlüsse auf die Abgebildeten zulassen.
Ob auf der westlichen Terrasse ebenfalls solche Reliefs vorhanden waren, ist nicht geklärt. Humann und Puchstein fanden eine Stele mit teilweise erhaltener Inschrift nahe der südlichen Ahnengalerie auf der Westterrasse, die sie dem Ende dieser Reihe zuordneten. Aus der Inschrift konnte auf einen Mithridates geschlossen werden, den sie als den Vater des Königs interpretierten. Da jedoch die Titulatur des Antiochos hier derjenigen auf den anderen Stelen der Reihe nicht entsprach, außerdem bei Mithridates der Beiname Kallinikos fehlte, ist der Schluss möglich, dass diese Stele zu einer zweiten Reihe gehört, die analog zur Ostterrasse lebende Angehörige des Königshauses darstellt, hier vielleicht Mithridates II., den Sohn und Nachfolger Antiochos’.

### Hauptaltar

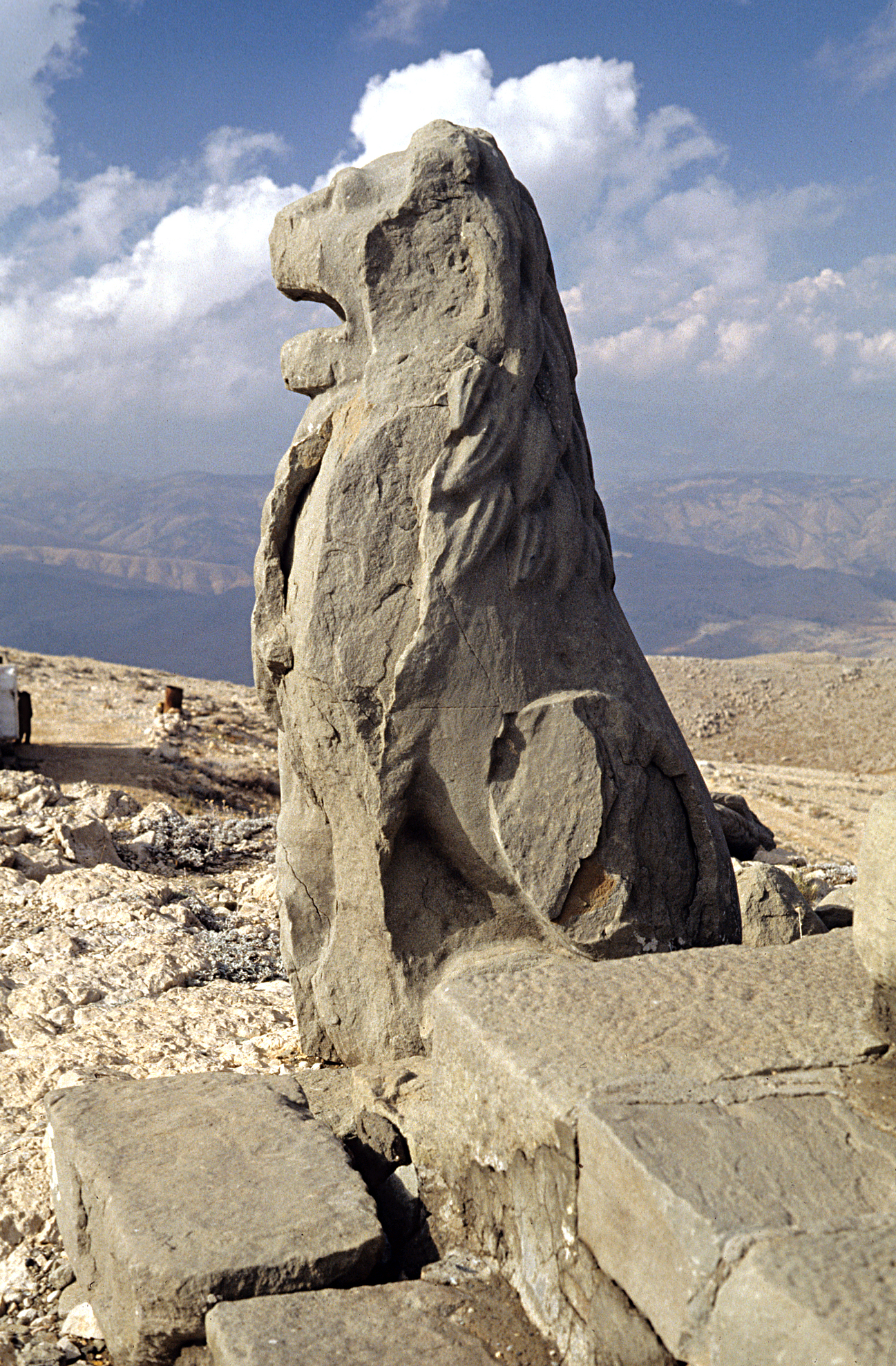
Löwe am Nordwesteck der Altarplattform

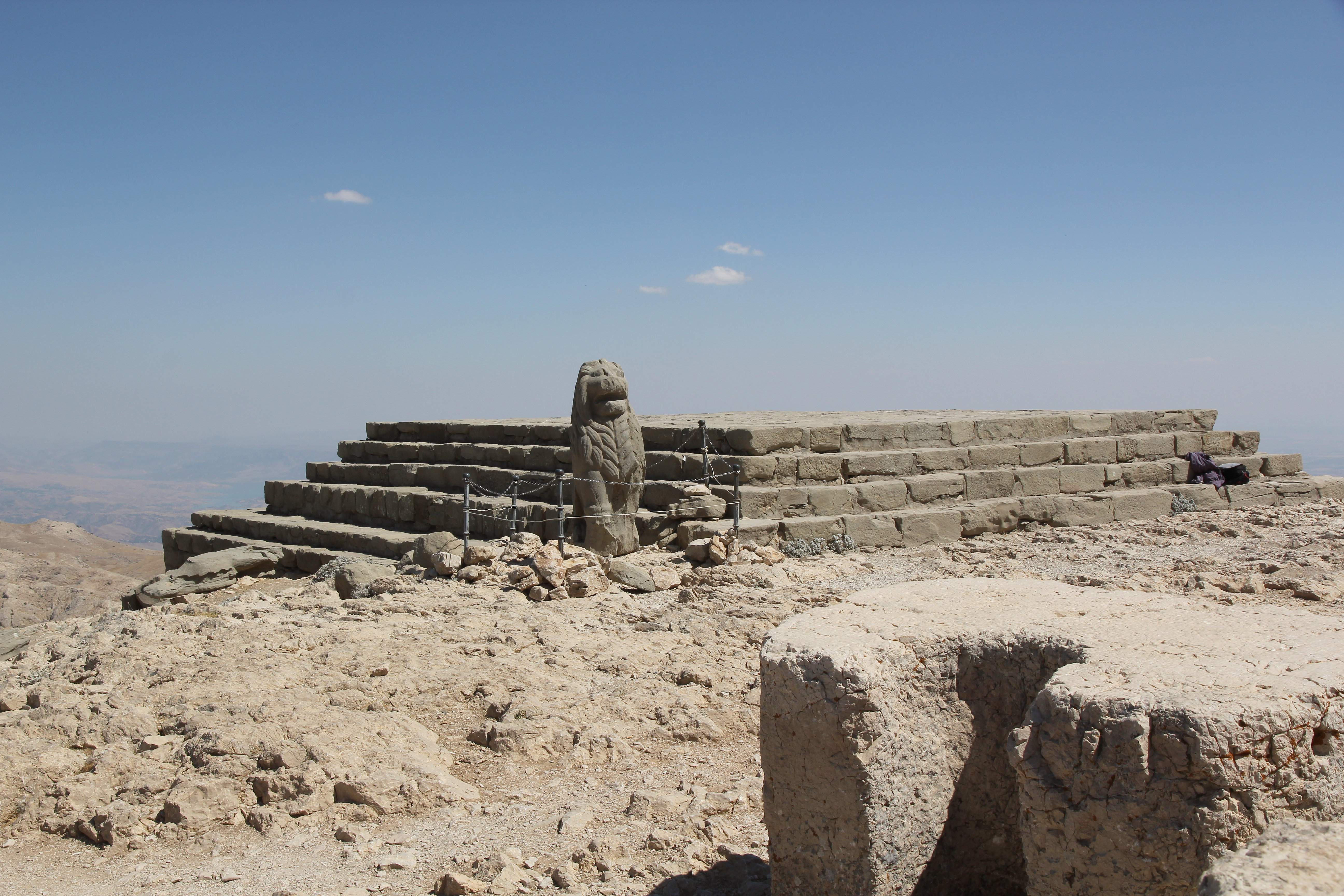
Plattform des Hauptaltars auf der Ostterrasse

Am Ostrand der östlichen Plattform, in Blickrichtung der Monumentalstatuen, befindet sich eine gestufte Plattform von 13 × 13 Metern. Humann und Puchstein trieben bei ihren Grabungen auf der Suche nach einem Eingang zu der vermuteten Grabkammer des Königs einen Graben von Westen nach Osten durch den Sockel. Die Ausgräber um Goell konnten 1973 den Pyramidenstumpf aus vorhandenen Sandsteinblöcken restaurieren. Er verfügte auf vier Seiten über je fünf Stufen aus Sandsteinblöcken und erhob sich mindestens 1,50 Meter über die Fläche des Hofes. Die zweite, breitere Stufe von unten ging auf der Westseite in den anstehenden Felsen des Hofes über und bildete somit einen Weg, der die Altarplattform auf allen Seiten umlief. Eine Mauer, die Humann und Puchstein auf der Ostseite zum Abhang hin fanden und für frei stehend hielten, schließt direkt an die unterste Stufe an und bildet eine Stützmauer. Auf der Westseite, zum Hof hin, entdeckten sie zwei weitere Mauern, die einige Meter in Richtung zum Hügel parallel verliefen. Über ihre Funktion herrschte Unklarheit, sie hielten sie für einen späteren Anbau. Die Ausgräber in den 50er-Jahren erhielten dann von ihren kurdischen Arbeitern die Auskunft, dass es sich um eine in moderner Zeit errichtete Falle für die Wachteljagd handelte, und rissen die Mauern ab. Auf der Oberfläche der Plattform stand vermutlich ein Altarblock, möglicherweise ein persischer Feueraltar, der von Löwen und Adlern flankiert war. Eines dieser Tiere, einen 1,78 Meter hohen sitzenden Löwen, fanden die Gräber an der Nordwestecke des Podiums und stellten ihn dort auf. Weitere Wächtertiere, insgesamt zwei Löwen und zwei Adler, kamen fragmentiert in dem Schutt um die Plattform ans Licht, den die Grabungsarbeiten der Erstausgräber hinterlassen hatten. Die Tiere standen wahrscheinlich rechts und links des Feueraltars. Unter dem Schutt wurden einige Blöcke mit schrägen Flächen gefunden, die zu der Annahme führen, des der Altar eventuell einen Giebel hatte. Goell und Donald H. Sanders, der 1996 für die Herausgabe der gesammelten Forschungsergebnisse sorgte, sehen Ähnlichkeiten des Altars zu Darstellungen auf den Fassaden der Felsengräber der achämenidischen Könige Darius I., Darius II., Xerxes und Artaxerxes I. in Naqsch-e Rostam. Dort ist eine gestufte Pyramide mit einem Feueraltar zu sehen, auf der ein König unter einem geflügelten Gott Ahura Mazda steht.

### Nordterrasse

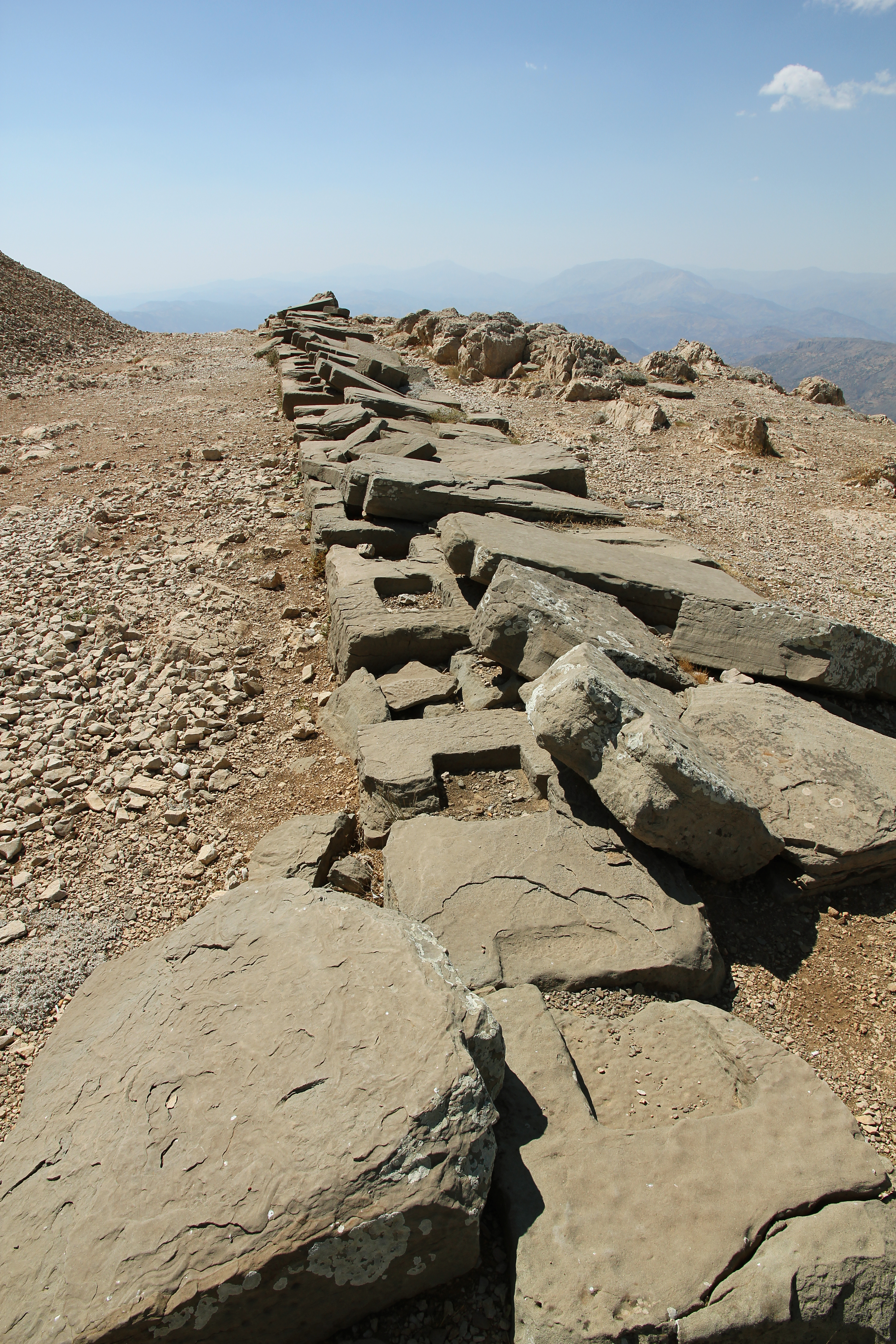
Nordterrasse von Osten

Die nördliche Terrasse unterscheidet sich von den anderen beiden hauptsächlich durch das Fehlen von skulpturalem Schmuck. Hauptmerkmal ist eine etwa 86 Meter lange Reihe von Steinsockeln, die zur Ostterrasse hin einen keilförmigen Bereich von 56 Metern Länge und 32 Metern Breite zwischen Tumulus und Abhang sowie im weiteren Verlauf nach Westen hin ein Rechteck von 5 × 28 Metern abgrenzt. Daran schließt sich der geschotterte Weg zur Westterrasse an. Die Sockel stehen bis auf wenige Stellen lückenlos. Einige davon sind aus dem Felsen gearbeitet, die Mehrzahl besteht aus Sandsteinblöcken, von denen einige wegen der Unebenheiten des Geländes unterfüttert sind. Daneben liegen umgefallene Orthostaten mit Zapfen, die, wie bei den Ahnen- und den Dexiosisreliefs, in ein Loch des Sockels passen. Sie sind glatt und zeigen keinerlei Spuren von Reliefs oder Inschriften.
Über die Funktion der daraus entstandenen Wand besteht keine Klarheit. Humann und Puchstein gingen davon aus, dass die Orthostaten nie aufgestellt waren und nahmen als Möglichkeit an, dass sie entweder noch mit Bildwerken versehen werden sollten oder dem Schutz vor den Nordstürmen dienen sollten. Auf Grund von Mörtelspuren in den Sockeln schlossen die Ausgräber um Goell und Dörner, dass die Steine früher tatsächlich darin standen und durch die gleiche Zerstörungskraft – Vandalismus oder Erdbeben – wie die übrigen Monumente umgestürzt sind. Da die Steine nur durchschnittlich 30 Zentimeter dick sind und somit ihrer Ansicht nach kaum für Reliefs geeignet waren, hielten sie die Wand für eine reine Abgrenzung der Nordterrasse und des den Hügel umlaufenden Prozessionsweges gegen den nördlichen Abhang. Bruno Jacobs dagegen hält es für wahrscheinlicher, dass die Sockelreihe für weiteres Bildwerk gedacht war. Da die Breite der Steine unterschiedlich ist, schlägt er als Motive eine Götterprozession oder einen Opferzug vor mit Wagen, Gespann- oder Opfertieren.
Ungefähr 28 Meter vom westlichen Ende der Sockelreihe findet sich ein Durchgang von fast einem Meter Breite. Nördlich davon ist auf dem Abhang eine Rampe erkennbar, die das Ende eines nördlichen Zugangs vom darunterliegenden Tal bildet. Beidseitig der Rampe sind Reste von Mauern zu sehen, auf der östlichen Seite Spuren einer keilförmigen Plattform von grob 3 × 3 Metern. Bei den Grabungen kamen zudem Bruchstücke einer Adlerfigur zutage, die hier, ähnlich wie auch am östlichen Eingang, gestanden hatte.

### Wege und Eingänge
Sowohl Hamdi Bey als auch Humann und Puchstein äußerten ihre Verwunderung, dass Antiochos, der zahlreiche Besucher an seiner Kultstätte erwartete, keine Zugangsrouten angelegt habe. Die Ausgrabungen der 1950er und 1960er Jahre konnten jedoch belegen, dass aus verschiedenen Richtungen drei Prozessionswege, genannt Propylaia Odos (griechisch προπύλαια ὁδός), auf den Gipfel führten. Im Osten trafen sich zwei Routen, die aus Arsameia am Euphrat (Gerger) und von der Quelle des Nymphaios (Kahta Çayı) kamen, an einer anderen Quelle, die etwa eineinhalb Stunden Fußweg nordöstlich vom Gipfelheiligtum lag. Von dort führte der teilweise natürliche, teilweise in den Felsen geschlagene Weg bergan zur Ostterrasse. Etwa 300 Meter unterhalb des Hierothesions wurde an dem Aufgang ein Sockel mit einer umgestürzten Inschriftenstele gefunden. In dem ausführlichen und gut erhaltenen Text stellt Antiochos sich zunächst mit Abstammung, Beinamen und Titulatur vor, um dann den Ankömmling zu warnen. Wer irrtümlich den Ort betrete, solle umkehren und sich in einem Tempel reinigen. Wer sich in feindlicher Absicht dem Heiligtum nähere, dem droht er die unfehlbaren Pfeile des Apollon und des Herakles in seinem bösen Herzen an sowie bitteren Schmerz im Inneren seines alles Gute hassenden Wesens. An der Stele vorbei führte der Pfad weiter bis zur Nordostecke der östlichen Terrasse, wo schließlich zwischen dem gestuften Altar und der väterliche Ahnengalerie der Eingang zum Hof lag. Er wurde von einem sitzenden Adler auf einer Plattform bewacht, von dem allerdings außer den Umrissen der Klauen auf der Basis nur kleinste Bruchstücke erhalten sind.
Ein zweiter Prozessionsweg kam im Westen vom Hierothesion des Mithridates Kallinikos in Arsameia am Nymphaios. Er näherte sich dem Gipfel von Südwesten und passierte etwa 100 Meter unterhalb der Westterrasse den Standpunkt einer entsprechenden Stele, die 1955 gefunden wurde. Trotz deren sehr brüchigem Zustandes konnte Dörner feststellen, dass der Text der Inschrift demjenigen vom östlichen Propylaia Odos gleicht. Von dort schwenkte der Weg nach Nordwesten und verlief unterhalb der Stützmauer der griechischen Ahnenreihe, um anschließend an deren Nordende mit einer Kehre auf die Terrasse zu führen. An diesem Eingang wurde ein größeres Fragment eines über zwei Meter großen sitzenden, dreiköpfigen Löwen ergraben, der vermutlich dort als Wächterfigur stand.
Auch zur Nordterrasse führte ein erkennbarer Propylaia Odos vom Tal des Kahta Çayı herauf. Er war vor allem im letzten Stück vor dem Eingang, wie oben beschrieben, deutlich ausgebaut und von Mauern und einer Plattform flankiert, auf der ebenfalls ein Wächtertier, hier der Adler, stand. Etwas unterhalb des Eingangsbereichs wurde 1955 eine weitere Stele und unweit davon auch ein entsprechender Sockel gefunden. Sie wies keine Spuren von Beschriftung auf, der Fundplatz wäre laut Goell und Sanders allerdings der logische Platz für eine Propylaia-Inschrift.
Um den gesamten Hügel führte ein geschotterter Prozessionsweg. Vor den beiden Hauptterrassen teilte er sich und führte sowohl auf die Höfe, wo die Kulthandlungen stattfinden sollten, als auch hinter die Monumentalstatuen, wo die große Nomos-Inschrift zu lesen war.

### Grabkammer
Aus der großen Kultinschrift des Antiochos geht eindeutig hervor, dass sein Körper auf dem Gipfel des Nemrut Dağı bestattet werden sollte. Seine Grabkammer konnte jedoch trotz zahlreicher Versuche noch nicht gefunden werden. Bereits Humann und Puchstein fanden bei ihren Untersuchungen Spuren von früheren Grabungsversuchen an verschiedenen Stellen des Tumulus. Sie vermuteten den Eingang außerhalb des Schotterhügels und öffneten den Stufenaltar auf der Ostterrasse, wobei sie auf der Suche nach einem Dromos (Eingangskorridor) einen Graben von Ost nach West durch die Plattform trieben. Friedrich Karl Dörner hatte 1956 in Arsameia den großen Felsgang bei Sockelanlage II mit Hilfe von Bergbauingenieuren der Firma Siemens erfolgreich freigelegt. Unter deren Anleitung begannen Arbeiter, hinter der Monumentalstatue des Zeus Oromasdes auf der Ostseite einen Stollen in den Hügel zu treiben, stießen jedoch bald auf den gewachsenen Felsen. Auch an zahlreichen anderen Stellen am Tumulus waren Grabungsversuche erfolglos.
In den Jahren 1963 und 1964 kamen bei der Suche verschiedene geophysikalische Methoden zur Anwendung. Zunächst untersuchte der Geologe und Geophysiker Maurizio Girelli von der Fondazione Ing. C. M. Lerici del Politecnico di Milano den Berggipfel mittels Refraktionsseismik und geoelektrischen Widerstandsmessungen. Im nächsten Jahr stellte der Geophysiker Jeremy R. Hutt mit Unterstützung von DynaMetric Inc. aus Pasadena, California, weitere Messungen an, nun bezüglich des Erdmagnetfelds und der Gravitation, sowie nochmals seismische Messungen, diesmal unter veränderten Voraussetzungen, und schließlich mittels Metalldetektoren. Lediglich die Schwerkraft- und Magnetfeldmesswerte zeigten eine Anomalie im Bereich der Ostterrasse. Bei Probebohrungen stellte diese sich jedoch als natürlichen Ursprungs heraus. Die seismischen Untersuchungen erbrachten zwar ein Bild des gewachsenen Felsens unter dem aufgeschütteten Schotter, ein Hinweis auf einen Dromos oder eine Grabkammer kam nicht zustande. Radaruntersuchungen, die für 1976 geplant waren, kamen wegen Geldmangels nicht zur Durchführung. Das Nemrut-Dağı-Projekt von Sencer Şahin führte in den späten 1980er-Jahren erneute geophysikalische Untersuchungen durch, die weitere Informationen über die Struktur des Gipfels erbrachten, jedoch wiederum keinen Hinweis auf die gesuchte Kammer. Mit der erneuten Sichtung der geophysikalischen Daten im Zusammenhang mit der Interpretation von architektonischen Auffälligkeiten konnte Anfang der 2000er Jahre von den Geophysikern Tomm Utecht und Volker Schulz-Rincke zusammen mit Adolf Grothkopf gezeigt werden, dass der Eingang zur Grabkammer im Schotterfeld der Südterrasse zu vermuten ist. Die Grabkammer selbst ist mit großer Wahrscheinlichkeit im festen Kalkstein 25 Meter unter der Westterrasse zu finden.

## Ikonografie
In den Darstellungen von Göttern und Menschen finden sich zahlreiche ikonografische Elemente, die sich der achämenidischen oder iranischen Kultur einerseits und der makedonischen, griechischen oder seleukidischen andererseits zuordnen lassen. Zu diesen Elementen zählen Kleidung, Ausstattung, Bewaffnung und Schmuck.
Einige dieser Merkmale sind westlicher und östlicher Kultur gleichzeitig zuzurechnen. Dazu gehört beispielsweise das von fast allen Personen, männlich wie weiblich, Herrschern und Göttern getragene Diadem. Unterschiede zeigen sich in der Ornamentierung, bei den iranischen Herrschern finden sich Adler, Löwen, Blitzbündel oder einfache Scheiben als Schmuck, während das, auch von Münzen bekannte, seleukidische und hellenistische Diadem glatt ist. Das persische Diadem wird über der Tiara getragen, das westliche dagegen direkt auf dem Haar oder der Stirn. Als Verschluss am Hinterkopf findet sich in allen Fällen der Heraklesknoten. Ebenfalls in beiden Kulturkreisen taucht die um den Bauch liegende Schärpe auf, bei Persern verziert, unter anderem mit Eichenlaub, und bei Seleukiden schmucklos. Das Szepter findet sich ebenso wie das Schwert sowohl bei Griechen wie bei Persern, wobei letzteres bei den Seleukiden Schmuckgravuren und verzierte Griffe aufweist.
Zu den Ausstattungselementen persischer Art zählen bei der Kleidung Stiefel, ein Umhang, die persische Tunika, Hosen, Tiara und Harnisch. Die einfachen Stiefel, bei den Göttern teilweise mit Eichenblättern verziert, sind achämenidischen Ursprungs und von zahlreichen Abbildungen aus Persepolis bekannt. Beim Umhang handelt es sich bei den ersten fünf Ahnen, den altpersischen Königen, um den als Kandys bekannten achämenidischen Mantel. Die späteren Ahnenfiguren ebenso wie die Monumentalstatuen auf der Ostseite tragen einen schweren Umhang, der möglicherweise hellenistischen Vorbildern nachempfunden ist. Die darunter getragene persische Tunika, die die Sitzstatuen der Ostterrasse tragen, ist ebenso wie die in den Stiefeln steckende Hose nur schwer zu erkennen. Kopfbekleidung ist die persische Tiara, deren Ohren und Nackenklappen herunterhängen. Sie ist meist mit Sternenmustern geschmückt. Bei den ersten fünf achämenidischen Ahnen sowie den Göttern ist die Spitze der Mütze nach vorn gekippt, bei den späteren, iranischen Vorfahren ist die Kopfbedeckung, soweit erkennbar, gerade. Als einziger trägt Antiochos eine armenische Tiara, die oben in fünf spitzen Dreiecken ausläuft. Auch auf Münzen und allen anderen Darstellungen ist er damit abgebildet. Die persische Tiara ist von Bildern aus Persepolis bekannt und war bei den Griechen das Zeichen der persischen Königswürde. Der Harnisch, den die väterlichen Vorfahren ab Stele 6 tragen, ist aus Leder und vollständig mit Sternen oder Rauten, gelegentlich auch floral dekoriert.
Schmuck und Bewaffnung der iranischen Seite bestehen aus Broschen, Halsringen, einem einfachen Armband, Phialen und einem Dolch. Die Broschen halten die Umhänge zusammen und sind meist, außer bei den westlichen Monumentalstatuen, in doppelter Ausführung vorhanden. Bei den altpersischen Ahnen (Stele 1 bis 5) sind sie rund oder oval ohne Ornament, bei den späteren (6 bis 15) herzförmig und mit Blitzbündeln und Adlern geschmückt. Mehrere persische Vorfahren tragen einen vorn offenen Halsring (Torques). Ein ähnliches Schmuckstück ist beim Achämenidenkönig Dareios III. auf dem Alexandermosaik aus Pompeji zu erkennen. Die ältesten fünf persischen Herrscher halten in der rechten Hand eine Phiale, wie sie aus zahlreichen Funden bekannt ist, aus der sie Trankopfer darbringen. Die späteren halten stattdessen, soweit erhalten, einen Dolch, dessen Scheide an der rechten Hüfte hängt. Das letzte orientalische Element ist der aus der zoroastrischen Religion stammende Barsom, ein zusammengebundenes Zweigbündel, das die fünf altpersischen Ahnen in der linken Hand halten, ebenso die männlichen Götterstatuen außer Herakles, der seine Keule hält.
Von den Ausstattungsstücken, die dem westlichen Kulturkreis zuzuordnen sind, sind einige makedonisch aus der Zeit Alexanders. Von den Kleidungsstücken ist zunächst der Harnisch zu erwähnen. Es ist ein eng anliegendes Stück aus Leder, das unter dem Gürtel in einen militärischen Rock aus Lederstreifen in mehreren Lagen übergeht. Der darüber getragene Umhang ist dem persischen sehr ähnlich. Als Fußbekleidung sind bei den seleukidischen Ahnen Sandalen üblich, bei denen sich von der Sohle mehrere Lederstreifen geflochten bis zur Hälfte des Unterschenkels hochziehen. Auffälligstes Element dieser Darstellungen ist ein bandolierartiger, schräg von der Schulter zum Gürtel verlaufender breiter Gurt, der von einer auffällig geschmückten Brosche gehalten wird. Bei den zwei erhaltenen Reliefs, die diese Brosche zeigen, sind dort kunstvolle Porträts von Herakles beziehungsweise Apollon zu sehen. Um die Hüfte tragen wohl alle seleukidischen Herrscher einen Gürtel mit Schnalle.
An rein griechischen Elementen sind bei den weiblichen dargestellten Personen Chiton, Himation, Gürtel und Sandalen zu erwähnen, auf dem Kopf das Diadem, die Corona und der Kalathos, und als Schmuck schließlich tropfenförmige Ohrringe und Armbänder. Die Männer tragen alle, einschließlich der Götter, ebenfalls den Chiton, der allerdings, unterm Harnisch, kaum zu sehen ist. An die Stelle der Phiale bei den achämenidischen Herrschern tritt bei den griechischen der Rhyton, aus dem libiert wird. Die auffälligsten griechischen Attribute sind das Füllhorn der Kommagene, laut John H. Young eine Variation des Rhyton, und die Keule des Herakles.

## Rezeption
Der im 4. Jahrhundert lebende Bischof Gregor von Nazianz, einer der drei Kappadokischen Kirchenväter, bezeichnete „das riesige Grabmal, in der Höhe erbaut“ als das achte Weltwunder. Der Philologe Reinhold Merkelbach und der Epigraphiker Louis Robert sind der Meinung, dass Gregor damit den Nemrut Dağı gemeint hat. Später wurden Steine der Anlage zum Kirchenbau weiterverwendet.
Im Zuge einer Dokumentation durch ein französisches Fernsehteam 1958 kam der türkisch-armenische Photograph Ara Güler zum Nemrut Dağı, wo er zahlreiche Bilder erstellte. Diese wurden in über hundert in- und ausländischen Kunstmagazinen veröffentlicht, besonders in Deutschland und Frankreich. Das Heiligtum wurde 1987 in die Liste des Weltkulturerbes der UNESCO aufgenommen. Am 7. Dezember 1988 erklärte die türkische Regierung das Gebiet um den Nemrut Dağı einschließlich des Hügels von Karakuş, Arsameia am Nymphaios und der römischen Chabinas-Brücke zum Nationalpark. Bei der Weltausstellung 2000 in Hannover wurden im türkischen Pavillon Kopien der Dexiosisreliefs und des Löwenhoroskops präsentiert. Im gleichen Jahr setzte der World Monuments Fund den Nemrut Dağı auf seine Liste der 100 meistgefährdeten Kulturdenkmäler. Nachdem durch die International Nemrud Foundation im Verein mit Wissenschaftlern der Technischen Universität des Nahen Ostens ein Restaurierungs- und Rettungsprogramm auf den Weg gebracht war, wurde der Eintrag 2002 zurückgenommen.

## Einzelbelege
1. ↑  Donald H. Sanders (Hrsg.): The Hierothesion of Antiochos I of Commagene. Eisenbrauns, Winona Lake, Ind. 1996, ISBN 1-57506-015-9, S. 2.
2. ↑  Lageplan (Memento vom 9. Oktober 2007 im Internet Archive).
3. ↑  Theresa Goell: Topography In: Donald H. Sanders (Hrsg.): The Hierothesion of Antiochos I of Commagene. Eisenbrauns, Winona Lake, Ind. 1996, ISBN 1-57506-015-9, S. 4–5.
4. 1 2 3  Hans-Gert Bachmann, Theresa Goell: Geology. In: Donald H. Sanders (Hrsg.): The Hierothesion of Antiochos I of Commagene. Eisenbrauns, Winona Lake, Ind. 1996, ISBN 1-57506-015-9, S. 5–12.
5. ↑  Donald H. Sanders: Editor’s Note In: Theresa Goell: Topography In: Donald H. Sanders (Hrsg.): The Hierothesion of Antiochos I of Commagene. Eisenbrauns, Winona Lake, Ind. 1996, ISBN 1-57506-015-9, S. 4.
6. ↑  Contributions to the flora of Nemrut Mountain (Adıyaman/Turkey) (PDF; 353 kB)
7. ↑  Adıyaman - Nimrodberg Nationalpark
8. ↑  Aygün und Max Kasparek: Reiseführer Natur Türkei. BLV Verlagsgesellschaft, München / Wien / Zürich 1990, ISBN 3-405-14030-7, S. 211.
9. ↑  Osman Hamdy Bey, Osgan Effendi: Le tumulus de Nemroud-Dagh: Voyages, description, inscriptions. Loeffler, Constantinople, Pera, 1883. Siehe dazu Edhem Eldem: Le voyage à Nemrud Daği d'Osman Hamdi Bey et d'Osgan Efendi, 1883. De Boccard, Paris 2010, ISBN 978-2-7018-0281-7.
10. ↑  Karl Humann, Otto Puchstein: Reisen in Kleinasien und Nordsyrien. Verlag von Dietrich Reimer, Berlin 1890, S. 233–234. Siehe Friedrich Karl Dörner: Der Thron der Götter auf dem Nemrud Dağ. Kommagene – das grosse archäologische Abenteuer in der östlichen Türkei. 2., erweiterte Auflage. Gustav Lübbe, Bergisch Gladbach 1987, ISBN 3-7857-0277-9, S. 11–66.
11. ↑  Friedrich Karl Dörner: Der Thron der Götter auf dem Nemrud Dağ. Kommagene – das grosse archäologische Abenteuer in der östlichen Türkei. 2., erweiterte Auflage. Gustav Lübbe, Bergisch Gladbach 1987, ISBN 3-7857-0277-9, S. 150, 241–243; Theresa Goell: Ancient Sources and Previous Scholarship. In: Donald H. Sanders (Hrsg.): The Hierothesion of Antiochos I of Commagene. Eisenbrauns, Winona Lake, Ind. 1996, ISBN 1-57506-015-9, S. 29–32.
12. ↑  Friedrich Karl Dörner: Der Thron der Götter auf dem Nemrud Dağ. Kommagene – das grosse archäologische Abenteuer in der östlichen Türkei. 2., erweiterte Auflage. Gustav Lübbe, Bergisch Gladbach 1987, ISBN 3-7857-0277-9, S. 150, 244–248.
13. ↑  Jörg Wagner (Hrsg.): Gottkönige am Euphrat. Neue Ausgrabungen und Forschungen in Kommagene. Zabern, Mainz 2012, ISBN 978-3-8053-4218-6, S. 239; Sencer Şahin, Jörg Wagner: Das Grabmal von König Antiochos I. Von Kommagene auf dem Nemrud Dağ.
14. ↑  International Nemrud Foundation.
15. 1 2  Commagene Nemrut Conservation and Development Program – Excavations and Research (Memento vom 6. Oktober 2013 im Internet Archive).
16. ↑  Commagene Nemrut Conservation and Development Program Aim and Scope (Memento vom 11. September 2013 im Internet Archive).
17. ↑  Jörg Wagner: Kommagene – Schutz und Wandel der historischen Landschaft im 20./21. Jahrhundert In: Jörg Wagner (Hrsg.): Gottkönige am Euphrat. Neue Ausgrabungen und Forschungen in Kommagene. Zabern, Mainz 2012, ISBN 978-3-8053-4218-6, S. 236.
18. ↑  Friedrich Karl Dörner: Der Thron der Götter auf dem Nemrud Dağ. Kommagene – das grosse archäologische Abenteuer in der östlichen Türkei. 2., erweiterte Auflage. Gustav Lübbe, Bergisch Gladbach 1987, ISBN 3-7857-0277-9, S. 30.
19. ↑  Jörg Wagner: Die Könige von Kommagene und ihr Herrscherkult In: Jörg Wagner (Hrsg.): Gottkönige am Euphrat. Neue Ausgrabungen und Forschungen in Kommagene. Zabern, Mainz 2012, ISBN 978-3-8053-4218-6, S. 53.
20. ↑  Jörg Wagner: Die Könige von Kommagene und ihr Herrscherkult In: Jörg Wagner (Hrsg.): Gottkönige am Euphrat. Neue Ausgrabungen und Forschungen in Kommagene. Zabern, Mainz 2012, ISBN 978-3-8053-4218-6, S. 55.
21. 1 2  Bruno Jacobs: Die Religionspolitik des Antiochos I. von Kommagene. In: Jörg Wagner (Hrsg.): Gottkönige am Euphrat. Neue Ausgrabungen und Forschungen in Kommagene. Zabern, Mainz 2012, ISBN 978-3-8053-4218-6, S. 100.
22. 1 2  F. K. Dörner, John H. Young: Sculpture and Inscription Catalogue. In: Donald H. Sanders (Hrsg.): The Hierothesion of Antiochos I of Commagene. Eisenbrauns, Winona Lake, Ind. 1996, ISBN 1-57506-015-9, S. 209.
23. ↑  Bruno Jacobs: Die Religionspolitik des Antiochos I. von Kommagene. In: Jörg Wagner (Hrsg.): Gottkönige am Euphrat. Neue Ausgrabungen und Forschungen in Kommagene. Zabern, Mainz 2012, ISBN 978-3-8053-4218-6, S. 102.
24. ↑  Donald H. Sanders, Theresa Goell, John H. Young: Detailed Site Description: East Terrace, West Terrace, North Terrace. In: Donald H. Sanders (Hrsg.): The Hierothesion of Antiochos I of Commagene. Eisenbrauns, Winona Lake, Ind. 1996, ISBN 1-57506-015-9, S. 102.
25. ↑  Bruno Jacobs: Die Religionspolitik des Antiochos I. von Kommagene. In: Jörg Wagner (Hrsg.): Gottkönige am Euphrat. Neue Ausgrabungen und Forschungen in Kommagene. Zabern, Mainz 2012, ISBN 978-3-8053-4218-6, S. 103.
26. ↑  Georg Petzl: Die Königsinschriften von Kommagene. In: Jörg Wagner (Hrsg.): Gottkönige am Euphrat. Neue Ausgrabungen und Forschungen in Kommagene. Zabern, Mainz 2012, ISBN 978-3-8053-4218-6, S. 63.
27. ↑  Jörg Wagner: Die Könige von Kommagene und ihr Herrscherkult. In: Jörg Wagner (Hrsg.): Gottkönige am Euphrat. Neue Ausgrabungen und Forschungen in Kommagene. Zabern, Mainz 2012, ISBN 978-3-8053-4218-6, S. 46.
28. ↑  Jacques Duchesne-Guillemin: Iran und Griechenland in der Kommagene. Universitätsverlag Konstanz 1984, ISBN 3-87940-240-X, S. 15–16.
29. ↑  Jörg Wagner: Die Könige von Kommagene und ihr Herrscherkult. In: Jörg Wagner (Hrsg.): Gottkönige am Euphrat. Neue Ausgrabungen und Forschungen in Kommagene. Zabern, Mainz 2012, ISBN 978-3-8053-4218-6, S. 56–58.
30. ↑  Die genauen Maßangaben beziehen sich auf die Statuen der Ostterrasse, die Maße auf der Westterrasse weichen nur unwesentlich davon ab.
31. 1 2  F. K. Dörner, J. H. Young: Sculpture and Inscription Catalogue. In: Donald H. Sanders (Hrsg.): The Hierothesion of Antiochos I of Commagene. Eisenbrauns, Winona Lake, Ind. 1996, ISBN 1-57506-015-9, S. 182–205.
32. 1 2 3 4 5  Bruno Jacobs: Das Heiligtum auf dem Nemrut Dağı. In: Jörg Wagner (Hrsg.): Gottkönige am Euphrat. Neue Ausgrabungen und Forschungen in Kommagene. Zabern, Mainz 2012, ISBN 978-3-8053-4218-6, S. 78–86.
33. ↑  F. K. Dörner, J. H. Young: Sculpture and Inscription Catalogue. In: Donald H. Sanders (Hrsg.): The Hierothesion of Antiochos I of Commagene. Eisenbrauns, Winona Lake, Ind. 1996, ISBN 1-57506-015-9, S. 202.
34. ↑  F. K. Dörner, J. H. Young: Sculpture and Inscription Catalogue. In: Donald H. Sanders (Hrsg.): The Hierothesion of Antiochos I of Commagene. Eisenbrauns, Winona Lake, Ind. 1996, ISBN 1-57506-015-9, S. 193–195, 205–206.
35. ↑  D. H. Sanders, J. H. Young: Sculpture Analysis. In: Donald H. Sanders (Hrsg.): The Hierothesion of Antiochos I of Commagene. Eisenbrauns, Winona Lake, Ind. 1996, ISBN 1-57506-015-9, S. 421.
36. ↑  Hans-Gert Bachmann, Theresa Goell: Geology. In: Donald H. Sanders (Hrsg.): The Hierothesion of Antiochos I of Commagene. Eisenbrauns, Winona Lake, Ind. 1996, ISBN 1-57506-015-9, Editor’s Note von Donald Sanders, S. 10.
37. ↑  Die Identifikation der Monumentalstatuen von Antiochos und Apollon durch Humann und Puchstein ist nach heutigem Wissensstand vertauscht.
38. ↑  F. K. Dörner, J. H. Young: Sculpture and Inscription Catalogue. In: Donald H. Sanders (Hrsg.): The Hierothesion of Antiochos I of Commagene. Eisenbrauns, Winona Lake, Ind. 1996, ISBN 1-57506-015-9, S. 206–207.
39. ↑  Helmut Waldmann: Die kommagenischen Kultreformen unter König Mithradates I. Kallinikos und seinem Sohne Antiochos I. Brill, Leiden 1973, ISBN 90-04-03657-1, S. 63–76.
40. 1 2 3  Übersetzung nach Helmut Waldmann: Die kommagenischen Kultreformen unter König Mithradates I. Kallinikos und seinem Sohne Antiochos I. Brill, Leiden 1973, ISBN 90-04-03657-1, S. 76–77.
41. ↑  Eduard Norden: Die antike Kunstprosa: vom VI. Jahrhundert v. Chr. bis in die Zeit der Renaissance. 9. Auflage. 1. Band. Teubner, Stuttgart 1983, ISBN 3-519-07220-3, S. 140 (eingeschränkte Vorschau in der Google-Buchsuche – Nachdruck der 2. Auflage 1909).
42. ↑  Das linke Kommagenerelief zeigt die Teile, die von Humann und Puchstein nach Berlin verbracht wurden. Die einzelne Hand ist laut Goell/Dörner hier falsch zugeordnet.
43. ↑  F. K. Dörner, J. H. Young: Sculpture and Inscription Catalogue. In: Donald H. Sanders (Hrsg.): The Hierothesion of Antiochos I of Commagene. Eisenbrauns, Winona Lake, Ind. 1996, ISBN 1-57506-015-9, S. 225, 232–236.
44. ↑  F. K. Dörner, J. H. Young: Sculpture and Inscription Catalogue. In: Donald H. Sanders (Hrsg.): The Hierothesion of Antiochos I of Commagene. Eisenbrauns, Winona Lake, Ind. 1996, ISBN 1-57506-015-9, S. 225–226, 237–240.
45. ↑  Helmut Waldmann: Die kommagenischen Kultreformen unter König Mithradates I. Kallinikos und seinem Sohne Antiochos I. Brill, Leiden 1973, ISBN 90-04-03657-1, S. 109.
46. ↑  F. K. Dörner, J. H. Young: Sculpture and Inscription Catalogue In: Donald H. Sanders (Hrsg.): The Hierothesion of Antiochos I of Commagene. Eisenbrauns, Winona Lake, Ind. 1996, ISBN 1-57506-015-9, S. 226–228, 240–243.
47. ↑  Photo vom Frontispiz von Osman Hamdy Bey, Osgan Effendi: Le tumulus de Nemroud-Dagh: Voyages, description, inscriptions. Constantinople, Pera, Loeffier 1883.
48. ↑  F. K. Dörner, J. H. Young: Sculpture and Inscription Catalogue. In: Donald H. Sanders (Hrsg.): The Hierothesion of Antiochos I of Commagene. Eisenbrauns, Winona Lake, Ind. 1996, ISBN 1-57506-015-9, S. 228–229, 243–245.
49. ↑  Otto Puchstein: Die kommagenischen Denkmäler mit Benutzung der Untersuchungen Karl Humanns. In: Karl Humann, Otto Puchstein: Reisen in Kleinasien und Nordsyrien. Verlag von Dietrich Reimer, Berlin 1890, S. 339.
50. ↑  Helmut Waldmann: Die kommagenischen Kultreformen unter König Mithradates I. Kallinikos und seinem Sohne Antiochos I. Brill, Leiden 1973, ISBN 90-04-03657-1, S. 197–202.
51. ↑  Tadhalija mit Šarruma in Yazılıkaya.
52. ↑  Warpalawa und Tarhunza in İvriz.
53. ↑  Donald H. Sanders: Endnote 33. In: Donald H. Sanders (Hrsg.): The Hierothesion of Antiochos I of Commagene. Eisenbrauns, Winona Lake, Ind. 1996, ISBN 1-57506-015-9, S. 157.
54. ↑  F. K. Dörner, J. H. Young: Sculpture and Inscription Catalogue. In: Donald H. Sanders (Hrsg.): The Hierothesion of Antiochos I of Commagene. Eisenbrauns, Winona Lake, Ind. 1996, ISBN 1-57506-015-9, S. 252–254.
55. 1 2  Otto Puchstein: Die kommagenischen Denkmäler mit Benutzung der Untersuchungen Karl Humanns. In: Karl Humann, Otto Puchstein: Reisen in Kleinasien und Nordsyrien. Verlag von Dietrich Reimer, Berlin 1890, S. 329 ff.
56. 1 2  Stephan Heilen: Zur Deutung und Datierung des ‚Löwenhoroskops‘ auf dem Nemrut Dağı. In: Epigraphica Anatolica. Band 38, 2005, S. 145–158 (PDF)
57. ↑  Theresa Goell: Dating of Nemrut Dağı and of the Life of Antiochos I, King of Commagene. In: Donald H. Sanders (Hrsg.): The Hierothesion of Antiochos I of Commagene. Eisenbrauns, Winona Lake, Ind. 1996, ISBN 1-57506-015-9, S. 87–91.
58. 1 2  Friedrich Karl Dörner: Der Thron der Götter auf dem Nemrud Dağ. Kommagene – das grosse archäologische Abenteuer in der östlichen Türkei. 2., erweiterte Auflage. Gustav Lübbe, Bergisch Gladbach 1987, ISBN 3-7857-0277-9, S. 238–240.
59. ↑  Heinrich Dörrie: Der Königskult des Antiochos von Kommagene im Lichte neuer Inschriften-Funde. Vandenhoeck & Ruprecht, 1964, S. 205.
60. ↑  International Nemrud Foundation – Lion Horoscope
61. ↑  F. K. Dörner, J. H. Young: Sculpture and Inscription Catalogue. In: Donald H. Sanders (Hrsg.): The Hierothesion of Antiochos I of Commagene. Eisenbrauns, Winona Lake, Ind. 1996, ISBN 1-57506-015-9, S. 230–231, 248–251.
62. ↑  D. H. Sanders, J. H. Young: Sculpture Analysis. In: Donald H. Sanders (Hrsg.): The Hierothesion of Antiochos I of Commagene. Eisenbrauns, Winona Lake, Ind. 1996, ISBN 1-57506-015-9, S. 448.
63. ↑  Donald H. Sanders, Theresa Goell, John H. Young: Detailed Site Description: East Terrace, West Terrace, North Terrace. In: Donald H. Sanders (Hrsg.): The Hierothesion of Antiochos I of Commagene. Eisenbrauns, Winona Lake, Ind. 1996, ISBN 1-57506-015-9, S. 113.
64. ↑  Donald H. Sanders, Theresa Goell, John H. Young: Detailed Site Description: East Terrace, West Terrace, North Terrace. In: Donald H. Sanders (Hrsg.): The Hierothesion of Antiochos I of Commagene. Eisenbrauns, Winona Lake, Ind. 1996, ISBN 1-57506-015-9, S. 124–127.
65. ↑  F. K. Dörner, J. H. Young: Sculpture and Inscription Catalogue. In: Donald H. Sanders (Hrsg.): The Hierothesion of Antiochos I of Commagene. Eisenbrauns, Winona Lake, Ind. 1996, ISBN 1-57506-015-9, S. 254–256.
66. ↑  Theresa Goell 1961, zitiert in: Donald H. Sanders (Hrsg.): Nemrud Dağı. The Hierothesion of Antiochos I of Commagene. Eisenbrauns, Winona Lake, Ind. 1996, ISBN 1-57506-015-9, S. 257 (books.google).
67. ↑  F. K. Dörner, J. H. Young: Sculpture and Inscription Catalogue. In: Donald H. Sanders (Hrsg.): The Hierothesion of Antiochos I of Commagene. Eisenbrauns, Winona Lake, Ind. 1996, ISBN 1-57506-015-9, S. 254–276.
68. ↑  F. K. Dörner, J. H. Young: Sculpture and Inscription Catalogue. In: Donald H. Sanders (Hrsg.): The Hierothesion of Antiochos I of Commagene. Eisenbrauns, Winona Lake, Ind. 1996, ISBN 1-57506-015-9, S. 306–318.
69. 1 2 3  Wolfgang Messerschmidt: Zwischen Tradition und Innovation: Die Ahnengalerie des Antiochos I. von Kommagene. In: Gottkönige am Euphrat. Neue Ausgrabungen und Forschungen in Kommagene. Zabern, Mainz 2012, ISBN 978-3-8053-4218-6, S. 87–98.
70. ↑  Claudia Bohm: Imitatio Alexandri im Hellenismus: Untersuchungen zum politischen Nachwirken Alexanders des großen in hoch- und späthellenistischen Monarchien. Tuduv, München 1989, ISBN 3-88073-294-9, S. 17.
71. ↑  Thomas Fischer: Zum Kult des Antiochos I. von Kommagene für seine seleukidischen Ahnen. In: Istanbuler Mitteilungen. 22, 1972, ISBN 3-8030-1615-0, S. 141–144.
72. ↑  Bruno Jacobs: Die Reliefs der Vorfahren des Antiochos I. von Kommagene auf dem Nemrud Dağı – Versuch einer Neubenennung der Frauendarstellungen in den mütterlichen Ahnenreihen. In: Istanbuler Mitteilungen. 50, 2000, ISBN 3-8030-1641-X, S. 297–306.
73. ↑  F. K. Dörner, J. H. Young: Sculpture and Inscription Catalogue. In: Donald H. Sanders (Hrsg.): The Hierothesion of Antiochos I of Commagene. Eisenbrauns, Winona Lake, Ind. 1996, ISBN 1-57506-015-9, S. 276–280, 318.
74. ↑  Donald H. Sanders, Theresa Goell, John H. Young: Detailed Site Description: East Terrace, West Terrace, North Terrace. In: Donald H. Sanders (Hrsg.): The Hierothesion of Antiochos I of Commagene. Eisenbrauns, Winona Lake, Ind. 1996, ISBN 1-57506-015-9, S. 114–116.
75. ↑  Theresa Goell, Donald H. Sanders: Affiliations of the Architecture at Nemrut Dağı. In: Donald H. Sanders (Hrsg.): The Hierothesion of Antiochos I of Commagene. Eisenbrauns, Winona Lake, Ind. 1996, ISBN 1-57506-015-9, S. 144–145.
76. ↑  Otto Puchstein: Die kommagenischen Denkmäler mit Benutzung der Untersuchungen Karl Humanns. In: Karl Humann, Otto Puchstein: Reisen in Kleinasien und Nordsyrien. Verlag von Dietrich Reimer, Berlin 1890, S. 243.
77. 1 2  Donald H. Sanders, Theresa Goell, John H. Young: Detailed Site Description: East Terrace, West Terrace, North Terrace. In: Donald H. Sanders (Hrsg.): The Hierothesion of Antiochos I of Commagene. Eisenbrauns, Winona Lake, Ind. 1996, ISBN 1-57506-015-9, S. 127–130.
78. ↑  Theresa Goell, Donald H. Sanders: The Mound: Approaches, Site Circulation, Tumulus Construction. In: Donald H. Sanders (Hrsg.): The Hierothesion of Antiochos I of Commagene. Eisenbrauns, Winona Lake, Ind. 1996, ISBN 1-57506-015-9, S. 92–100.
79. ↑  Otto Puchstein: Die kommagenischen Denkmäler mit Benutzung der Untersuchungen Karl Humanns. In: Karl Humann, Otto Puchstein: Reisen in Kleinasien und Nordsyrien. Verlag von Dietrich Reimer, Berlin 1890, S. 241.
80. ↑  Friedrich Karl Dörner: Der Thron der Götter auf dem Nemrud Dağ. Kommagene – das grosse archäologische Abenteuer in der östlichen Türkei. 2., erweiterte Auflage. Gustav Lübbe, Bergisch Gladbach 1987, ISBN 3-7857-0277-9, S. 242.
81. ↑  J. R. Hutt: 1963 and 1964, Geophysical Explorations. In: Donald H. Sanders (Hrsg.): The Hierothesion of Antiochos I of Commagene. Eisenbrauns, Winona Lake, Ind. 1996, ISBN 1-57506-015-9, S. 52–79.
82. ↑  H. Lütjen, T. Utecht: Geophysikalische Untersuchungen auf dem Nemrut Dağı (1989). In: Westfälisches Museum für Archäologie (Hrsg.): Nemrut Dağ. S. 31–38.
83. ↑  Utecht, T., Schulz-Rincke, V., Grothkopf, A. (2003): Warum kein rechter Winkel?: Zur Architektur des Hierothesions Antiochos I. auf dem Nemrud Dag, Asia Minor Studien, Band 49: Neue Forschungen zur Religionsgeschichte Kleinasiens, Forschungsstelle Asia Minor im Seminar für Alte Geschichte der Westfälischen Wilhelms-Universität Münster
84. ↑  D. H. Sanders, J. H. Young: Sculpture Analysis. In: Donald H. Sanders (Hrsg.): The Hierothesion of Antiochos I of Commagene. Eisenbrauns, Winona Lake, Ind. 1996, ISBN 1-57506-015-9, S. 379–383.
85. ↑  D. H. Sanders, J. H. Young: Sculpture Analysis. In: Donald H. Sanders (Hrsg.): The Hierothesion of Antiochos I of Commagene. Eisenbrauns, Winona Lake, Ind. 1996, ISBN 1-57506-015-9, S. 383–399.
86. ↑  D. H. Sanders, J. H. Young: Sculpture Analysis. In: Donald H. Sanders (Hrsg.): The Hierothesion of Antiochos I of Commagene. Eisenbrauns, Winona Lake, Ind. 1996, ISBN 1-57506-015-9, S. 399–402.
87. ↑  D. H. Sanders, J. H. Young: Sculpture Analysis. In: Donald H. Sanders (Hrsg.): The Hierothesion of Antiochos I of Commagene. Eisenbrauns, Winona Lake, Ind. 1996, ISBN 1-57506-015-9, S. 402–405.
88. ↑  Reinhold Merkelbach: Mithras: ein persisch-römischer Mysterienkult. 2. Auflage. Beltz, Athenäum, Weinheim 1994, ISBN 3-89547-045-7, S. 71 (eingeschränkte Vorschau in der Google-Buchsuche).
89. ↑  Türkiye’de Yüzyılın Fotoğrafçısı Ara Güler ile Urfa, Harran ve Nemrut Üzerine Söyleşi (Memento vom 10. Dezember 2009 im Internet Archive).
90. ↑  Eintrag in die Liste der UNESCO.
91. ↑  Nemrut Dağı Milli Parkı (Memento vom 13. September 2013 im Internet Archive).
92. ↑  World Monuments Fund – Mount Nemrut Archaeological Site.
93. ↑  2002 Final Field Mission Report (Memento vom 16. Mai 2011 im Internet Archive) (PDF; 15,6 MB).